# Bahnhofstraße (Cottbus)
Die Bahnhofstraße (niedersorbisch: Dwornišćwa droga) ist bis heute eine der wichtigsten Nord-Süd-Verbindungen von Cottbus. Sie erstreckt sich zwischen der Eisenbahnbrücke im Süden und der Berliner Straße im Norden.

## Geschichte
Nach Inbetriebnahme der ersten Eisenbahnstrecke 1866 begann die Erschließung des südlichen Teils als Verbindung zwischen Bahnhof und Altstadt. Ende der 1870er Jahre ließen die Eisenbahngesellschaften erste Bauten errichten. Die Verbindung zur Berliner Straße war 1880 fertiggestellt. Anfangs bestand die Überbrückung der Gleise am Südende der Bahnhofstraße aus Rampen, die durch zwei Brücken verbunden waren. Der Bahnhof war zwischen den Gleisen gelegen und über die mittlere Rampe erreichbar. 1900/01 wurden die Brücken erneuert. Seit 1903 war der Bahnhof mit der Straßenbahn erreichbar.
Die Bahnhofstraße war eine der aufwändigsten Straßen in Cottbus, in der sich die Oberschicht ansiedelte. Durch den langfristigen Bebauungszeitraum, der sich über drei Jahrzehnte erstreckte, ist in der Bahnhofstraße eine große Vielfalt architektonischer Stilrichtungen vertreten. Damit hebt sich die Cottbuser Bahnhofstraße von denen anderer Städte ab, bei denen die Bahnhofstraßen als kaiserzeitliche Renommierstraßen meist innerhalb weniger Jahre bebaut wurden.
Nachdem die Bahnhofsbrücke 1984 erneuert und die Bahnhofstraße zu einer mehrspurigen Straße ausgebaut wurde, wurde sie 2011/2012 wieder auf zwei Fahrstreifen zurückgebaut.

## Baudenkmale in der Bahnhofstraße
Grundlage der folgenden Liste ist die Veröffentlichung der Landesdenkmalliste mit dem Stand vom 31. Dezember 2011 und die Satzung zum Schutz des Denkmalbereiches Westliche Stadterweiterung (1870–1914) um die Bahnhofstraße und den Schillerplatz.

### Stellwerksgebäude

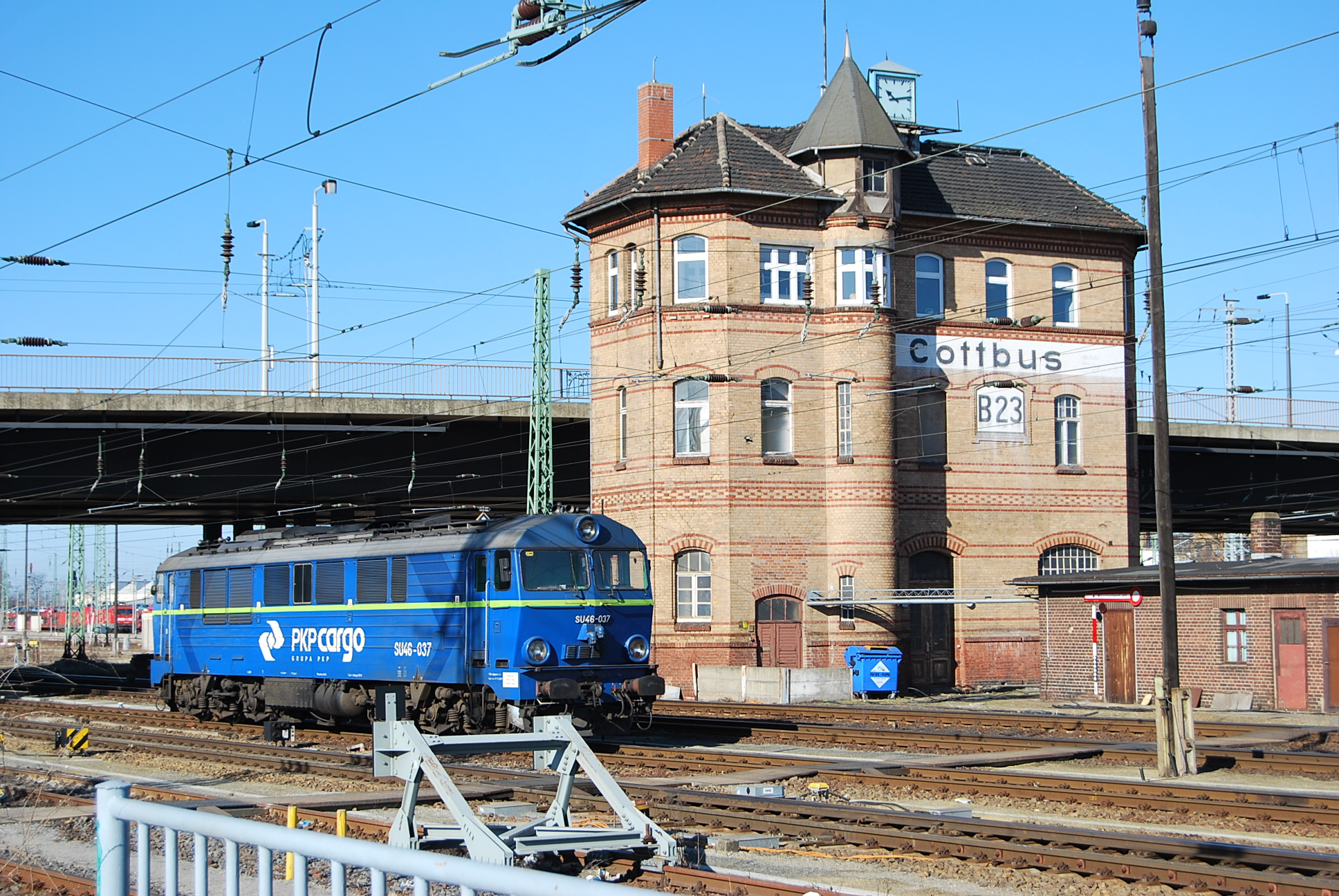
Stellwerksgebäude B23

Das Stellwerk B23 ist ein dreigeschossiger Klinkerbau parallel der Bahnhofsbrücke. Es zeugt von der wirtschaftlichen Blüte der damaligen Cottbuser Verkehrs- und Baugeschichte. Gebaut wurde B23 mit Walmdach, 1903 von der Firma Pabel aus Cottbus, als das erste elektropneumatische Weichen- und Signalstellwerk Deutschlands.
1920 wurde das kleine Uhrentürmchen aufgesetzt. Eher verspielt wirkt der an der östlichen Seite angesetzte Treppenturm mit Pyramidendach, passt sich jedoch zweckmäßig der Gebäudeoptik an. Eine Wendeltreppe aus Eisen führt auf die mittlere Ebene, welche Mitarbeiter- und Funktionsräume beherbergte. Im dritten Geschoss befanden sich an beiden Seiten Türen als Zugang für die Signalbrücken, welche auf Stahlstützen aufgesetzt waren. Dort befanden sich fünf mit der Hand zu bedienende optische Flügelsignale, zwei auf der Südseite und drei auf der Nordseite. Heute sind diese einstigen Zugänge sichtbar zugemauert. Im Innenraum des dritten Geschosses, der die benötigte Aussicht über das Bahnhofsgelände bietet, befand sich das Herz der Anlage. Es beinhaltet bis heute Gleissperren, Weichenstelleinrichtungen, Signale für Blockanlagen und weitere Eisenbahnsicherungstechnik.
Im Zuge von Modernisierungsarbeiten wurden die mechanischen Drahtzugleitungen durch Drucklufttechnik ersetzt. Die Druckluftanlage wurde 1956 wieder außer Dienst gestellt und durch eine elektrische Weichen- und Signalsteuerung ersetzt. Nach 107 Jahren, am 19. November 2010, wurde der Betrieb von B23 und zwölf weiteren Stellwerken des Bahnhofes Cottbus eingestellt. Alle Weichen und Signale werden seitdem über ein ESTW gesteuert. Heute steht B23 unter Denkmalschutz.

### Bahnhofstraße 1

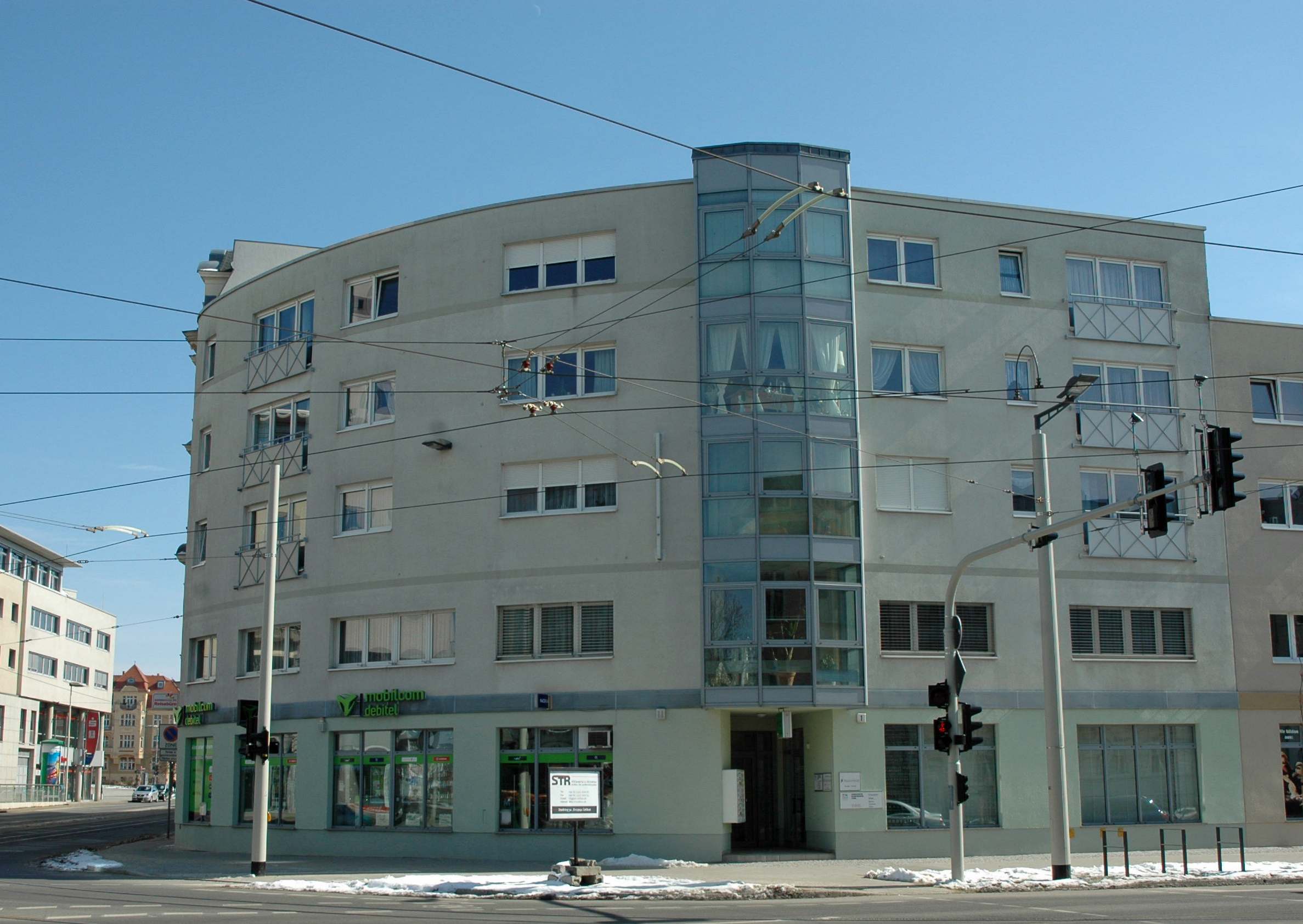
Bahnhofstraße 1

Der fünfgeschossige Neubau in der Bahnhofstraße 1 wurde als kompaktes Eckgebäude mit einem Glaserker erbaut. Der Erker teilt das Gebäude in eine linke Fassadenseite (Berliner Straße) mit vier Fensterachsen und eine rechte Fassadenseite (Bahnhofstraße) mit nur zwei Fensterachsen.
Der Sockel des halbrunden Gebäudes mit den Ladengeschäften im Erdgeschoss erstreckt sich in glatter geputzter Form über das gesamte Gebäude.
Der Glaserker beginnt über der Eingangstür im Erdgeschoss und reicht über alle vier Etagen bis zum Flachdach.
Links vom Eingangsbereich zu den Büros und Wohnungen hat sich die Firma Mobilcom eingemietet. Die hohen und unterschiedlich breiten Ladenfenster mit Fensterbänken sind zwei- bis vierteilig, der Geschäftszugang erfolgt über den Eingangsbereich. Durch eine graue Rechteckgürtelquaderung, eingearbeitet wurde die Werbung der Firma Mobilcom debitel, wird das mintfarbige Erdgeschoss vom graufarbigen 1. Obergeschoss getrennt. Die Fensterfronten der Büroräume im 1. Obergeschoss sind wie im Erdgeschoss angeordnet, jedoch kleinere Stulpfenster mit Fensterbänken. Das 2. bis 4. Obergeschoss mit den Mietwohnungen, farblich insgesamt hellgrau abgesetzt, beginnt über einem dunklen Farbstreifen mit etagenweise identischen aber anderen Fensterfronten als im 1. Obergeschoss. Große Balkonfenster mit brüstungshohen Sichtblenden sorgen für viel Licht in den Wohnräumen. Der dreiteilig kantige Glaserker mit jeweils einem Seitenfenster ist ein optischer Blickfang. Auch auf der rechten Gebäudeseite befinden sich im Erdgeschoss Ladenfenster. Ein drei- und viergeteiltes Fenster mit Fensterbänken und Jalousien im 1. Obergeschoss unterscheidet sich von der Anordnung der Fenster in den Geschossen darüber. Der Vorgängerbau, ein zweigeschossiges Eckgebäude zur Berliner Straße gehörend, mit einem großen Ladengeschäft der Fleischerei Lehniger, entstand 1880. In das viergeschossige Mietswohnhaus, mit der Adresse Bahnhofstraße 1 zogen nachweislich erste Mieter 1883 ein. Eigentümer des Hauses war der Fleischermeister Lehninger. Noch vor dem Ersten Weltkrieg entstand in dem Mietshaus ein Ladengeschäft für den Elektromeister Hering. Das Geschäft wurde auch nach 1945 betrieben. Ende 1960 wurde die Kreuzung zu einem Verkehrsknotenpunkt aus- und umgebaut, dazu wurden die Gebäude im Kreuzungsbereich abgerissen. Erst nach 1990 entstanden in dem Bereich Bahnhofstraße/Ecke Berliner Straße die beiden Neubauten mit den Hausnummern 1 und 2.

### Bahnhofstraße 2

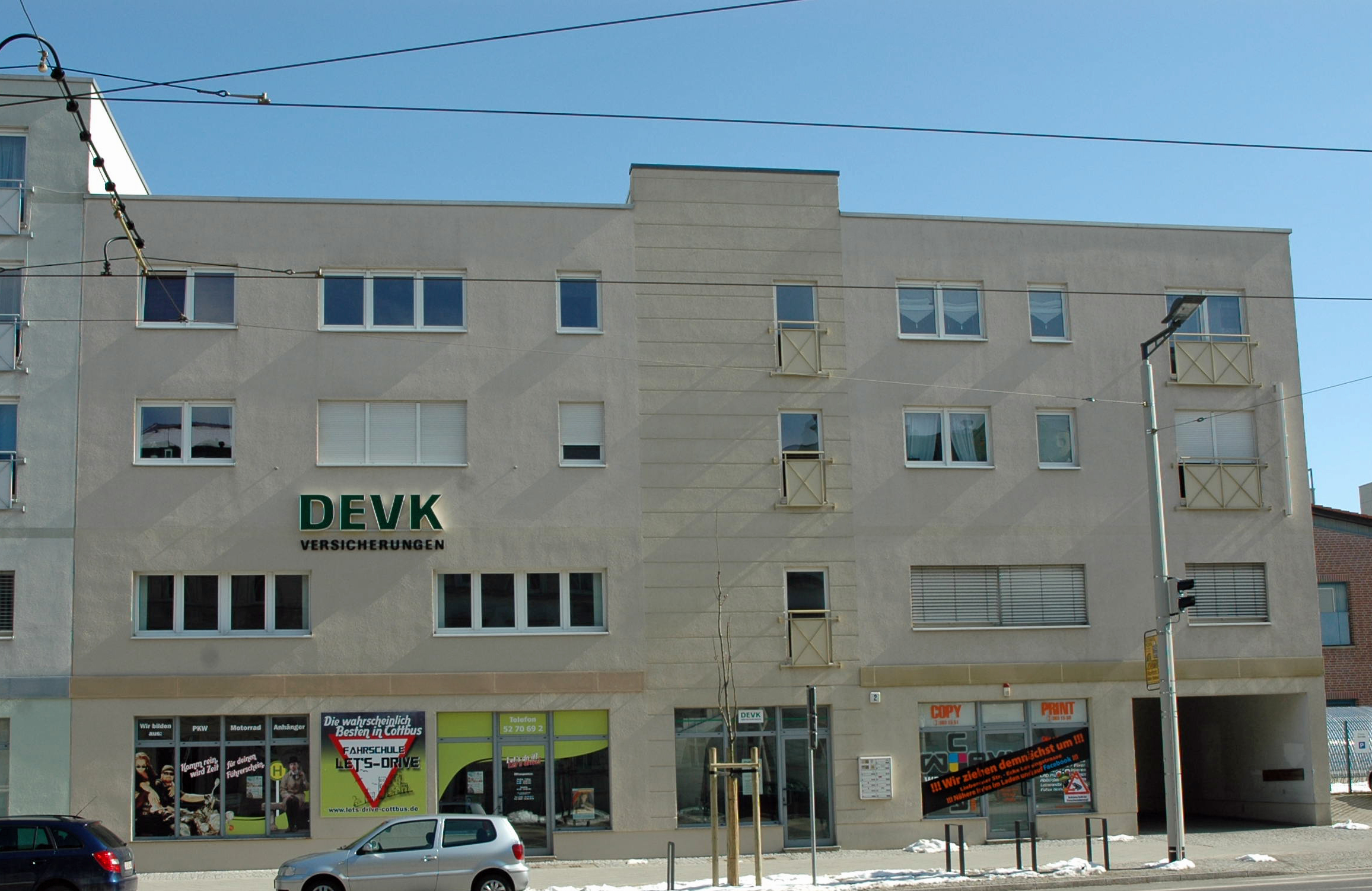
Bahnhofstraße 2

Das Bauland in der Bahnhofstraße 2 kauften zehn Rittergutsbesitzer der Gegend, die sich zur Cottbuser Molkerei e. G. zusammenschlossen. 1883/84 entstand ein Gebäude mit Verkaufsräumen, Büros und Wohnungen zur Bahnhofstraße und einer Hofeinfahrt in das Molkereigelände. Bis 1930 wurde von den Bauern im Umland Milch aufgekauft und ausgeliefert bzw. verarbeitet.
Nach der Engelhardt–Brauerei wurde noch vor 1935 die Familie Netzker mit einem Spezialgeschäft für Molkereiprodukte Eigentümer des Gebäudes. Den Fuhrpark der Netzkers nutzten nach dem Krieg auch die Post und der Konsum. 1959 gaben die Privatunternehmer Netzker auf. Bis 1989 wurden die Geschäftsräume vielfältig genutzt, dann wurden die Gebäude im Kreuzungsbereich zum Ausbau der Straße gesprengt.
Erst Mitte der 1990er Jahre wurde die Straßenecke neu bebaut und das heutige Gebäude der Bahnhofstraße 2 entstand als Neubau. Der Zugang zu den Wohnungen erfolgt von der Straßenseite aus.
Im Erdgeschoss des glatt verputzten, viergeschossigen Gebäudes entstanden zwei moderne Ladengeschäfte mit großen Schaufenstern. Derzeit sind die Geschäfte an eine Fahrschule und eine Versicherung vermietet.
Das größere Ladengeschäft mit zwei Sichtfenstern verfügt mittig über eine Eingangstür innerhalb des dreigeteilten Fensters. Der Eingang der Versicherung ist rechts über eine Eingangstür innerhalb des großen dreigeteilten Schaufensters zu erreichen. Das zweite Geschäft war an einen Copy Shop vermietet und steht zurzeit leer. Auch hier befindet sich die Eingangstür mittig in der großen dreigeteilten Schaufensterfront.
Farblich abgesetzte vertikale Putzquader trennen das Erdgeschoss vom 1. Obergeschoss, unterbrochen von einem flachen Risalit. Der Risalit reicht bis über das Flachdach hinaus. Die hohen schmalen Fenster mit einer Sichtverblendung gehören zum Treppenhaus.
Die Gestaltung der Fensterfronten in den Büros des 1. Obergeschosses weichen von den beiden oberen Wohnetagen deutlich ab.
Interessant ist die östliche Ansicht des Gebäudes. Die abgeschrägte Fassade mit dem Flachdach ist in der Seitenansicht deutlich zu erkennen. Die beiden oberen Etagen sind eingerückt und mit großen Balkonfronten modern gestaltet. Im 3. Obergeschoss ist die durchgehende Balkonfront von einer schrägen Dachfront mit Fenstern unterbrochen.
In der Mitte des Hinterhofes entstand eine Tiefgarage.

### Bahnhofstraße 4
Das zweigeschossige Wohnhaus stand links auf dem Grundstück des heutigen Stadthauses (Erich-Kästner-Platz 1), dem früheren Evangelischen Gemeindehaus (Bahnhofstraße 5). Erbaut wurde es wohl ebenfalls um 1880 beim Ausbau des nördlichen Abschnitts der Bahnhofstraße. Eigentümer des Hauses war die in Cottbus zu dieser Zeit bekannte Lehrerfamilie Berg. Zuletzt wohnten die Schwestern Flora, Käthe und Marie Berg im Haus. Käthe Berg unterrichtete bis nach 1945 in Cottbus. Nach dem Tod der Schwestern Berg, die keine Erben hatten, übernahm die Stadt Cottbus das Haus. 1985 brachte die Stadt ihr Stadtarchiv in dem Haus unter. Das Stadtarchiv und das Gebäude verkamen recht schnell. An dem skandalösen Zustand des Hauses war nichts mehr zu ändern, es musste nach 1990 abgerissen werden. So entstand die heutige große Freifläche vor dem Stadthaus, die Bahnhofstraße 4 als Adresse existiert nicht mehr.

### Bahnhofstraße 5 / Erich-Kästner-Platz 1

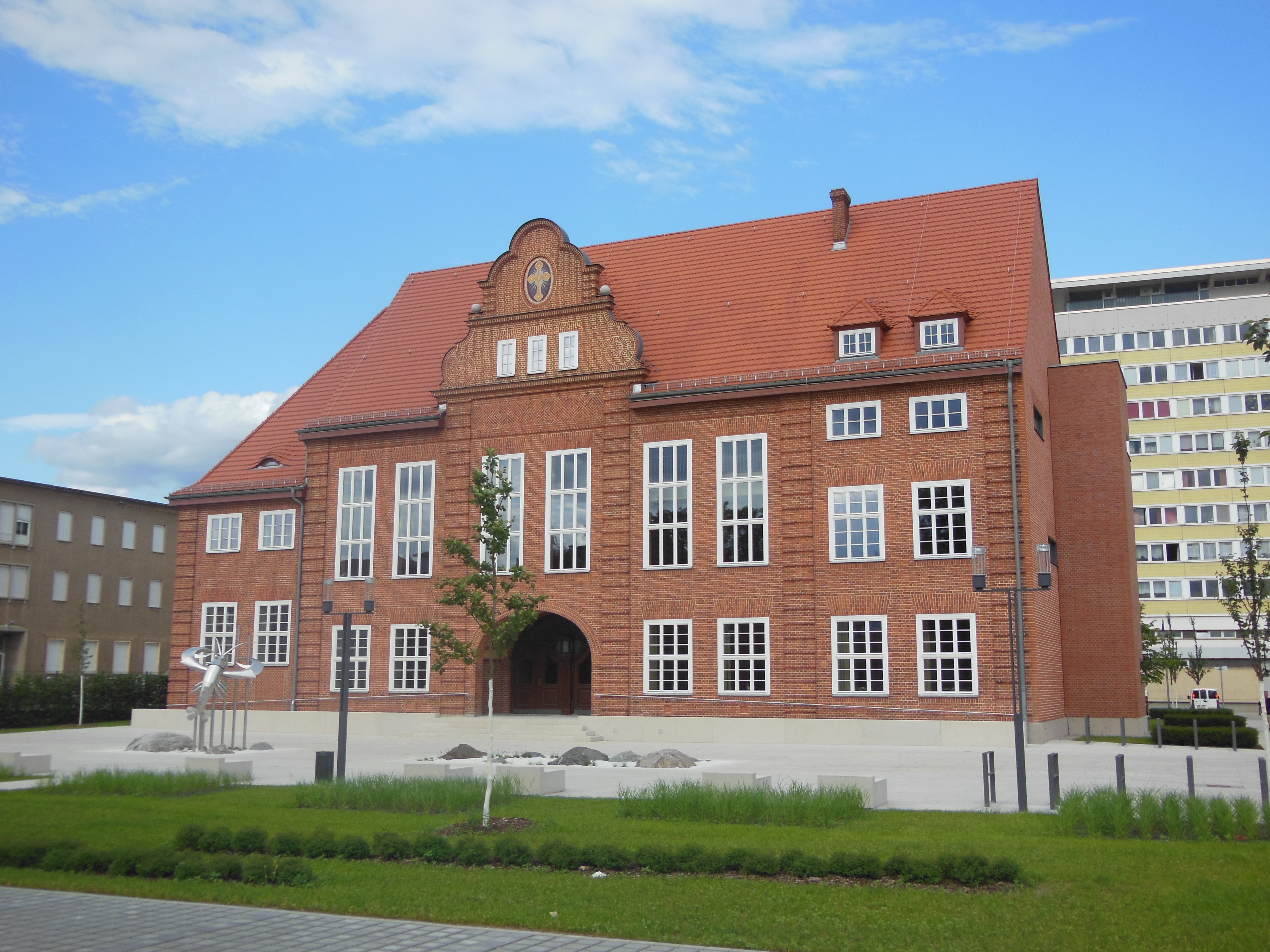
Bahnhofstraße 5 / Erich-Kästner-Platz 1

Das Grundstück mit der heutigen Adresse Erich-Kästner-Platz 1 und dem Gebäude des Stadthauses Cottbus in der damaligen Bahnhofstraße 5 erwarb vor dem Ersten Weltkrieg die evangelische Ober- und Klosterkirchengemeinde. Für die Kirchengemeinde in Cottbus war ein Bau für verschiedene Veranstaltungen des christlichen Vereinswesens geplant. Im November 1913 begann der Bau eines evangelischen Gemeindehauses nach Entwürfen des Berliner Architekten Erich Blunck unter Beteiligung von Cottbuser Architekten im hinteren Gelände der früheren Feldstraße. Es entstand ein freistehender Ziegelbau mit einem Steildach. In der Mitte der Vorderfront fällt die aufwändig gestaltete Doppeltür sofort ins Auge. Darüber im Giebelfeld ist das Mosaikmedaillon mit dem Kreuz eingearbeitet. Von außen kaum vermuten lässt sich ein großer Festsaal für etwa 500 Personen mit Bühne und Empore. Über der Bühne kann man noch immer Malereien von zwei Hirschen an einem Brunnen sehen und Psalmzitate lesen.
Der Erste Weltkrieg machte die Nutzungspläne zunichte, das Gebäude stand als Lazarett zur Verfügung. Bis 1939 arbeitete die evangelische Gemeinde im Gebäude, aber schon kurz nach Beginn des Zweiten Weltkriegs wurden die Räume wieder als Lazarett gebraucht, nach 1945 war ein Haftkrankenhaus im Gebäude untergebracht. In der Turnhalle des Gemeindehauses durfte die Christenlehre stattfinden, nachdem sie aus den Schulen verbannt worden war. Nach 1950 zog das Polizeikrankenhaus ein. Irgendwann muss das Gebäude von der Kirche in Eigentum der Stadt übergegangen sein. Es wurde von verschiedenen Jugendeinrichtungen genutzt, so waren die „Station junger Techniker und Naturforscher“ und das „Museum für Natur und Umwelt“ in den Räumen aktiv. Der Tierpräparator des Museums ließ sich bei seiner Arbeit gern von den Jungen Pionieren über die Schulter schauen. Ende der 1990er Jahre wurde die Außenfassade des unter Denkmalschutz stehenden Gebäudes restauriert. Nachdem das Haus lange leer stand, wurde es 2011/2012 auch innen umfassend restauriert und umgebaut. Im Dezember 2012 zogen die Stadtverordneten in das neue Stadthaus ein, in dem auch das Standesamt untergebracht ist.

### Bahnhofstraße 6–7 / Erich-Kästner-Platz

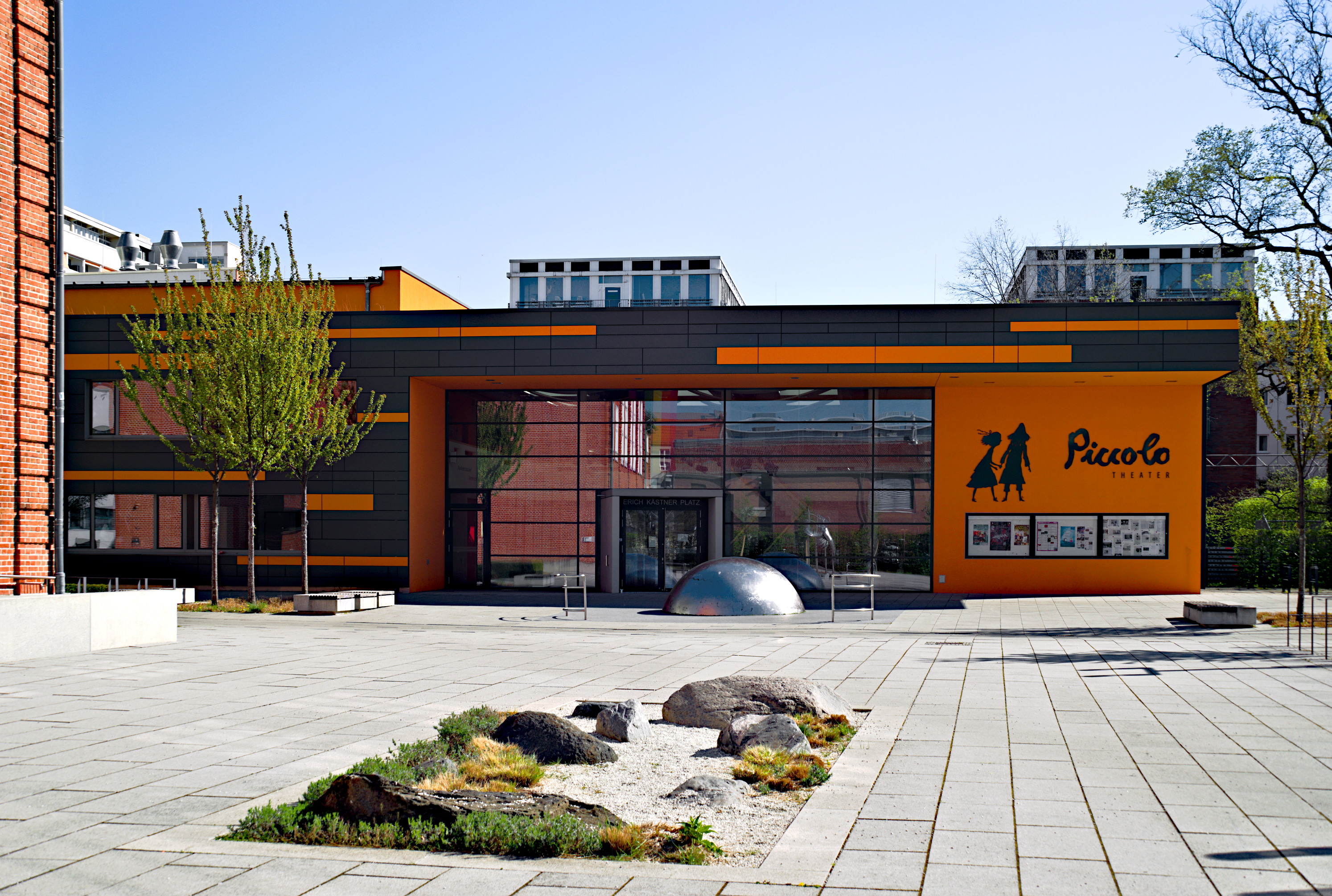
Bahnhofstraße 6–7 / Erich-Kästner-Platz

Auf den heutigen Stadtplänen finden die Cottbuser oder ihre Besucher die Bahnhofstraße 6/7 nicht mehr, dafür den Erich-Kästner-Platz. Am 1. Juni 2011 wurde der Erich-Kästner-Platz mit dem Neubau des Kinder- und Jugendtheaters eingeweiht. Er liegt zwischen dem Arbeitsamt und dem Stadthaus direkt an der Bahnhofstraße. Unter Einbeziehung der zentral gelegenen ehemaligen Fernwärmestation, welche von angrenzenden Brachflächen umgeben war, wurde auf dem Gelände ein modernes Kinder- und Jugendtheater erbaut. Damit ist die Lücke auf dem Grundstück geschlossen worden, die Häuser Nummer 6 und 7 sind für immer Geschichte. Das Kinder- und Jugendtheater ist von September 2009 bis Februar 2011 für ca. 5,8 Millionen € erbaut worden, es beherbergt die Puppenbühne Regenbogen, das Tanztheater Piccolo und das Cottbuser Jugendtanztheater mit Proben- und Übungsräumen. Außerdem soll das „Heckentheater“, eine kleine Freiluftspielstätte, die Tradition des Sommertheaters in Cottbus fortsetzen.
An die beiden alten Wohnhäuser in der Bahnhofstraße 6 und 7 kann sich kaum noch ein alter Cottbuser erinnern. Als der nördliche Teil der heutigen Bahnhofstraße noch nicht erschlossen war, befand sich in dieser Höhe noch unbebaute Fläche und die nicht gepflasterte alte Feldstraße. Die Grundstücke Berliner Platz 1 und 2 (Besitz der Witwe von Otto Grünenthal) zogen sich in der Länge bis zur damaligen Feldstraße (hintere Grundstücksgrenze). Gegen Ende 1870 kaufte Paul Goldstein das große Grundstück vom Berliner Platz bis zur Feldstraße und übernahm 1875 die Spedition Franz Dehnicke. Damit begann die wechselvolle und interessante Geschichte des Grundstücks, der beiden Wohnhäuser und der jüdischen Familie Goldstein.
Joseph Goldstein, Sohn des Samuel Goldstein aus Sandow, richtete nach 1840 das Ersuchen an die Stadt Cottbus, sich in der Stadt niederlassen zu dürfen. Er verwies auf seine preußische Staatsbürgerschaft und auf das Vermögen seiner Frau und beantragte den fahrenden Gewerbeschein als Tuchhändler. Er erhielt die Genehmigung und zog nach Cottbus. Sein jüngster Sohn Paul heiratete vermögend, kaufte das große Grundstück von der Berliner Straße bis zur Feldstraße und stieg in die Spedition Dehnicke ein. Ende 1880 ließ er für seine Familie auf dem hinteren abgeschiedenen Teil des großen Grundstücks ein Wohnhaus errichten. Nach dem Ausbau des nördlichen Teils der Bahnhofstraße war das Wohnhaus nun direkt an der Straße und bekam die Hausnummer 7. Der älteste Sohn Richard übernahm die Geschäfte des Vaters und für die größer werdende Familie baute man ein zweites Wohnhaus, die Bahnhofstraße 6. Im Mittelteil des großen Goldsteinareals befanden sich gewerbliche Gebäude, Lagerhäuser und ausreichend Platz für die pferdebespannten Fuhrwerke. Die Kinder von Richard Goldstein wanderten vor der Hitlerdiktatur nach Palästina aus. Richard Goldstein kam 1936 in die Mühlen der Nazis, angeblich wegen Devisenvergehens. Die Nazis wollten das gesamte Grundstück und den Besitz der Goldsteins. Mit dem „Wohnsiedlungsgesetz“ erzwang man nach 1933 den „Verkauf“. Die Familie verlor das Wohnrecht und durfte nicht frei über den Grundstückserlös verfügen. 1941 wurde der Familie die deutsche Staatsbürgerschaft aberkannt, die Nazis hatten ihr Ziel erreicht. Richard Goldstein stirbt am 10. Januar 1943 in einem Internierungslager in Italien, während er auf seine Genehmigung zur Einreise nach Palästina wartet. Seine Frau Else Goldstein erreicht nach zwei Jahren Irrfahrt Palästina.
Von 1939 bis 1945 gehörten die Häuser der Hitlerdiktatur, nach dem Krieg wohnten Umsiedler und Flüchtlinge in den Häusern.
Um 1960 wurden beide Wohnhäuser abgerissen, die Bahnhofstraße sollte breiter und der Kreuzungsbereich zur Berliner Straße weiträumig ausgebaut werden. Teile des Grundstücks blieben unbebaut und waren bis 2009 „wilder Parkplatz“ und ein Schandfleck in der Bahnhofstraße.

### Bahnhofstraße 10

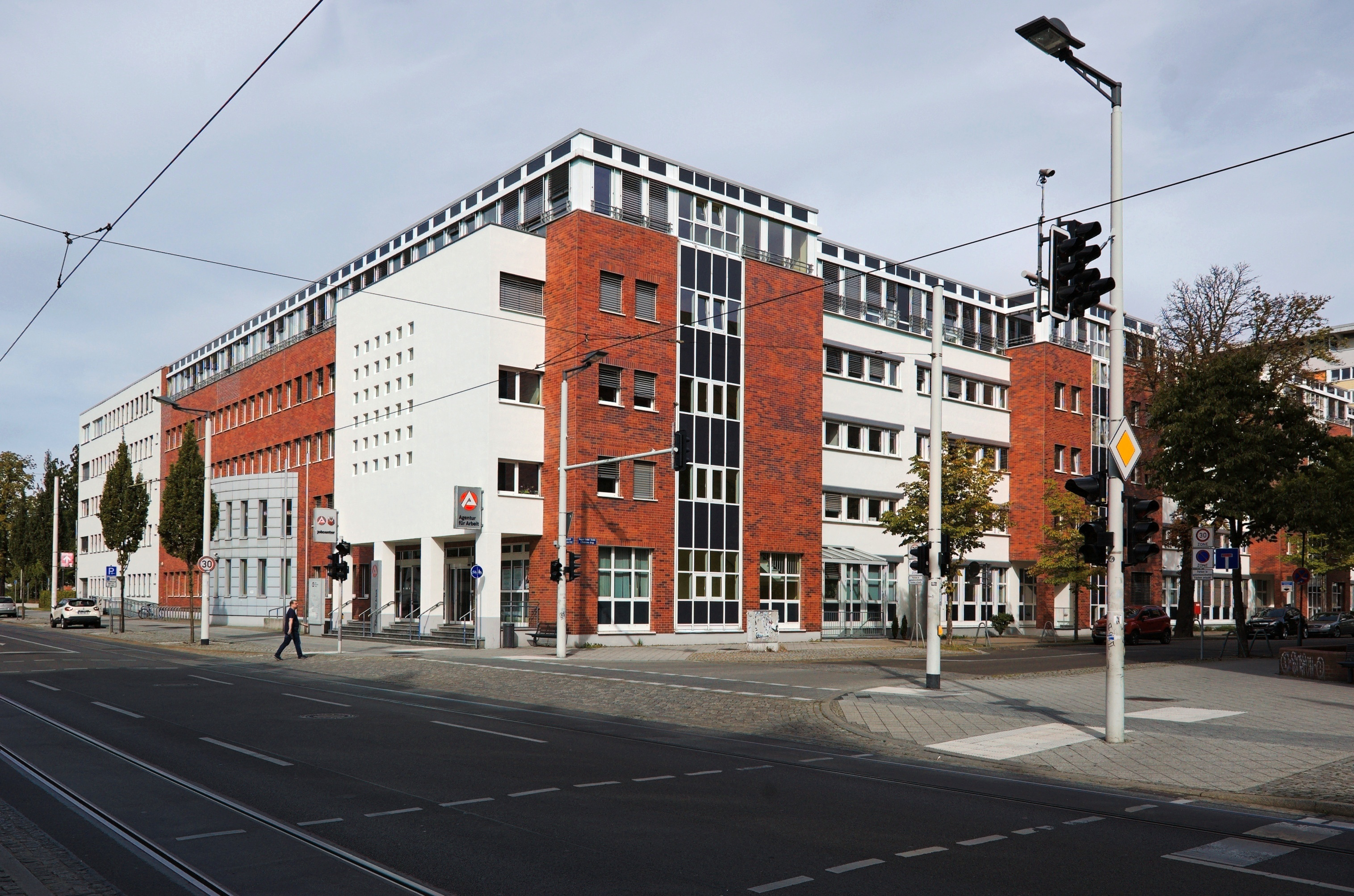
Bahnhofstraße 10

Der heutige Neubau, das Gebäude der Agentur für Arbeit wurde 2003 eröffnet und entstand auf historischem Boden. Als 1998 der Denkmalschutz für das Kellergewölbe aufgehoben wurde, um den Abriss für diesen Neubau zu ermöglichen, gab es von Cottbuser Bürgern wütenden Protest. Allerdings umsonst….
Dieses Grundstück (früher Bismarckstraße, später Bebelstraße 89–92) wurde so vielfältig genutzt wie kein anderes in Cottbus: es war Brauerei, Bierverlag, Autohandel, Autowerkstatt und Tankstelle, Luftschutzbunker, Fernmeldebauamt, Bananenkeller und Szenekneipe.
Vor dem Ersten Weltkrieg, etwa um 1880, gehörte das Grundstück einer Brauerei. Bereits im Mittelalter wurde in Cottbus erfolgreich Bier gebraut und nach 1860 agierte die Brau – Kommune in der Taubenstraße. Nach ihrer Umgründung entstand 1869 der Brauverband. Im Keller der damaligen Bismarckstraße wurde zunächst Bier gebraut und gelagert, später nur noch gelagert. Neben dem Weißbier war das Köstritzer Schwarzbier, „ärztlich empfohlen für Wöchnerinnen, Rekonvaleszenten und Blutarme“, sehr beliebt.
Nach dem Ersten Weltkrieg, wohl um 1922 wurde das Gelände von der Niederlausitzer Automobil AG genutzt. Auf 6.000 m² wurden Autos verkauft, repariert und in 30 Mietgaragen, schon mit elektrischem Licht, untergestellt. Eine 20.000 Liter fassende Tankanlage ergänzte die Angebote auf diesem Grundstück, ebenso wie eine Schweißerei, eine Schmiede und eine Klempnerei.
Im Zweiten Weltkrieg wurden die Kellergewölbe für die Bewohner der Bahnhofstraße als Luftschutzkeller freigegeben, viele Anwohner überlebten in den Kellern den Luftangriff vom 13. Februar 1945. 1953 wurde das Ruinengrundstück von der Post als Fernmeldeamt genutzt. Ab 1960 war das Fernmeldebauamt Cottbus dort untergebracht. Noch nach der Wende befanden sich dort Dienststellen der Telekom und der Deutschen Post.
Vor 1989 wurde unter Cottbusern vom „Bananenkeller“ geflüstert. In den Kellergewölben wurden Bananen und andere Südfrüchte gelagert, die angeblich nicht nur in den Obst- und Gemüseläden verschwanden.
Im August 1995 wurde in dem denkmalgeschützten Kellergewölbe der legendäre Club „BEBEL“ gegründet. Fortan fanden in dem tollen Ambiente Partys und Konzerte statt, ob Jazz, Soul, Funk, Hip-Hop, Rock, alles wurde angeboten und das Cottbuser Musik- und Nachtleben wurde enorm bereichert.
Als man 1998 den Denkmalschutz durch die Stadt zugunsten eines Neubaus aufhob, waren viele BEBEL-Fans empört. Für das Arbeitsamt wäre sicher ein anderer Platz möglich gewesen, alle Proteste aber liefen ins Leere. Die Abrissbirne machte alles platt und die Kellergewölbe verschwanden für immer.
Seit 2003 hat nun die Agentur für Arbeit und das Jobcenter Cottbus den Sitz in der Bahnhofstraße 10. Ein Neubau, der zunächst nicht so gut in das Bild der Gründerzeitvillen in der Bahnhofstraße passte, an den man sich aber gewöhnt hat. Inzwischen sind andere Neubauten gefolgt, so das Kinder- und Jugendtheater oder das ehemalige Brauhaus.

### Bahnhofstraße 11 – Höhere Bürgerschule

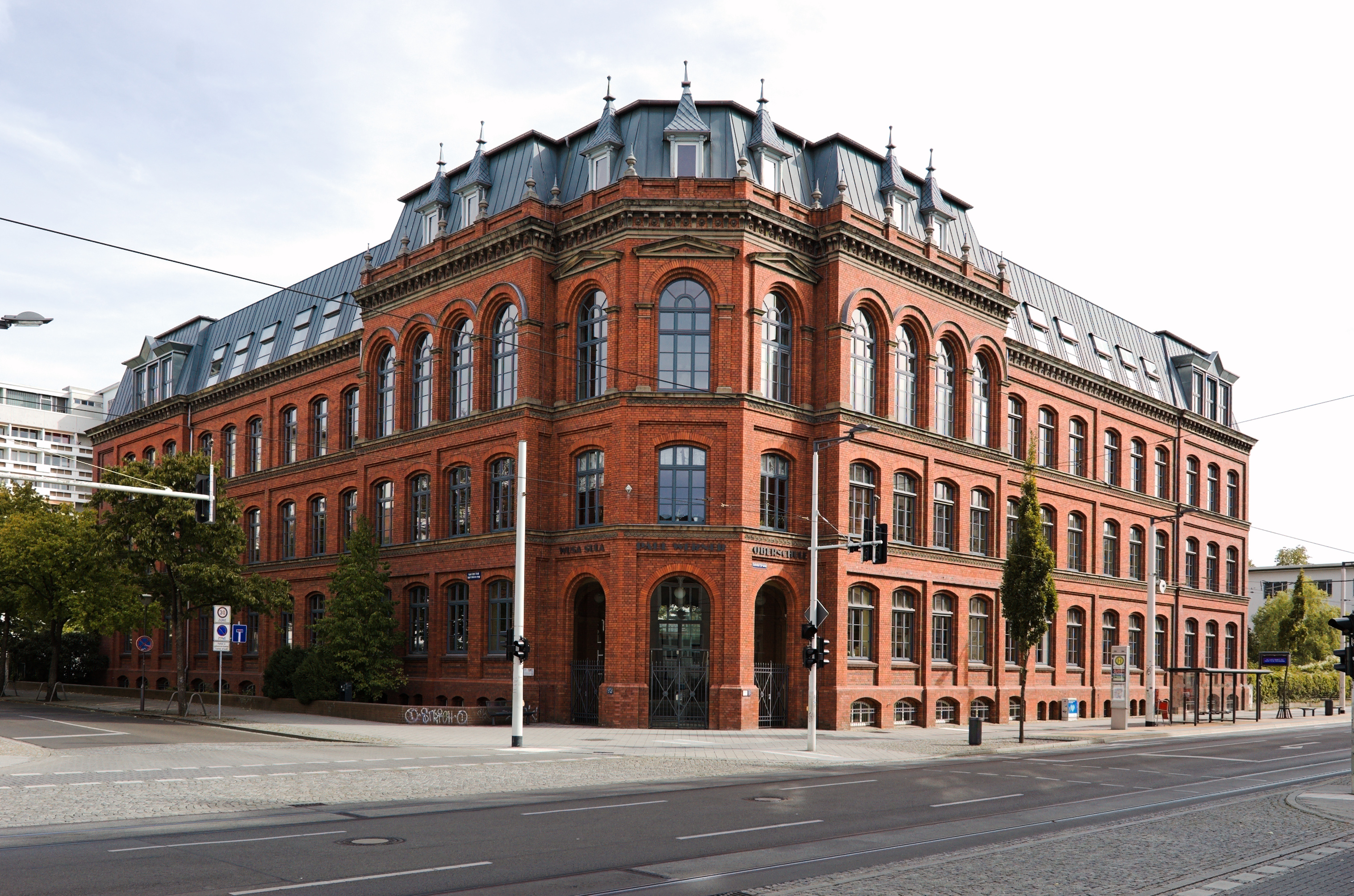
Bahnhofstraße 11 – Höhere Bürgerschule

Der dreigeschossige Ziegelbau Bahnhofstraße 11 mit steilem Mansarddach besteht aus einem Eckgebäude mit zwei Flügeln, das Mittelgebäude aus drei Eckachsen mit angrenzenden Risaliten. Diese drei Eckachsen sind im zweiten Obergeschoss durch Rundbogenfenster der Aula und eine Attika akzentuiert. Durch drei hohe Arkaden gelangt man in den zentralen Eingang. Erwähnenswert ist auch die innen liegende, zentrale mehrläufige Treppenanlage, über die man den Süd- und Ostflügel erreicht. Am Giebel des Ostflügels befindet sich eine weitere zweiläufige Treppenanlage. Die Gestaltung des Gebäudes hebt sich auch durch Details wie Sandstein- und Terrakottaelemente von den damaligen Schulbauten ab.
1890 wurde die „Bismarckschule“ als Höhere Knabenschule eröffnet. Vier Jahre später erfolgte der Bau der Turnhalle am südlichen Ende des Schulhofes. Ein Jahr bevor sie Oberrealschule wurde, erfolgten 1912 die Erweiterung des Südflügels um drei Achsen und der Ausbau der Turnhalle. Auf Betreiben der Schulleitung erfolgte 1933 die Umbenennung in „Adolf-Hitler-Schule“.
Ab den 1930er Jahren wurde im Keller eine Stadtküche betrieben. Während des Zweiten Weltkrieges befanden sich auch die Büros und die Bereitschaft des Deutschen Roten Kreuzes in diesem Gebäude. Nach dem Krieg wurde es vom sowjetischen Militär genutzt. 1950 wurde der Schulbetrieb als 7. und 12. Polytechnische Oberschule (später „Anton Makarenko Schule“ und „Juri Gagarin Schule“) wieder aufgenommen. Durch die Sanierung 1988/90 ging die ursprüngliche Innenausstattung verloren. Lediglich die Treppenhäuser mit Granitstufen, die schmiedeeisernen Geländer und die Holztüren im Erdgeschoss blieben erhalten. Erhalten ist auch der Lanzettenzaun an der Westseite des Schulhofes. Mitte der 1990er Jahre wurde die Turnhalle um einen modernen Gymnastikraum erweitert und die Außenanlagen mit Sportanlagen zur Pausen- und Freizeitgestaltung umgestaltet. Des Weiteren wurde eine moderne Küche im alten Schulgebäude eingerichtet.
1999 erfolgte die Umbenennung in „Paul-Werner-Gesamtschule“. Damit wurden die Verdienste des ehemaligen Bürgermeisters (1892–1914) für die Stadt Cottbus gewürdigt. Der schlechte Zustand des Gebäudes machte 2006 erneut eine umfangreiche Sanierung erforderlich. Die feierliche Neueröffnung der Schule nach zweijähriger Bauzeit fand zum Schuljahresbeginn 2008 statt.

### Bahnhofstraße 14 & 15

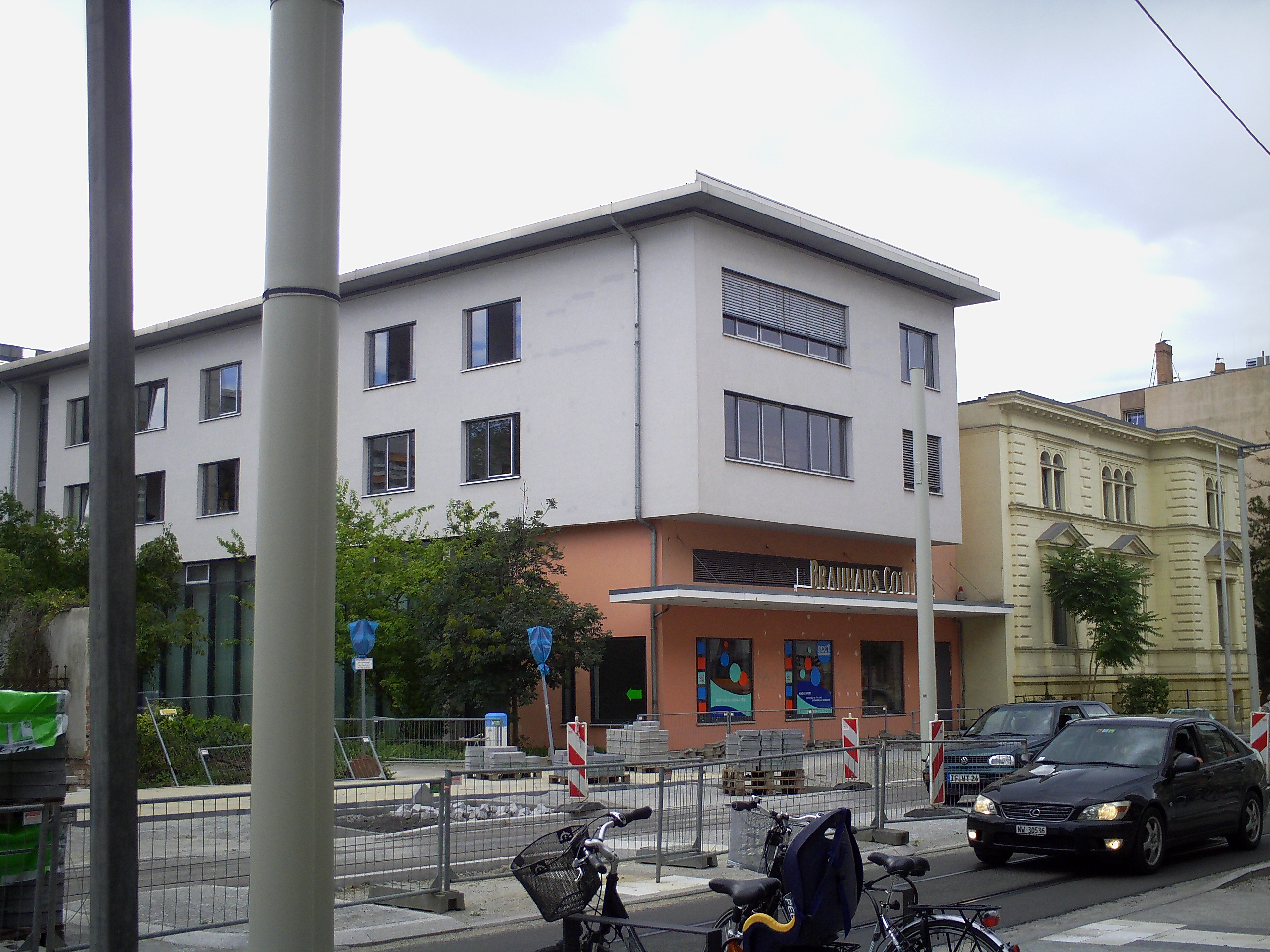
Bahnhofstraße 14 – Brauhaus

Die Villen in der Bahnhofstraße 14/15 entstanden um 1880, als der nördliche Abschnitt der Bahnhofstraße bis zur Berliner Straße ausgebaut wurde. Um 1892 befand sich in der Bahnhofstraße 14 das Hauptsteueramt des preußischen Fiskus, 1910 das preußische Hauptzollamt.
Nachdem sich über viele Jahre Hausschwamm im Mauerwerk ausgebreitet hatte, musste das Haus mit der Nummer 14 abgerissen werden.
Das Haus Bahnhofstraße 15 war um die 19. Jahrhundertwende ein Ärztehaus. Hier wohnten zwei Ärzte des Krankenhauses, der Eigentümer Paul Frick und Reinhold Krüger. Ende 1920 wurde das Haus von dem Mitinhaber der Schokoladenfabrik Burk & Braun, dem Fabrikanten Heinrich Burk, gekauft. Nach Ende des Zweiten Weltkrieges wurde das Haus vom russischen Stadtkommandanten dem Altkommunisten Max Döring als Dienstwohnung zugewiesen. Max Döring war nach dem Krieg der erste Oberbürgermeister der Stadt Cottbus.
In den folgenden Jahren hatten verschiedene Gesellschaften und Einrichtungen wie z. B. die Gesellschaft für „Deutsch-Sowjetische Freundschaft“ und der SED-Kulturbund ihre Büroräume. Nach 1989 hatte der Kreisvorstand des Kulturbund e. V. und der „Carl-Blechen-Club“ mit seiner Clubgaststätte das Haus angemietet.
Die Fassade der zweigeschossigen Stadtvilla ist untergliedert, jede Achse besitzt eine andere Tiefe. Gequaderte Lisenen fassen die einzelnen Achsen ein. Das hochgezogene Kellergeschoss ist mit einer groben Putzquaderung versehen und durch ein Sockelgesims vom Erdgeschoss abgesetzt. Die Fenster des Erdgeschosses tragen eine Ädikularahmung und sind durch ein durchgehendes Sohlbankgesims miteinander verbunden. Die Halbrundfenster des Obergeschosses sind in Gruppen zusammengefasst und werden von Pilastern begleitet. Ein Sohlbankgesims und ein die Verdachungen der Fenster verbindendes Gurtgesims rahmen das Obergeschoss ein. Den Fassadenabschluss bildet ein weit auskragendes Traufgesims unter einem Flachdach. Die weit zurückgesetzte Eingangstür in der vierten Achse besitzt ebenfalls eine Ädikularahmung.
Das Haus in der Bahnhofstraße 15 steht heute leer. Im Oktober 2000 wurde das Brauhaus als Neubau auf dem Grundstück Bahnhofstraße 14 direkt an die Hauswand der Bahnhofstraße 15 angebaut. Die Landeskronbrauerei Görlitz als Betreiber und die Cottbuser Stadtwerke als Eigentümer wollten die alte Bierbaukunst von Cottbus den Bürgen und Gästen der Stadt Cottbus näher bringen.
Ein Konzept, das aber nach 2004 scheiterte, als die Brauerei ihre Anteile verkaufte. Heute ist die Brauerei mit ihrer Gaststätte geschlossen. Die Gebäude sind durch Satzung geschützt.

### Bahnhofstraße 16
Als Teil der nach Norden unterbrochenen Blockrandbebauung an der Ostseite der Bahnhofstraße, zwischen August-Bebel-Straße und Karl-Liebknecht-Straße, liegt die Bahnhofstraße 16.
Die Fassaden- und Hofseite des viergeschossigen Massivbaues mit den vier Fensterachsen ist verputzt. Das Mietshaus wurde 1885/86 für den Rentier (Finanzier) Herrn Hemprich erbaut.
Der Sockel mit den drei Kellerfenstern ist durch ein Gurtgesims von dem gequaderten Erdgeschoss getrennt. Die links eingebaute bauzeitliche Kassettentür unterbricht die Putzbänderung zwischen Erdgeschosses und Sockel.
Die unterschiedlich farbliche Gestaltung unterstreicht die vertikale Geschosseinteilung.
Der sehr dunkle Farbanstrich des Sockels geht in eine deutlich hellere Farbgebung im Bereich des Erdgeschosses über. Die drei Obergeschosse heben sich in der farblichen Gestaltung von Sockel und Erdgeschoss ab.
Die Fenster werden durch eine eingetiefte Rahmung umschlossen, im 1. Obergeschoss werden die Mittelfenster durch Dreiecksverdachungen verziert, die sich wiederum farblich abheben. Über den äußeren Fenstern schmücken Rosetten in der Farbe der Zierverdachung die Hausfront. Blickfang im Bereich der Fassade ist ein Farbfries, ein flächiges Fleuron, zwischen dem 2. Obergeschoss und dem flacheren Mezzaningeschoss, über die gesamte Breite des Hauses. Ein weit ausladendes Traufgesims unter einem Flachdach bildet den Fassadenabschluss.
Bis 1893 wurde das Haus in den alten Adressbüchern unter Bahnhofstraße 18 geführt, Kaufleute, Oberlehrer, Beamte, aber auch einfache Näherinnen wohnten dort.
Das Haus wurde häufig umgebaut und saniert. Dadurch sind alle äußeren Schmuckelemente der Gründerzeit verloren gegangen, durch den weitgehenden Abschlag der Fassadendekoration ist die Form der Renaissance sehr entstellt worden.

### Bahnhofstraße 17
In der westlichen Innenstadt von Cottbus, zwischen August-Bebel-Straße und Karl-Liebknecht-Straße, befindet sich das Miet- und Geschäftshaus mit der heutigen Adresse Bahnhofstraße 17, bis 1893 war das die Bahnhofstraße 18 a. Das Gebäude ist Teil der Blockrandbebauung an der Ostseite der Bahnhofstraße.
Es wurde 1885/86 als Mietshaus erbaut. Bauherr und Ersteigentümer des Hauses war der Rentier (Finanzier) Herr Hemprich.
Das viergeschossige Gebäude erstreckt sich über vier Achsen. Im Erdgeschoss befindet sich ein moderner Ladeneinbau mit zwei großen Ladenfenstern und einer mittigen Ladentür.
Neben dem Ladenfenster befindet sich eine zweiflügelige antike Eingangstür aus Holz, oben mit einem Glaseinsatz, die zum Wohnbereich führt. Die Fassade wird durch eine gequaderte Putzbänderung im Erdgeschoss, ein Gurtgesims zwischen dem Erdgeschoss und den Obergeschossen sowie Gesimsverdachungen über den Fenstern und farblich abgesetzte Fensterfaschen gegliedert. Im 1. und 2. Obergeschoss befinden sich durchgehend 4 Kreuzfenster. Im 3. Obergeschoss, dem flachen Mezzaningeschoss, wurden 4 ungeteilte, quadratische Fenster eingebaut.
Das Haus besteht aus einem Vorderhaus und einem nicht sichtbaren linken Seitenflügel im Hof. Der Massivbau ist zur Bahnhofstraße hin verputzt, im Hofbereich sind die Klinker sichtbar. Über dem auskragenden Traufgesims schließt sich ein Flachdach an.
Das Dach und die Fassade wurden 1984/85 saniert, die keramische Wandverkleidung im Sockelbereich wurde dabei abgenommen und der alte Putz abgeschlagen. Das Gurt- und das Traufgesims und ebenso die Fensterfaschen sind ebenfalls instand gesetzt worden. Durch den Abschlag der Fassadendekoration und den großen, unproportioniert wirkenden Ladeneinbau ist der ursprüngliche Renaissance-Stil des Gebäudes entstellt worden.

### Bahnhofstraße 18

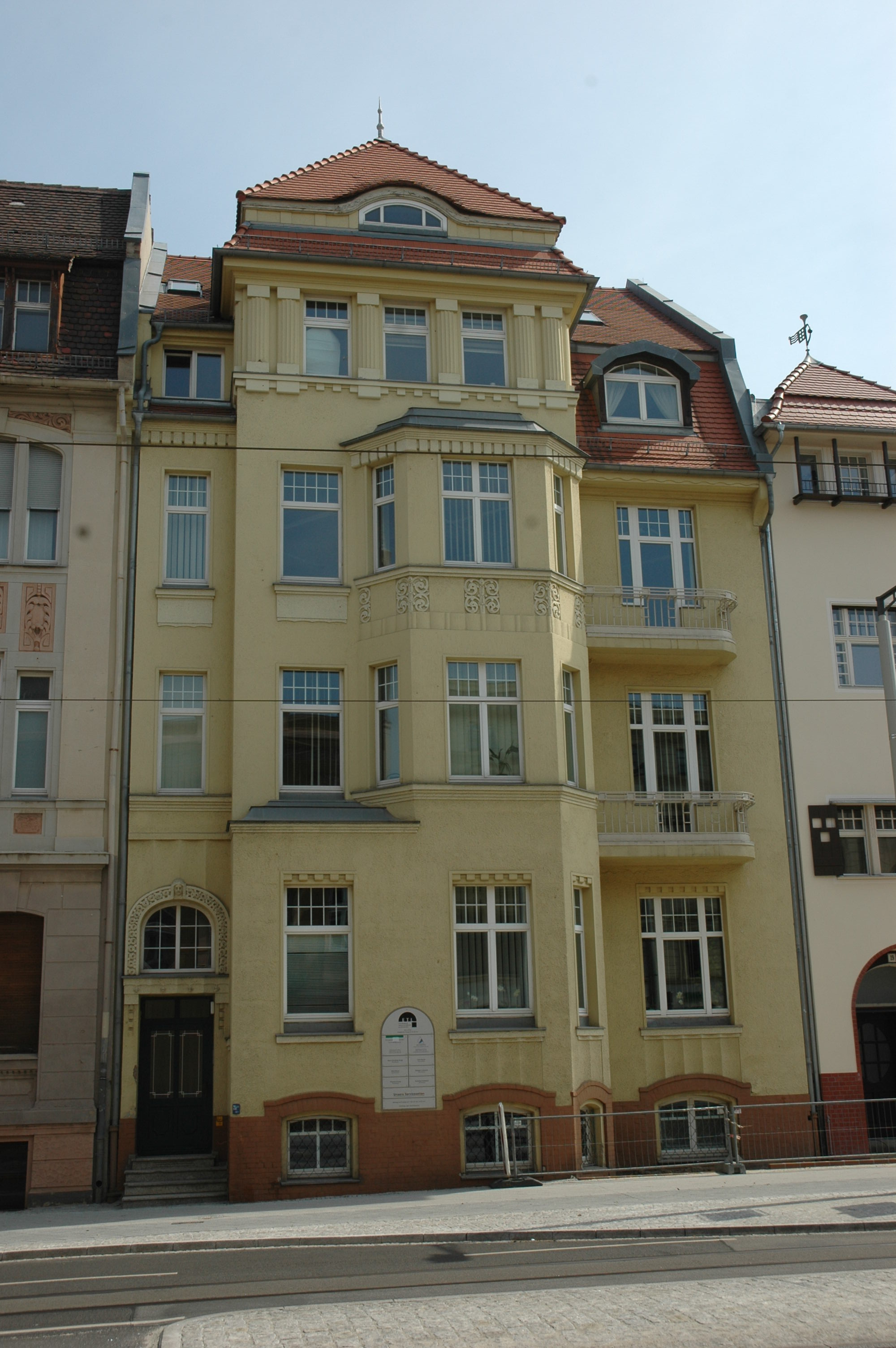
Bahnhofstraße 18

Dieses Haus wurde als Mietwohnhaus um 1910 vom Maurermeister Josef Babel erbaut, der Mitinhaber des Baugeschäfts Hermann Pabel & Co. in der Kaiser-Friedrich-Straße 4 war.
Bei diesem Haus handelt es sich um einen Putzbau mit Mansarddach. In der Architektur dieses Baues spiegeln sich die Einflüsse des Spätjugendstils und der schlichten neuklassizistischen Richtung wider. Fassaden bestimmend ist der erhöhte Mittelrisalit, mündend in ein gestuftes Pyramidendach. In der Fassade deutlich sichtbar sind die Vorbauten und die Balkone, die an den Mittelrisalit anschließen.
Erstmieter des Hauses war Hans Michaelis, ein Chirurg und Gynäkologe, Chef und Inhaber der Privatklinik in der Schwanstraße 8. Mitte 1920 mietete sich zusätzlich das Gewerbebauaufsichtsamt für den Stadtkreis Cottbus und Kreis Calau ein.
Um 1930 richtete sich der Tierarzt Wilhelm Schmidt in den Geschäftsräumen des Hauses ein. Johanna Babel, die Witwe des Maurermeisters, war 1940 Eigentümerin des Hauses. Zu dieser Zeit wird auch Ludwig Strödecke mit seinem zahnärztlichen Laboratorium als Mieter erwähnt.
Gegenwärtig befinden sich in den ehemals großen Wohnungen Geschäftsräume für Rechtsanwälte, Steuerberater und Wirtschaftsprüfer.

### Bahnhofstraße 19
Bei dem Haus handelt es sich um einen Putzbau mit Satteldach. Die Fassade wird durch einen erhöhten Eingangsrisalit hervorgehoben, der mit einem gestuften Pyramidendach abschließt. Rechts schließt sich ein Altan an den Eingangsrisalit an. Die Fassade wird durch die plastische Durchbildung der Fensterbänder gegliedert, die in den Obergeschossen Erker bilden. Auffallend sind die dekorlosen Außenwände, die nur durch die farbliche Akzentuierung durch den Ziegelsockel und die Holzschindeln im oberen Fenstererker unterbrochen werden. Die Rückseite des Hauses ist kalksandsteinsichtig und besitzt mehrere Altane.
Die renommierten Architekten Schilling & Graebner, die sich vor allem auf moderne Kirchenbauten spezialisiert hatten, machten sich einen Namen mit diesem Bauentwurf. Durch die Umsetzung der Reformarchitektur im Gegensatz zu dem damals vorherrschenden Jugendstil und den Stilmischungen des Historismus zeigten sich Schilling & Gräbner mit diesem Entwurf fortschrittlich.

### Bahnhofstraße 20
Das Haus wurde 1896 erbaut. Erster Eigentümer des Mietshauses war der Notar und Rechtsanwalt Franz Nickse.
Um 1910 erwarb Rechtsanwalt Robert Hahn das Haus und richtete dort seine Kanzlei ein. Anfang 1930 stieß Rechtsanwalt und Notar Johanes Krause als Kompagnon hinzu. Um 1948 diente das Haus als Sitz des Amtsgerichtes. In den folgenden Jahren waren die Nationaldemokratische Partei (NDPD), gefolgt von dem Bund freier Demokraten (BFD-Die Liberalen), Mieter.
Gegenwärtig wird das Haus als Mietshaus genutzt. Darüber hinaus dient es als Seminarstätte der Palliativmedizin.
Die Fassade des Gebäudes lebt von der farblichen Gestaltung und den reichhaltigen Verzierungen des Seitenrisalits. Das Kellergeschoss ist mit einer grauen Putzquaderung überzogen. Die vergitterten Kellerfenster werden von konischen Schlusssteinen gekrönt, die an das Sockelgesims anschließen. Die bauzeitliche Haustür wird von einer Ädikularahmung mit Spitzdach eingerahmt. Das Erdgeschoss hat Halbrundfenster mit konsolengetragenen Sohlbänken, grauen Faschen mit Schlusssteinen und Rosetten, während die Rechteckfenster im Obergeschoss eine palmettenverzierte Spitzverdachung tragen. Ein kräftiges Gurtgesims trennt die beiden Etagen. Über dem verzahnten Traufgesims thront in der fünften Achse ein Zwerchgiebel. Der Seitenrisalit mit gequaderten Lisenen hat im Erdgeschoss ein großes Steinkreuzfenster und im Obergeschoss eine Kombination aus Loggia und Balkon mit einer aufwendig gestalteten Umrahmung. Den Abschluss des Risalits bildet ein geschwungener Zwerchgiebel mit zwei zusammengefassten Halbrundfenstern, der von zwei Ziertürmchen begleitet wird.

### Bahnhofstraße 21
Dieses Mietwohnhaus wurde um 1890 erbaut. Das Cottbuser Adressbuch von 1892 nannte als Eigentümer dieses Hauses den Malzfabrikanten Theodor Gustav Melde. Im Haus wohnten vor allem Mitarbeiter der Malzfabrik Melde. 1910 wurde Konrad Tiede als Hauseigentümer aufgeführt, dessen Beruf aber unbekannt ist. Einige Jahre später kaufte Sanitätsarzt Paul Hossenfelder das Haus und richtete hier seine Praxis ein, die er bis Anfang 1920 führte. Nach dem Tod von Hossenfelder wird seine Witwe Else als Hauseigentümer aufgeführt. Zu DDR-Zeiten mietete sich hier die Blockpartei Ost-CDU ein. Zurzeit hat im Haus die UWS Cottbus Steuerberatungsgesellschaft mbH ihre Büroräume.
Die Fassade ist streng symmetrisch gegliedert und wird durch einen erhöhten Mittelrisalit mit Dreiecksverdachung sowie einem Altan betont. Die horizontale Gliederung wird durch ein Sockel- und ein Gurtgesims übernommen. Zwischen den Fenstern des Altans scheinen Pilaster den Austritt zu tragen. Alle Fenster tragen unterhalb der Sohlbank einen farblich auf die Faschen abgestimmten Putzspiegel. Die Fenster im Obergeschoss haben zusätzlich eine einfache Verdachung. Die Tür und die zwei sie flankierenden Rundbogenfenster im Risalit sind durch ein leichtes Vorspringen des Mauerwerks zusammengefasst.

### Bahnhofstraße 22 / Rudolf-Breitscheid-Straße 12

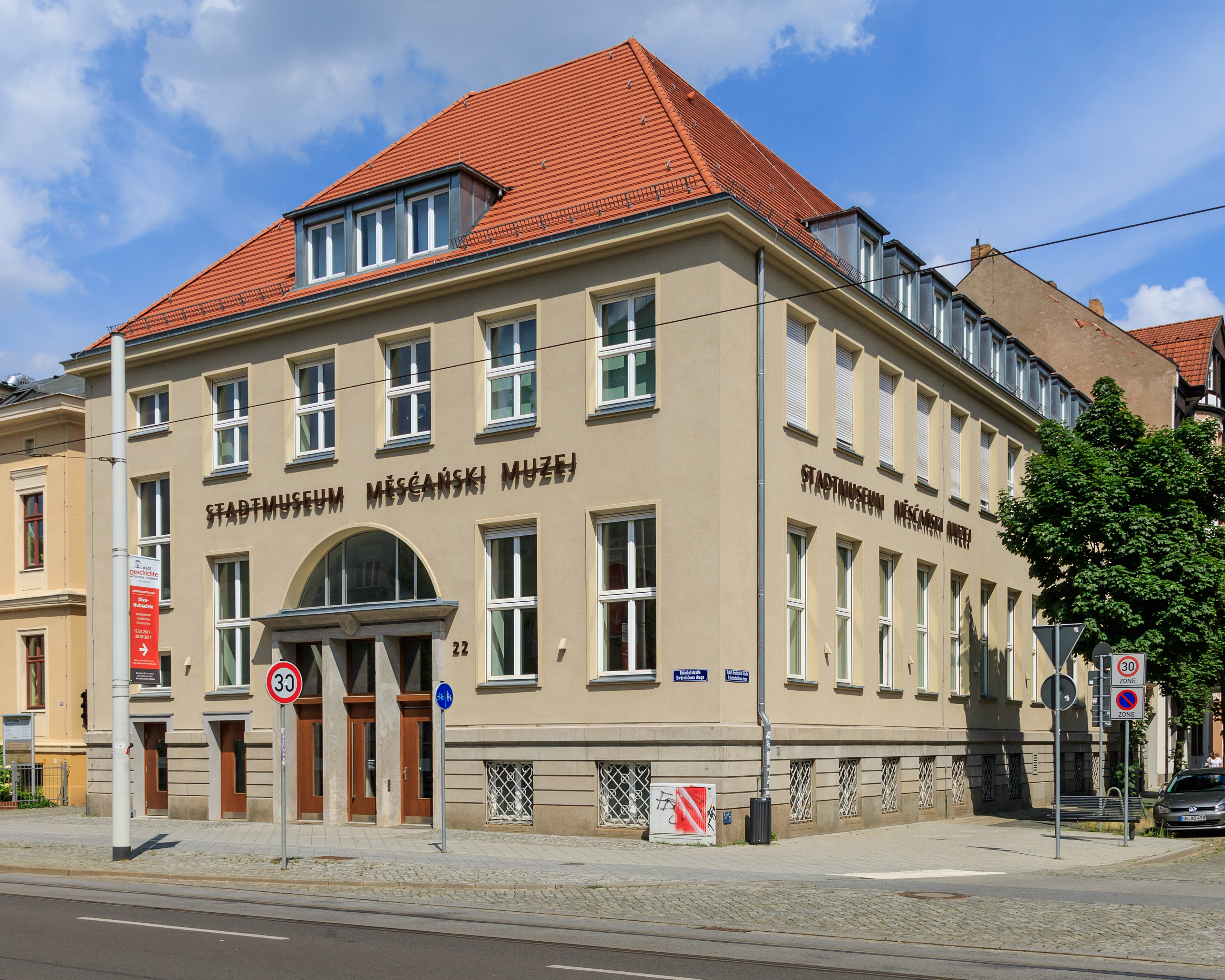
Bahnhofstraße 22

Das Eckgrundstück Bahnhofstraße / Rudolf-Breitscheid-Straße wurde bis 1935 als größere Gartenanlage genutzt. Die Kreissparkasse kaufte das Gelände und ließ ein neues Gebäude errichten. Im Jahre 1937 konnte der schlichte Bau aus verputztem Ziegelmauerwerk eingeweiht werden. Das Haus ist ein Zweckbau und besaß zusätzlich zu den Büro- und Kassenräumen eine Wohnung für den damaligen Hausmeister, Johannes Man. Die Stadtsparkasse übernahm 1950 die Räume in der Bahnhofstraße und da an arbeiteten Kreis- und Stadtsparkasse gemeinsam, bis 1997. Die neue Geschäftsstelle eröffnete am Brandenburger Platz. In diesem Gebäude wurde 1983 der erste Geldautomat von Cottbus aufgestellt.
Das zweigeschossige Gebäude steht mit der Frontseite zur Bahnhofstraße, über dem verglasten großen Eingangsportal befindet sich der Firmenschriftzug. Am Sockel ist der Verputz horizontal genutet, als bestände er aus großformatigen Natursteinen. Links neben dem Haupteingang befinden sich zwei Eingangstüren. Die äußere Tür führt zum Verwaltungstrakt und durch die zweite Tür gelangt man in den Automatenraum. Den Schalter und Kundenraum im 1. Obergeschoss erreicht man über eine große Treppe vom Eingangsbereich aus. Bis Ende 2012 hatte die Kreditabteilung der Sparkasse ihren Sitz in diesem Gebäude. Seit Dezember 2014 befinden sich in dem Gebäude die Ausstellungsräume des Stadtmuseums Cottbus.

### Bahnhofstraße 24

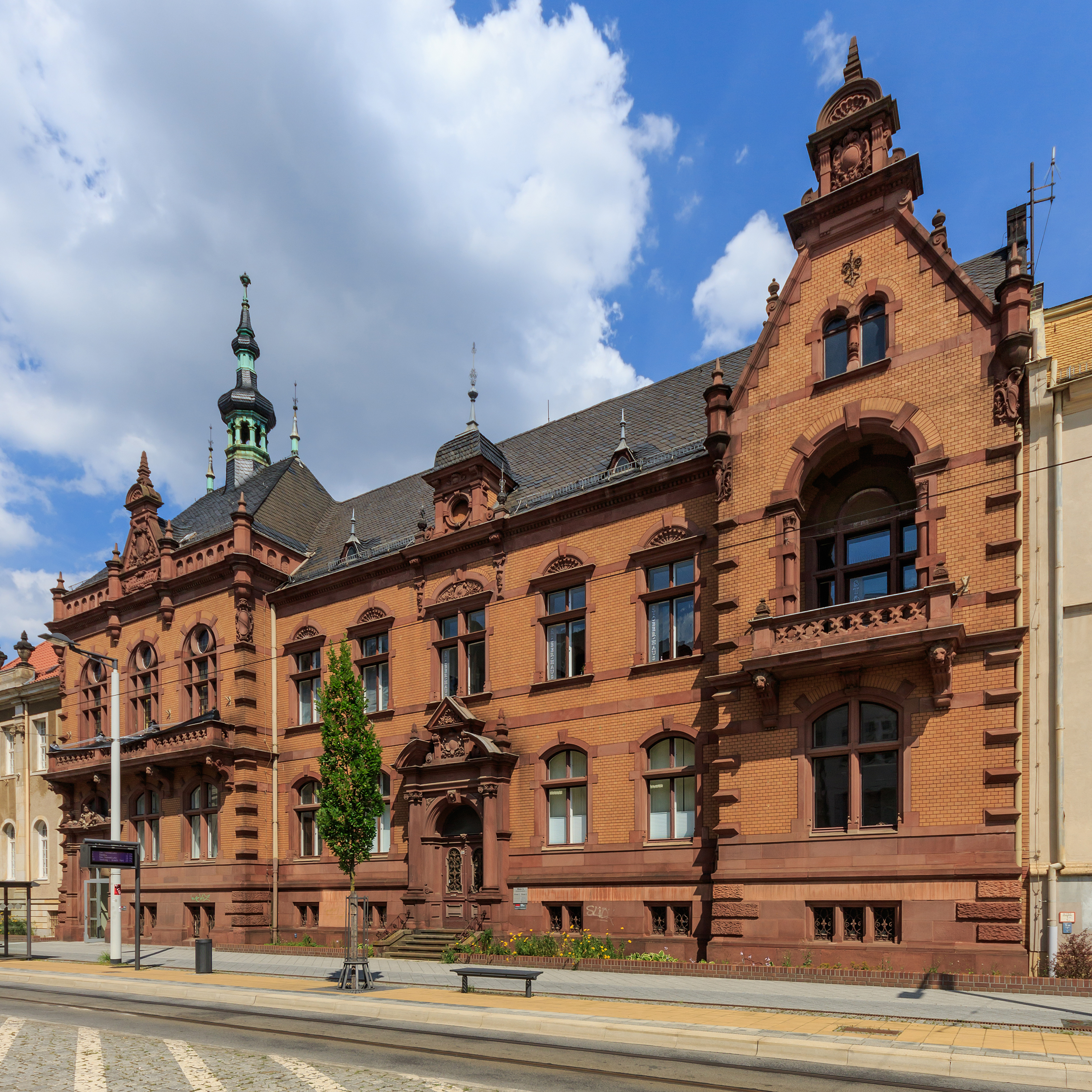
Bahnhofstraße 24

Das zweigeschossige, nach Plänen von Paul Freygang und Ewald Schulz errichtete Gebäude mit Walm- und Satteldach und zwei seitlichen Risaliten besticht durch seine fein gegliederte Fassade im Stil der deutschen Renaissance.
Der besondere Reiz liegt im Farbwechsel von orange-gelben Klinkern und dunkelrotem Sandstein. Die reich verzierte Fassade und die aufwändige Dachgestaltung machen dieses repräsentative Verwaltungsgebäude zu einem hervorragenden Beispiel der Neorenaissance in Cottbus. Im linken Hauptrisalit befindet sich seitlich die Einfahrt zum Hof, sie ist mit Pilastern und Kartuschen geschmückt. Darüber erstreckt sich ein breiter, auf Konsolen ruhender Balkon. Im Obergeschoss hinter drei großen Rundbogenfenstern mit Bleiverglasung befand sich der Sitzungssaal des Kreistags. Der Mittelteil der Attika ist mit einem Ziergiebel gekrönt.
Das abschließende Walmdach trägt einen Dachreiter, auf dessen Spitze sich ehemals der brandenburgische Adler als Wetterfahne befand. In der Mitte des Gebäudes liegt der Haupteingang mit reichhaltiger Portalrahmung. Der Portikus war einst von Vorgärten mit kunstschmiedenen Zaungittern umgeben. Der Gebäudehauptteil wird von einem Satteldach mit Gauben abgeschlossen. Die mittlere größere Gaube, die einem Türmchen ähnelt, enthielt früher eine Uhr. Der rechte Risalit wird von einer großen Loggia und dem Dreiecksgiebel geprägt. Hier befanden sich die Privaträume und der Empfangssaal des Landrats. Im Hof befindet sich ein zweigeschossiges Nebengebäude, das als Stall und Kutscherwohnung genutzt wurde. Die Fassade des Erdgeschosses ist durch polychrome Ziegel-Zierverbände geprägt. Das Obergeschoss ist als Fachwerkbau mit weitem Dachüberstand ausgelegt.
Der Dachüberstand besteht aus gesägten Dekorelementen im Schweizer Stil. Das Gebäude war bis zum Ende des Ersten Weltkriege Sitz des Landrats und der Kreisstände. Von 1892 bis 1908 war auch die Kreissparkasse hier untergebracht. Nach 1945 war die SED-Bezirksleitung in dem Gebäude ansässig. 1990 zog das Arbeitsamt für einige Jahre in die Räume ein. 2001 begannen umfangreiche Restaurierungs- und Sanierungsarbeiten mit dem Ziel, das Gebäude als Bürohaus zu nutzen.

### Bahnhofstraße 25

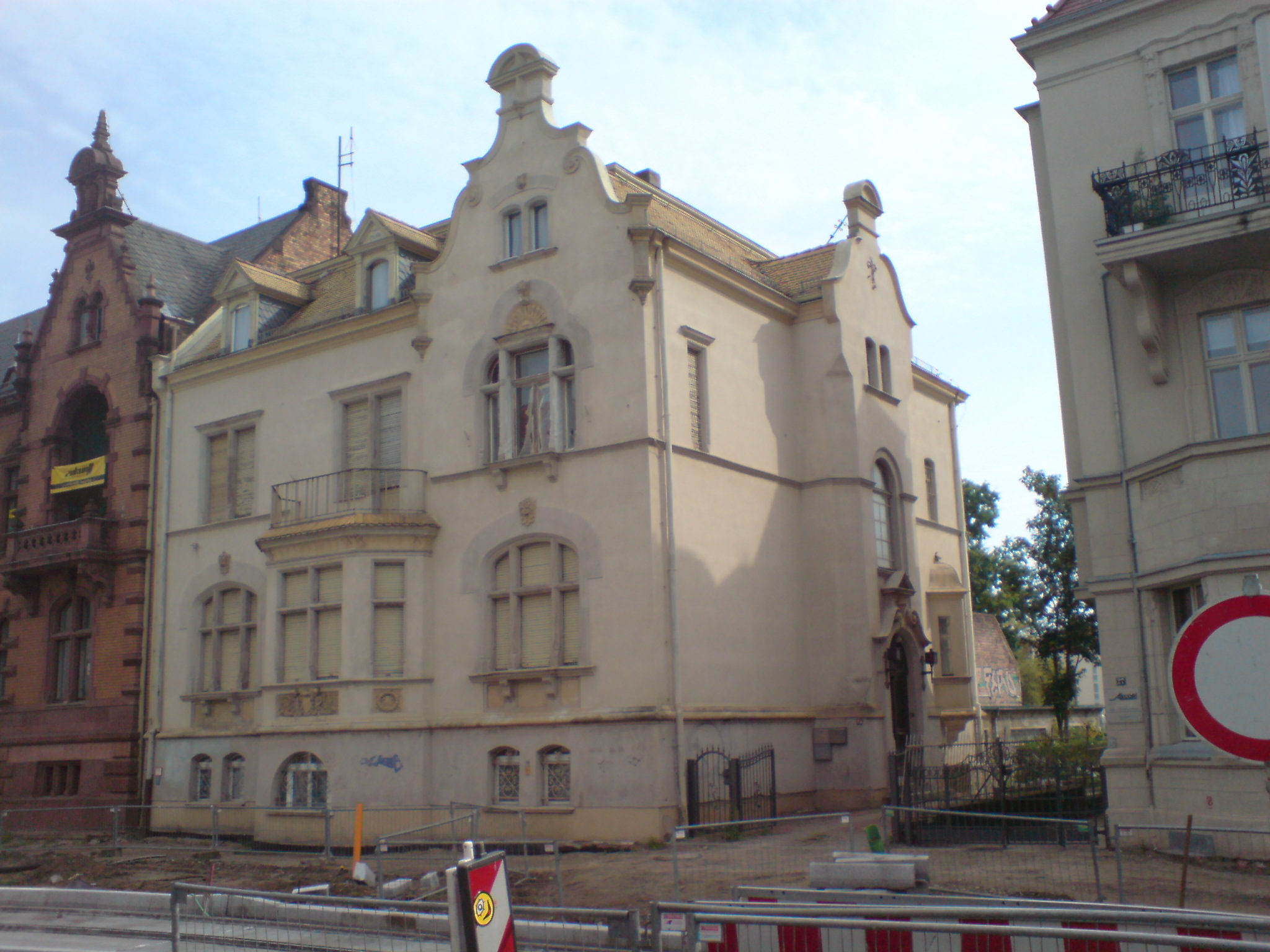
Bahnhofstraße 25

Das Mietshaus wurde 1893/94 als Teil der Blockrandbebauung an der nördlichsten Ecke der Bahnhofstraße/Rudolf-Breitscheid-Straße in der westlichen Innenstadt von Cottbus erbaut.
Diese Stadtvilla ist durch die stilistische Vielfalt in der gut erhaltenen Fassade von besonderer städtebaulicher Bedeutung, zumal sich die historische Bebauung in dem Bereich geschlossen darbietet. Der Baustil präsentiert eine Mischung aus Elementen der Neorenaissance und des Neobarock.
Das zweigeschossige Gebäude mit Keller- und Dachgeschoss verfügt über drei Fensterachsen.
Die Fassade des Gebäudes ist durch einen rechten Seitenrisalit und einen zentraltrapezoiden Vorbau geprägt.
Paarweise angeordnet sind die Rundbogenfenster in dem hohen Souterrain. Im Vorbau befindet sich ein breites Rundbogenfenster. Alle Fenster im Sockelbereich sind mit Ziergittern abgedeckt.
Über dem Sockel schließt sich ein durchgehendes Gurtgesims an. Unter den Fenstern im 1. Geschoss wurden Brüstungsfelder im Putz eingearbeitet. Beidseitig neben dem Vorbau sind große Rundbogenfenster eingebaut. Im Brüstungsfeld dieser beiden Fenster befinden sich jeweils zwei Konsolen, die die Sohlbank tragen. Das Brüstungsfeld im Vorbau ist reich dekoriert. Die Fenster liegen in breiten Putzfaschen, die mit einem Maskenschlussstein akzentuiert sind. Die Kreuzfenster im Vorbau sind quadratisch und schlicht gehalten. Ein breiter Schmuckfries über dem Fenster im erkerartigen Vorbau mündet in eine auskragende Abdeckung unter dem Altan.
Im 2. Obergeschoss mündet der Vorbau in diesen Altan, der mit einem einfachen Gitter umschlossen ist. Neben den zwei einfachen Fenstern befindet sich im Seitenrisalit ein großes Schmuckfenster. Der Risalit mündet in einen geschwungenen Zwerchgiebel im Dachbereich. Durch Voluten und Eckkonsolen ist der Zwerchgiebel markant ausgebildet, ein kleines Doppelfenster mit einem Schlussstein in der Rahmung befindet sich in Dachhöhe.
Über einem profilierten Traufgesims beginnt das Berliner Dach mit einer gelben Biberschwanzdeckung.
In der südlichen Fassade, in einem Mittelrisalit, befindet sich das bauzeitliche Eingangsportal, durch Verdachung, Laternen und einen geschwungenen Zwerchgiebel geschmückt. Auch der dreieckige Ziererker im 1. Geschoss, kuppelförmig verputzt, ist ein Blickfang.
Die Stadtvilla wurde vor dem Ersten Weltkrieg erbaut und weist trotz vereinzelter Putzreduzierungen als Ganzes eine gut erhaltene Fassade auf. Das Gebäude war bis zum Ersten Weltkrieg Eigentum von Luise Niemer, Witwe eines vermögenden Cottbuser Tabakfabrikanten. Die Villa, bei der auf eine individuelle und besonders repräsentative Bauweise Wert gelegt wurde, dokumentiert Geld und Macht des aufstrebenden Bürgertums.
Von 1926 bis 1942 war es Eigentum der Niederlausitzer Überlandzentrale GmbH, später hatten sich Firmen und Ärzte im Gebäude eingemietet. Nach dem Zweiten Weltkrieg wurde der Besitzer enteignet und in dem Haus wechselten die verschiedensten staatlichen Institutionen, bis es 1966 in den Privatbesitz der SED überging. 1990 übernahm die Treuhand das Gebäude, ein Investor wird gesucht.

### Bahnhofstraße 27

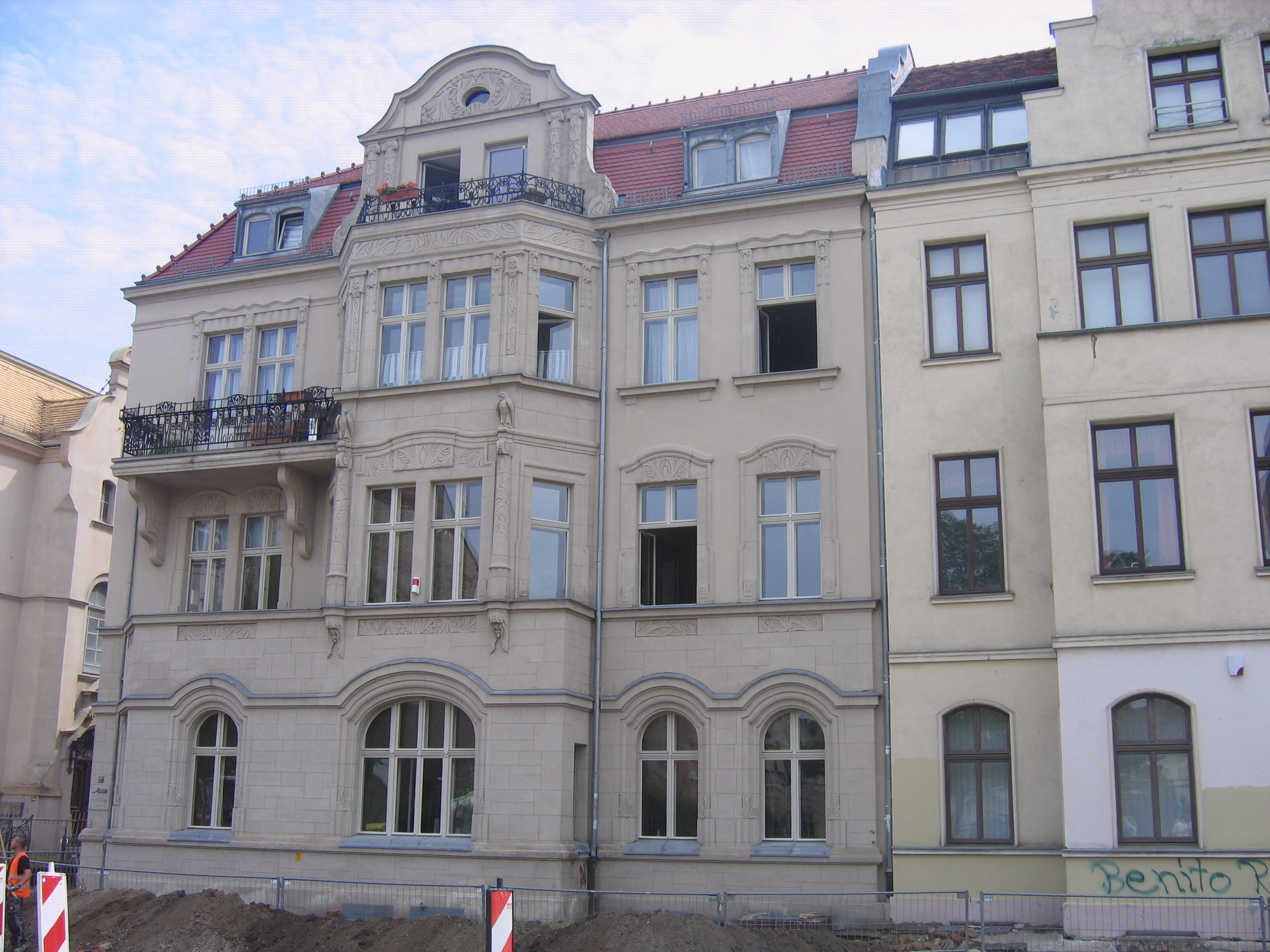
Bahnhofstraße 27

Dieses im Jugendstil gehaltene, repräsentative Mietshaus besitzt eine außergewöhnlich umfangreich erhaltene bauzeitliche Substanz, in der sich die bürgerliche Wohnkultur der Jahrhundertwende in den großzügigen Wohnungszuschnitten mit Dienstbotenaufgängen und der gehobenen Ausstattung widerspiegelt. An der Nordseite befindet sich eine Durchfahrt zum Hof mit einem bauzeitlichen Einfahrtstor und der Haupteingang sowie eine als Treppenturm ausgebildete Dienstbotentreppe.
Der mit einem Austritt abschließende Mittelrisalit befindet sich straßenseitig, er wird auf der linken Seite von einem Altan und Balkon mit Gitterabschlüssen flankiert. Im Dachbereich wird der Mittelrisalit als Zwerchgiebel weitergeführt.
Jugendstildekor in Form von geschwungenen Gesimsen und stilisierten Rispenmotiven findet man an Fenstern und am Zwerchgiebel.
Der Innenbereich besitzt ebenfalls eine vom Jugendstil geprägte Ausstattung. Hier findet man Dekordetails im Treppenhaus, an den Türen und an den Stuckdecken.

### Bahnhofstraße 28
1901/1902 wurde dieses Mietwohnhaus im Jugendstil erbaut. Es ist Teil einer nach Süden unterbrochenen Blockrandbebauung an der Ostseite der Bahnhofstraße zwischen Rudolf-Breitscheid-Straße und Adolph-Kolping-Straße. Bauherr und Ersteigentümer war das Architektur- und Bauunternehmen Dümpert & Haucke.
Dieses symmetrisch wirkende Gebäude mit einem rechtsseitigen Eingangsrisalit verfügt neben dem Erd- und Dachgeschoss über zwei Hauptgeschosse. Im Eingangsbereich sind die Fenster des Treppenbereiches über dem Eingang in ganz unterschiedlichen Formen, alle mit einem Blendrahmen, gestaltet. Der Eingangsrisalit mündet in einen einfachen zweistufigen Giebel.
Auffällig und die Symmetrie erzeugend ist der zentrale, drei Fensterachsen breite Vorbau, der in einen gestaffelten Zwerchgiebel übergeht. Im Zwerchgiebel deuten zwei kleinere Kreuzfenster auf eine Mansardwohnung hin. Optisch teilt der Zwerchgiebel das Mansarddach symmetrisch, rechts und links sorgt je eine moderne dreiteilige Fensterfront für Licht in der Dachwohnung.
Durch die unterschiedlichen Fenstergrößen wird optisch eine vertikale Unterteilung in der Fassade erreicht. Im farblich helleren Erdgeschoss sind zwischen Sohlbankgesims und Gurtgesims unterschiedlich große Segmentbogenfenster eingebaut.
Im 1. Obergeschoss sind die Kreuzfenster größer als im 2. Obergeschoss. Durch den kräftigen Vorbau im Mittelbereich verfügen die Wohnungen im Erdgeschoss und im 1. Obergeschoss über einen Erker. Der im 2. Obergeschoss zurückgesetzte Erker wurde über die Breite der drei Fensterachsen mit Blechen abgeschlossen.
Das Haus wurde 1990 saniert. Durch den weitgehenden Abschlag der Fassadendekoration ist das Gebäude stark verändert worden. Nur die Grundformen wie Zwerchgiebel, Vorbau und einzelne Gliederungselemente lassen noch das historische Vorbild erahnen.

### Bahnhofstraße 31

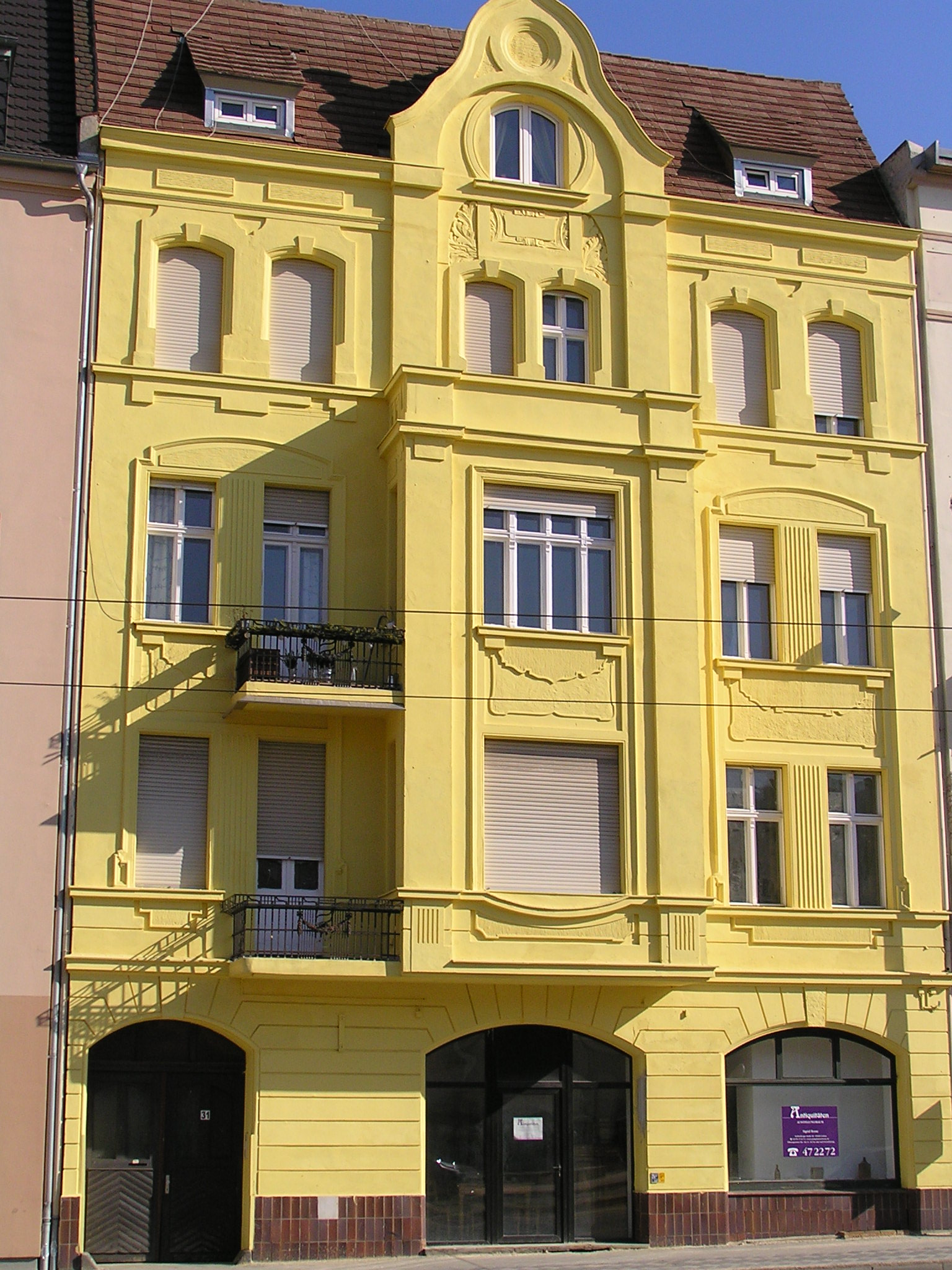
Bahnhofstraße 31

Dieses Gebäude wurde 1905/06 vom Zimmermeister Hermann Wust als Mietshaus erbaut. Bei diesem Bau handelt es sich um einen Teil der Blockrandbebauung an der Ostseite der Bahnhofstraße zwischen Adolph-Kolping-Straße und Marienstraße.
Es ist ein viergeschossiges Gebäude mit zentralem Erker und Zwerchgiebel. Im Erdgeschoss sind noch die originalen Schaufensterrahmungen mit mittlerweile modernen Fenstereinbauten zu sehen.
Die zeittypische Fassadenstruktur wird durch zwei seitliche Balkone leicht asymmetrisch akzentuiert. Der Mittelerker wird durch einen Zwerchgiebel abgeschlossen. Die wenigen noch erhaltenen Dekorformen zeigen sich in der flachen Reliefierung oder auch in Einzelformen wie bei der Omegarahmung des Zwerchgiebelfensters unter Einfluss des Jugendstils.
Die Fensterrahmung im 1. und 2. Obergeschoss ist heute noch mit kleinteiligem Dekor versehen.
Das 3. Obergeschoss ist mit Sohlbankgesims abgesetzt. Im Mittelrisalit befinden sich unter dem Zwerchgiebel zwei Segmentbogenfenster mit Schlussstein und breiter sich überschneidender Rahmung mit umlaufendem Sturzgesims und ein Balkon. Der geschwungene Zwerchgiebel ist mit einer zweifachen Blendbogenrahmung des Rundbogenfensters versehen.
Auf dem Dach befindet seitlich jeweils eine Schleppgaube. Der Grundriss dieses Gebäudes zeigt ein rechteckiges Vorhaus mit rechtem Seitenflügel und daran anschließendem Querriegel als Hofabschluss. An der linken Seite des Hauses befindet sich eine große Durchfahrt zum Hof, gleichzeitig befindet sich in dieser Durchfahrt rechtsseitig der Treppenaufgang mit aufgesattelten
Holzstufen und Holzgeländer aus Profilstäben.
Die Wohnungstüren waren ursprünglich mit geschwungenen Füllungsfeldern und Bäumchendekor versehen. Beim Fliegerangriff am 15. Februar 1945 erlitt dieses Gebäude beträchtlichen Schaden, wurde aber nach dem Krieg wieder aufgebaut.
Bis heute wurde dieses Haus oft saniert und farblich umgestaltet.

### Bahnhofstraße 32
Dieses Mietshaus wurde 1909/10 für den Zimmermeister Hermann Wust erbaut, er war in den Adressbüchern auch als Ersteigentümer eingetragen.
Der Bau ist Teil der Blockrandbebauung an der Ostseite der Bahnhofstraße zwischen Adolph-Kolping-Straße und Marienstraße.
An den Grundriss des rechteckigen Vorderhauses schließt sich ein linker Seitenflügel im Hofbereich an. Der verputzte Massivbau hat vier Geschosse, zusätzlich ein Kellergeschoss und ein Zwischengeschoss unter dem Flachdach.
Über dem Sockel des Kellergeschosses schließt sich das Erdgeschoss mit einer schmalen Holztür und einem schmalen Rundbogenfenster links der Tür an. Beide äußeren Achsen verfügen über zwei paarweise angeordnete Rundbogenfenster.
Die beiden oberen Geschosse werden von dem kräftigen Mittelerker akzentuiert. In beiden Geschossen gestalten je vier schmale hochrechteckige Fenster paarweise gerahmt den Erker. Die Seitenfenster im Erker sind ebenfalls schmal. aber nicht so hoch.
Im 1. und 2. Obergeschoss, neben dem zentralen Erker, befindet sich je Etage auf beiden Seiten eine Loggie mit einem rechteckigen Kreuzfenster und einer Zugangstür.
Der Erker und die Brüstungen der Loggia des 1. Geschosses werden von Konsolen getragen.
Das 3. Obergeschoss wird durch die farbliche Gestaltung von den beiden Hauptgeschossen abgesetzt. Je Fensterachsen sind die vier Kreuzfenster schlicht paarweise angeordnet und gerahmt. Darüber, von zwei schmucklosen Gesimsen eingefasst, ist ein Mezzaningeschoss mit vier kleinen quadratischen Kreuzfenstern entstanden.
Ein breiter Putzstreifen befindet sich unterhalb der auskragenden Traufzone und dem Flachdach.
Beim Fliegerangriff 1945 wurde das Haus beschädigt. 1952, beim Wiederaufbau des Hauses, wurden die Gestaltungselemente der Entstehungszeit, dass Mezzaningeschoss und die Fensterformen zeittypisch restauriert. 1982 erfolgte der Einbau von Etagenheizungen, gleichzeitig wurde das Dach repariert.
Derzeit ist das Gebäude leerstehend, es muss saniert und restauriert werden.

### Bahnhofstraße 34 bis 36
Zum Ende des Zweiten. Weltkrieges auch die Bahnhofstraße Nr. 34 bis 36 durch Bomben zerstört.
Nach dem Krieg erfolgte 1955 eine Lückenschließung dieser Wohnhäuser. Die Gebäude Nr. 34 und 36 waren identisch. Das "Mittelhaus" verfügte über mehr Quadratmeter pro Wohnungseinheit, was an der Fensteranzahl an der Vorderseite und der Hinterseite des Gebäudes erkennbar war. Die Häuser wurde saniert.
Nr. 34 und 35 waren beim Erstbezug vorwiegend durch Mitarbeiter der Reichsbahn bezogen worden und Nr. 36 mit einer Mischbelegung.

Populärer Bewohner in Nr. 36 war der Schlagersänger Günther Geißler (1929–2006).

### Bahnhofstraße 38

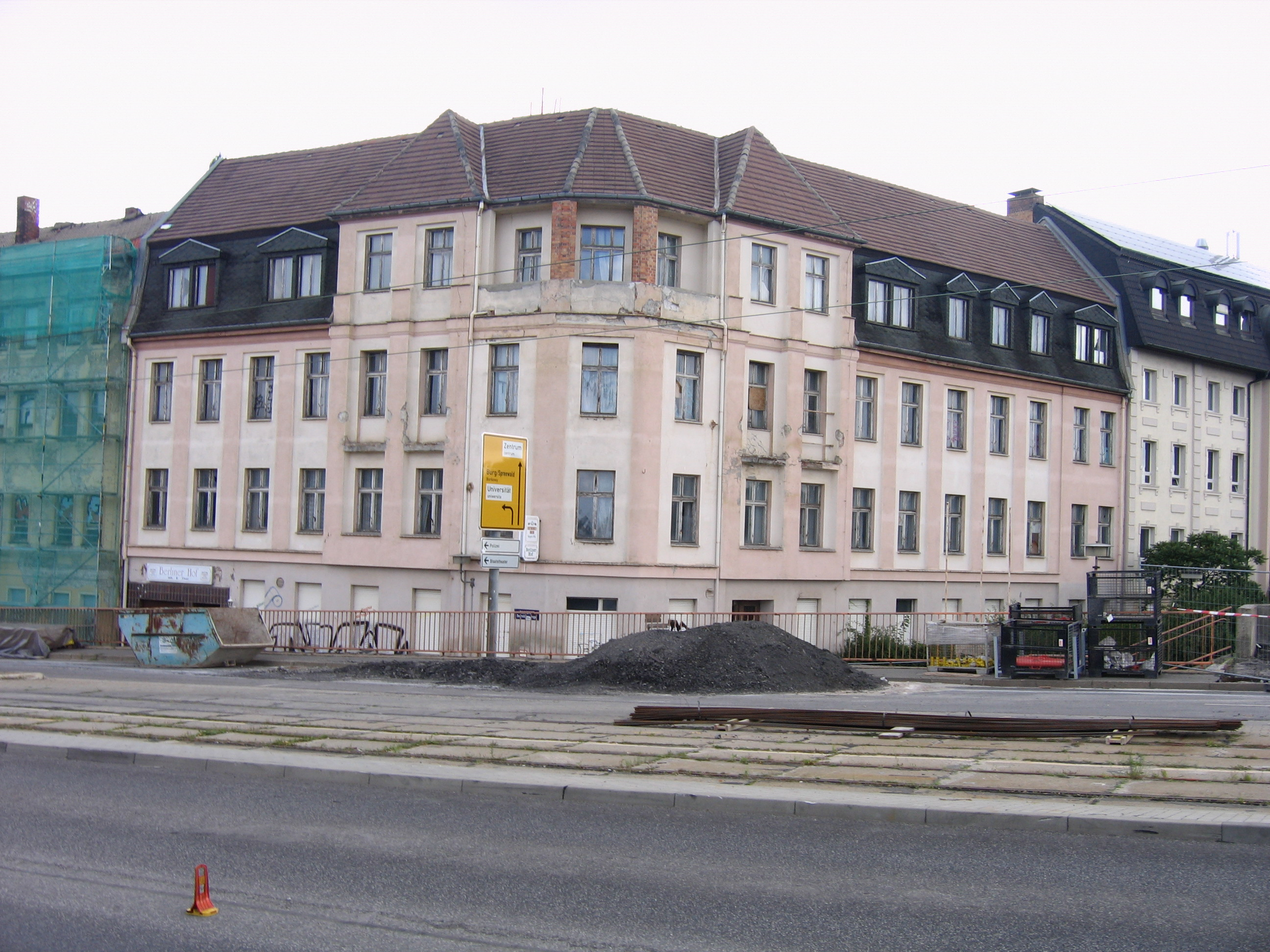
Bahnhofstraße 38

Das 1890 gebaute Eckgebäude war ein Wohnhaus für 15 Mietparteien mit einem Restaurant im Erdgeschoss, Eigentümer war Wilhelm Kulka.
1904 wurden die Mietwohnungen umgebaut, es entstanden Hotelzimmer. Richard und Robert Spörke eröffneten das Hotel „Berliner Hof“. Alte Ansichtskarten zeigen das Hotel zunächst noch zwei Stockwerke niedriger, um mehr Gäste zu beherbergen, wurde aufgestockt. 1910 erwarb Otto Wegrad das Hotel. Die einzigen Wohnungen waren dem Oberkellner, dem Kellner und dem Koch vorbehalten.
Vom Luftangriff auf Cottbus im Februar 1945 blieb auch das Hotel nicht verschont. Wo heute die Bahnhofsbrücke die untere Etage des Gebäudes verdeckt, war in früheren Zeiten eine breite Einmündung in die Blechenstraße. Passanten, die damals über die Bahnhofsrampe kamen, benutzten für ihren Weg von oder in die Bahnhofstraße deshalb lieber die Westseite der Straße.
In den 1950er Jahren wurde das Gebäude instand gesetzt und den Reichsbahnbehörden übergeben, zu dieser Zeit bestand kein Bedarf an Hotels. Zu DDR-Zeiten waren im Haus die Büros des Bauarchivs und der Führungskräfte des Baubereiches der Reichsbahndirektion untergebracht. Nur die Mitropa-Speisegaststätte im Erdgeschoss behielt den Namen „Berliner Hof“. Bis 1996 war das Haus Eigentum der Bahn und gehörte zuletzt zum „Sondervermögen Bundeseisenbahnvermögen“. Lange stand das Haus leer, 2012 hat die Gebäudewirtschaft Cottbus das Grundstück erworben. Das alte Hotelgebäude wurde 2013 abgerissen. Als Ergebnis einer Ausschreibung unter Architekten wird 2014 ein modernes Wohngebäude entstehen, das die Lücke schließt.

### Bahnhofstraße 39
Für die Schokoladenfabrik Burk & Braun wurde 1919 der Kiosk als Verkaufspavillon gebaut. Ursprünglich stand der kleine Verkaufskiosk in der Kaiser-Friedrich-Straße (Karl-Liebknecht-Straße) gegenüber der Alvenslebenkaserne.
Dieser kleine Pavillon bestach durch die vier Eingangssäulen, dem großen geschwungenen Giebel mit einem Krebswappen sowie dem geschweiften mit Ziegeln gedeckten Mansarddach. Bevor dieses Haus in Volkseigentum überging, stand auf dem Giebel „Burkbraunhaus“, erst ab 1946 war am Giebel „Schnellimbiss“ zu lesen. Der ebenerdige Eingang wurde zurückgesetzt und durch die vier Säulen gehalten und überdacht. In Holz eingefasste verglaste Türen prägten den Charakter des Verkaufspavillons. Das Häuschen wurde in ocker und rotbraunen Farbtönen gehalten.
Vor dem Krieg war der kleine Laden mit glitzernden Vitrinen ausgestattet. Konfekt und Schokolade der Firma Burk & Braun wurden über Ladentheken aus edlen Hölzern verkauft. Reisende nahmen sich hier süße Mitbringsel oder Reiseandenken von Cottbus mit. Es gab Hunderte von Schokoladensorten wie zum Beispiel in den 1930er Jahren die Radium-Schokolade, der Radium zugefügt wurde.
1940 bekam der Kiosk die Hausnummer 39. 1946 ging das Häuschen in Volkseigentum über und diente viele Jahre als Imbissstand der volkseigenen Handelsorganisation (HO).
In den 1950er Jahren war das breite Lebensmittel- und Getränkesortiment recht erstaunlich. Der Imbiss war von früh morgens bis abends durchgehend geöffnet. Der kleine Laden hatte einen großen Verkaufstresen und einige kleine Wandtische an den Fenstern. Der leichte Holz-Glasbau war nicht gedämmt, selbst wenn der Ofen im Winter fast glühte, froren bei großer Kälte mitunter die Flaschen ein. Kohlen und Waren lagerten im Keller; dahin führte eine schmale, steile Wendeltreppe. Neben der heißen, schmackhaften Bockwurst mit Brötchen gab es auch Fischbrötchen, Milch, Pralinen, Schokolade und Spirituosen.
Im Auftrag der HO wurde der Kiosk Anfang der 1980er Jahre letztmals durch den Malerhandwerksbetrieb Günter Resag in den Originalfarbtönen ocker und rotbraun im Innen- und Außenbereich verschönert.
Im Zuge des Neubaus der Bahnhofsbrücke wurde das Schmuckstück Mitte der 1980er Jahre abgerissen.

### Bahnhofstraße 41

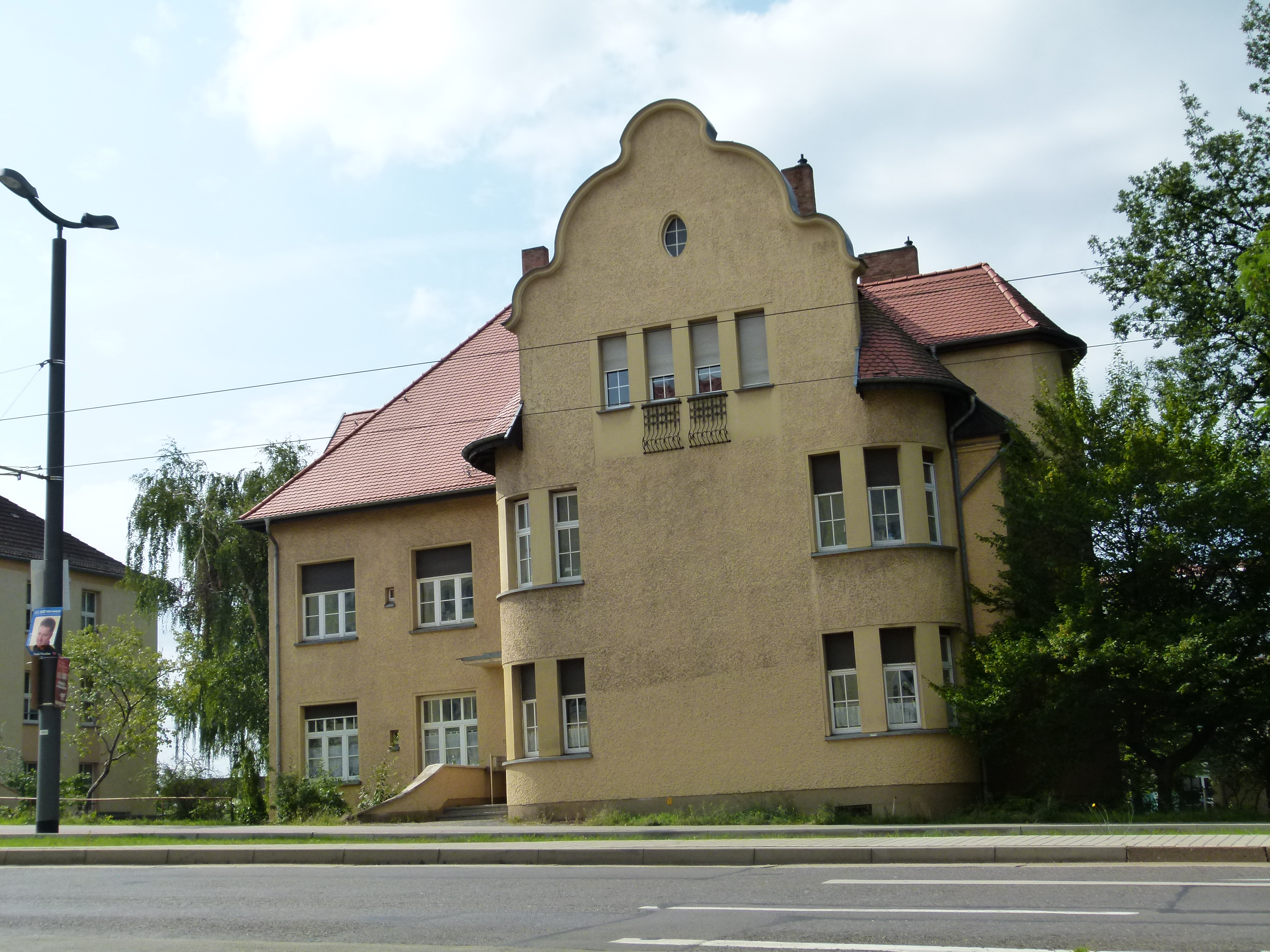
Bahnhofstraße 41

Diese aufwändig gestaltete zweigeschossige Villa ließ die damals für Cottbus zuständige königlich preußische Eisenbahndirektion Halle 1907/1908 als Verwaltungsgebäude erbauen. Später wohnten die Präsidenten der 1945 gegründeten Reichsbahndirektion Cottbus darin, deshalb wird sie von den Cottbusern noch heute „Präsidentenvilla“ genannt. Inzwischen hat die Immobilie ein privater Investor erworben. Das freistehende Gebäude befindet sich an der Westseite der Bahnhofstraße zwischen den Gleisanlagen und der Wilhelm-Külz-Straße. Das asymmetrische Gebäude mit Vor- und Rücksprüngen an allen Seiten, einem Kellergeschoss und verschiedenen Dachstrukturen, wie zum Beispiel einer Kombination aus Walm-, Sattel- und Kegeldach, ist ein Blickfang an der Bahnhofstraße.
Auf der Vorderseite bietet sich dem Betrachter rechts ein weit vorspringender abgerundeter Seitenrisalit mit einem aufgemauerten Schweifgiebel, der das Kegeldach unterbricht. Die Fenstergruppe im Giebelbereich besteht aus vier hochrechteckigen Fenstern, darunter befand sich ursprünglich auch ein Balkon, die mittig angebrachten Ziergitter sind nur noch Dekoration. Rechts und links neben der sonst fensterlosen Mitte befindet sich in den beiden Geschossen je eine Dreiergruppe von Fenstern innerhalb der seitlichen Rundungen des Risalits. Links neben dem Risalit, innerhalb der drei Fensterachsen, ist die zentrale, überdachte Eingangstür eingebunden. Sie ist über eine zweistufige Steintreppe mit einem geschwungenen Geländer zu erreichen. Im Erdgeschoss neben der Eingangstür sind zwei breite Sprossenfenster eingebaut. Darüber im 1. Obergeschoss erstrecken sich die Fenster über alle drei Achsen.
Ein markanter rechteckiger Vorbau auf der Südseite des Gebäudes mündet in einen Dreiecksgiebel aus Zierfachwerk. Die unterschiedlichen Fensterformen variieren je nach Geschoss: im hohen Erdgeschoss zwei eingetiefte Rundbogenfenster, im 1. Obergeschoss zwei große Sprossenfenster und im Giebel ein schmales hochrechteckiges Fenster. Ein Satteldach über einem auskragenden Traufbereich schließt den Giebel ab.
Die nördliche Fassadenseite, die durch den Baumbestand kaum einsehbar ist, wurde durch mehrere Vor- und Rücksprünge gegliedert. Besonders auffällig ist der extra überdachte halbrunde Vorbau, der mit einem Kegeldach abschließt und je Geschoss ein großes Fenster aufweist.
Links und rechts des halbrunden Vorbaus, etwas zurückgesetzt, die erkerartigen Vorbauten, die mit einem Kegeldach abschließen. Der Erker mit den drei schmalen Fenstern links auf der Nordseite erstreckt sich nur über das 1. Obergeschoss und ist gesondert überdacht.
Die völlig dekorlosen Wandflächen sind vermutlich das Ergebnis einer späteren Sanierung.

### Bahnhofstraße 42

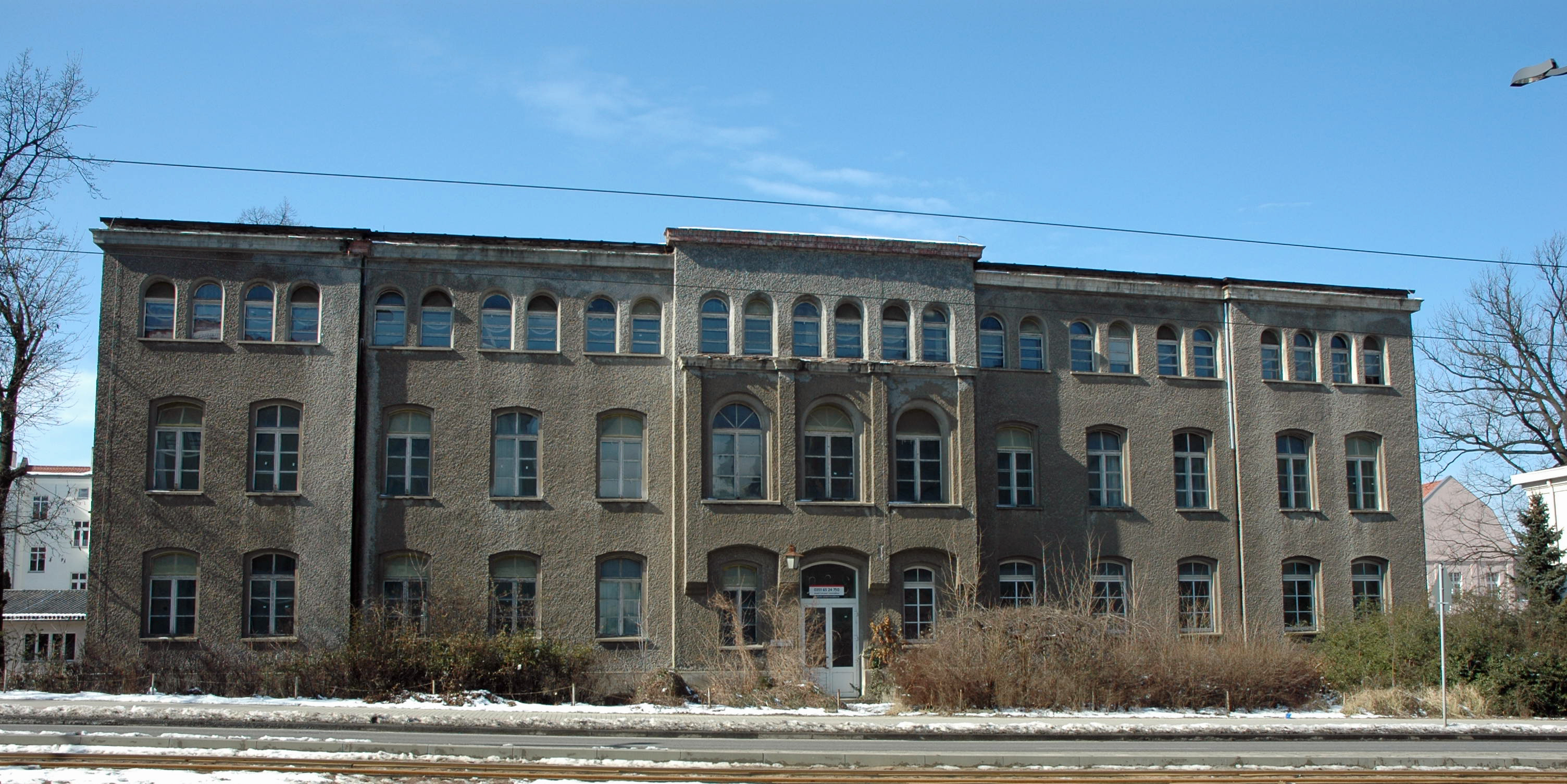
Bahnhofstraße 42

Das ehemalige Eisenbahn-Betriebsamt wurde um 1870 als Verwaltungsgebäude der Cottbus-Großenhainer Eisenbahn-Gesellschaft erbaut. Das freistehende Gebäude an der Westseite der Bahnhofstraße zwischen den Gleisanlagen und der Wilhelm-Külz-Straße ist ein dreigeschossiger rechteckiger Baukörper mit dreizehn Fensterachsen und mit flachen Mittel- und Seitenrisaliten. Die Fenster wurden schlicht gestaltet und tief eingerahmt, im Erd- und Obergeschoss befinden sich Segmentbogenfenster, wobei die drei mittleren Achsen des ersten Obergeschosses leicht vor die Wandflucht treten und durch Rundbogenfenster akzentuiert sind.
Das dritte Obergeschoss ist mit 26 kleinen Rundbogenfenstern, die paarweise über den Fensterachsen des zweiten Obergeschosses angeordnet sind, flacher ausgebildet. Nach Adressbuchangaben von 1881 enthielt das Gebäude (damals Bahnhofstraße 5b) auch die Wohnungs des Direktors der Cottbus-Großenhainer Eisenbahn-Gesellschaft L. Wilde.
Nach der Verstaatlichung der Eisenbahngesellschaft (1882/1883) befanden sich bis zum Ende des Ersten Weltkriegs verschiedene Dienststellen der Preußischen Staatseisenbahnen in diesem Gebäude, die 1920 auf die Deutsche Reichsbahn übergingen. Auch zu DDR-Zeiten wurde das Gebäude von der Reichsbahndirektion Cottbus genutzt. Unter anderem befanden sich die Dispatcherleitung, die Abteilung Materialwirtschaft, die Freifahrtstelle, ein Betriebszahnarzt und der Medizinische Dienst in diesem Haus. Heute steht das Gebäude leer, es gehört zum Bundeseisenbahnvermögen.
Im rückliegenden Gelände des Dienstgebäudes sind noch zwei alte Flachbauten erhalten, die 1985/1886 erneuert wurden. In einem Gebäude befand sich das Signal- und Fernmeldewesen, zurzeit beherbergt der Bau ein Straßencafé, betrieben von der Diakonie. In dem anderen Gebäude war bis 2004/2005 die Druckerei der Bahn untergebracht. Später wurde der Bau unterschiedlich genutzt, z. B. von Bildungseinrichtungen mit sozialen Aufgaben. Heute noch befindet sich in diesem Gebäude eine Elektrofirma für Feuerwerk und Spezialeffekte. Diese beiden Flachbauten sind Eigentum der Deutschen Bahn AG.

### Bahnhofstraße 45

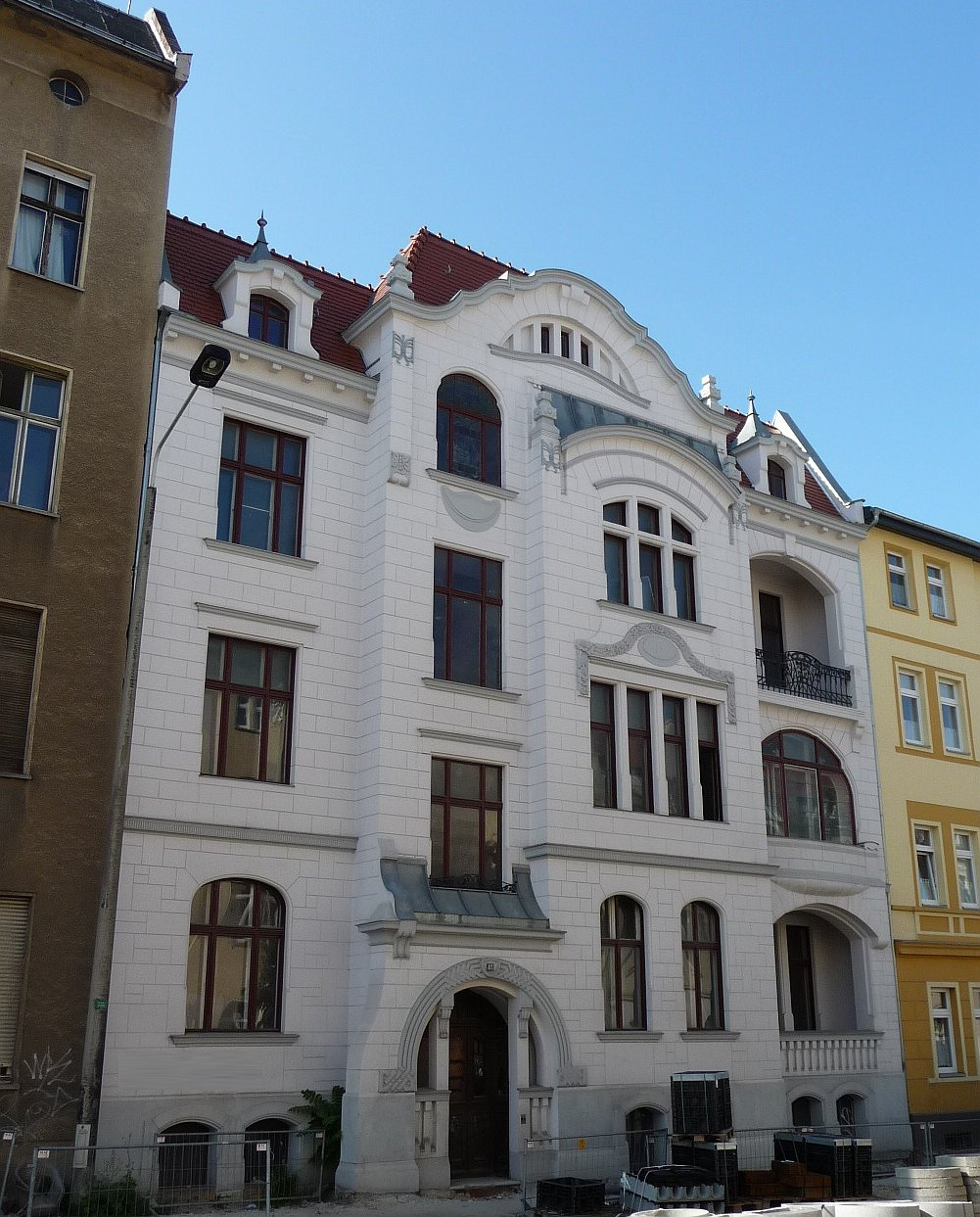
Bahnhofstraße 45

Das Haus ist ein Putzbau, der sich in die Blockrandbebauung der Bahnhofstraße einfügt. Die Fassade ist durch einen breiten und hohen vorspringenden Gebäudeteil geprägt. An diesen Risalit schließt sich ein geknickter Schweifgiebel an, der in einem Walmdach endet. Das Berliner Dach weist rechts und links ein Dachhäuschen mit Spitzdach auf, die Firste sind mit knospenartigen Verzierungen versehen, sogenannten Firstkrabben.
Die Fassade hat mehrere Vorbauten, eine Loggienachse, unterschiedliche Fensterformate und Fenstergruppierungen; dadurch entsteht die interessante asymmetrische Fassadenform. Das Jugendstildekor ist sehr sparsam verwendet. Besonders auffallend ist der vom Flechtbanddekor gerahmte Hauseingang mit den seitlichen Sitznischen. Das mehrgeschossige Wohnhaus mit niedrigem Keller- und Dachgeschoss hatte drei Wohnetagen, die nach 1920 der bekannte Cottbuser Tuchfabrikant Eschenhagen für seine Familie nutzte.
Im Inneren des Hauses sind die Stuckdecken, die Kastenfenster und die bauzeitlichen Türen noch gut erhalten.

### Bahnhofstraße 46
Bis Ende der 1880er Jahre war Paul Grosche Ersteigentümer des recht schlicht gehaltenen Hauses. Das Wohn- und Geschäftshaus befindet sich zwischen der Wilhelm-Külz- Straße und der Rudolf-Breitscheid-Straße. Das viergeschossige Gebäude verfügt über ein Walmdach, ein Mezzaningeschoss sowie farblich abgesetzten Faschen, die mit dem Farbton des Erdgeschosses harmonieren. Auffällig sind die horizontalen und vertikalen Anordnungen der Kunststoffkreuzfenster in sieben Achsen. Der mittlere Teil des Vorderhauses wurde in drei Achsen etwas zurückgesetzt.
Die Symmetrie der Fassade wird auch durch die sieben Kellerfenster unterstrichen. Der Sockel wurde mit einer dunkleren Farbe hervorgehoben. Die ockerfarbene Putzquaderung sowie ein Gurtgesims im Erdgeschoss charakterisieren den historistischen Stil des Hauses.
Über dem doppelläufigen Gurtgesims des Erdgeschosses schließt sich ein Brüstungsfeld in quadratischer Hoch-Tief-Struktur an. Das Brüstungsfeld wird abgeschlossen von einem durchgehenden Sohlbankgesims unter den Fenstern des 1. Obergeschosses.
Das Haus ist ab dem 1. Obergeschoss in hellen Beigetönen verputzt.

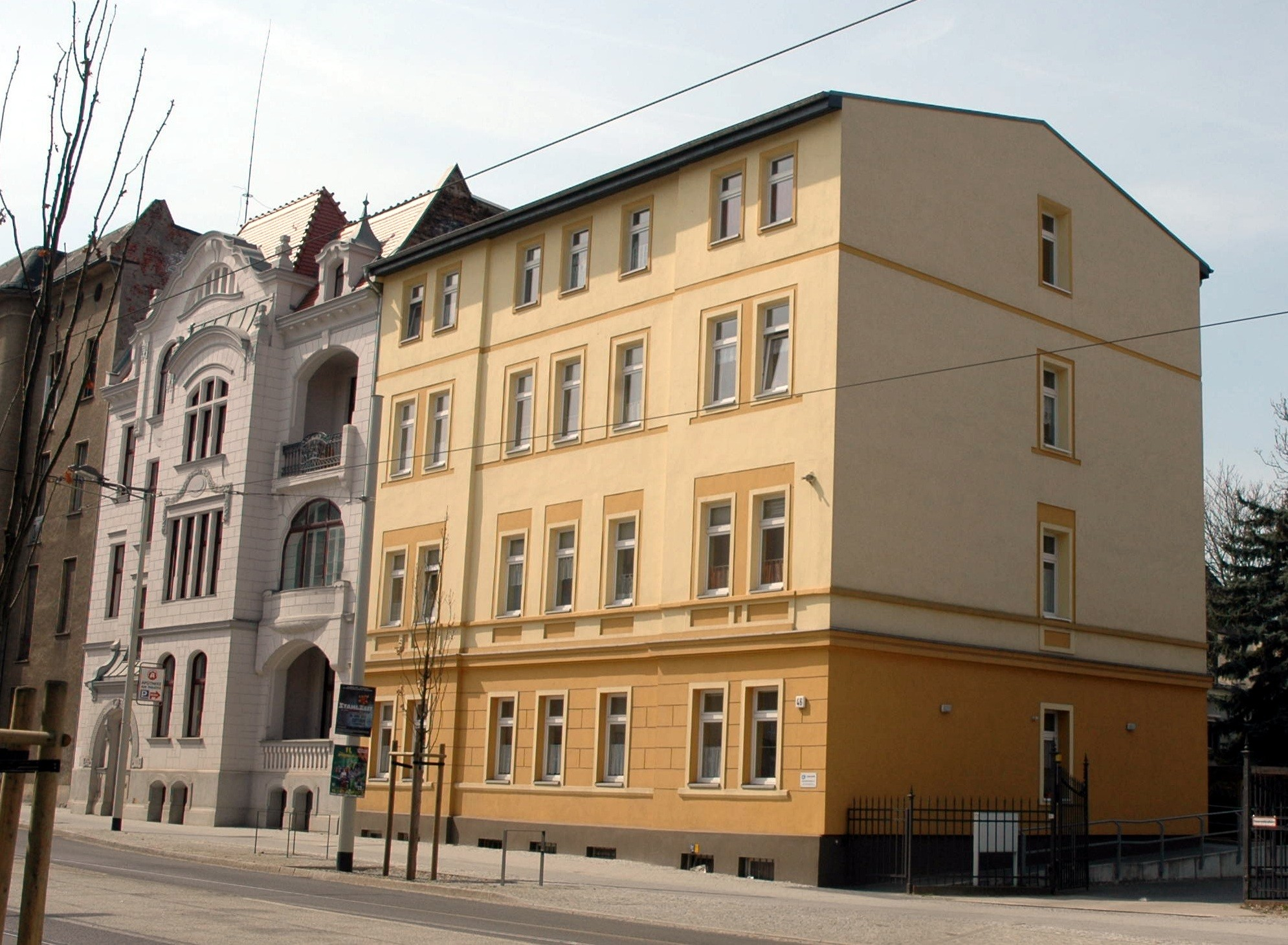
Bahnhofstraße 46, seitlich

Die Geschosseinteilungen wurden durch farbige Putzbänderungen und Gesimsgliederungen unterstrichen. Im Mezzaningeschoss sind die Fenster etwas kleiner bei gleicher Aufteilung.
Der Ersteigentümer Paul Grosche war u. a. Miteigentümer der Calauer Dachziegelfabrik Schulz & Grosche. Ab 1940 war seine Witwe Margarete die eingetragene Hauseigentümerin. Um 1920 wohnte und arbeitete der Architekt Max Hanke in dem Haus. Die Firma Franz Weimann hatte ein Büro angemietet und vertrieb landwirtschaftliche Maschinen. Das Hinterhaus hatte die Firma Richter & Lehmann für den Vertrieb von Landesprodukten und Düngemitteln gemietet.
Nach 1945 stand das Haus einige Jahre leer. 1987/88 wurde das Gebäude umgebaut und mit dem Zwischengeschoss aufgestockt. Nach dem Umbau amtierten das Kreisgericht Cottbus-Land, das Bezirksgericht und die Haushalts- und Buchungsstelle des Gerichts im Gebäude. Seit 1. Juli 2007 hat sich der Lebenshilfe e. V. eingemietet. Der Verein nutzt das gesamte Haus als stationäre Einrichtung für Menschen mit geistigen und Mehrfachbehinderungen. Zusätzlich wird das Haus Nr. 45 seit 1. Juli 2012 für die ambulante Betreuung genutzt. Die jetzigen Eigentümer beider Häuser sind die Cottbuser Unternehmer Jens und Lars Bosse.

### Bahnhofstraße 49

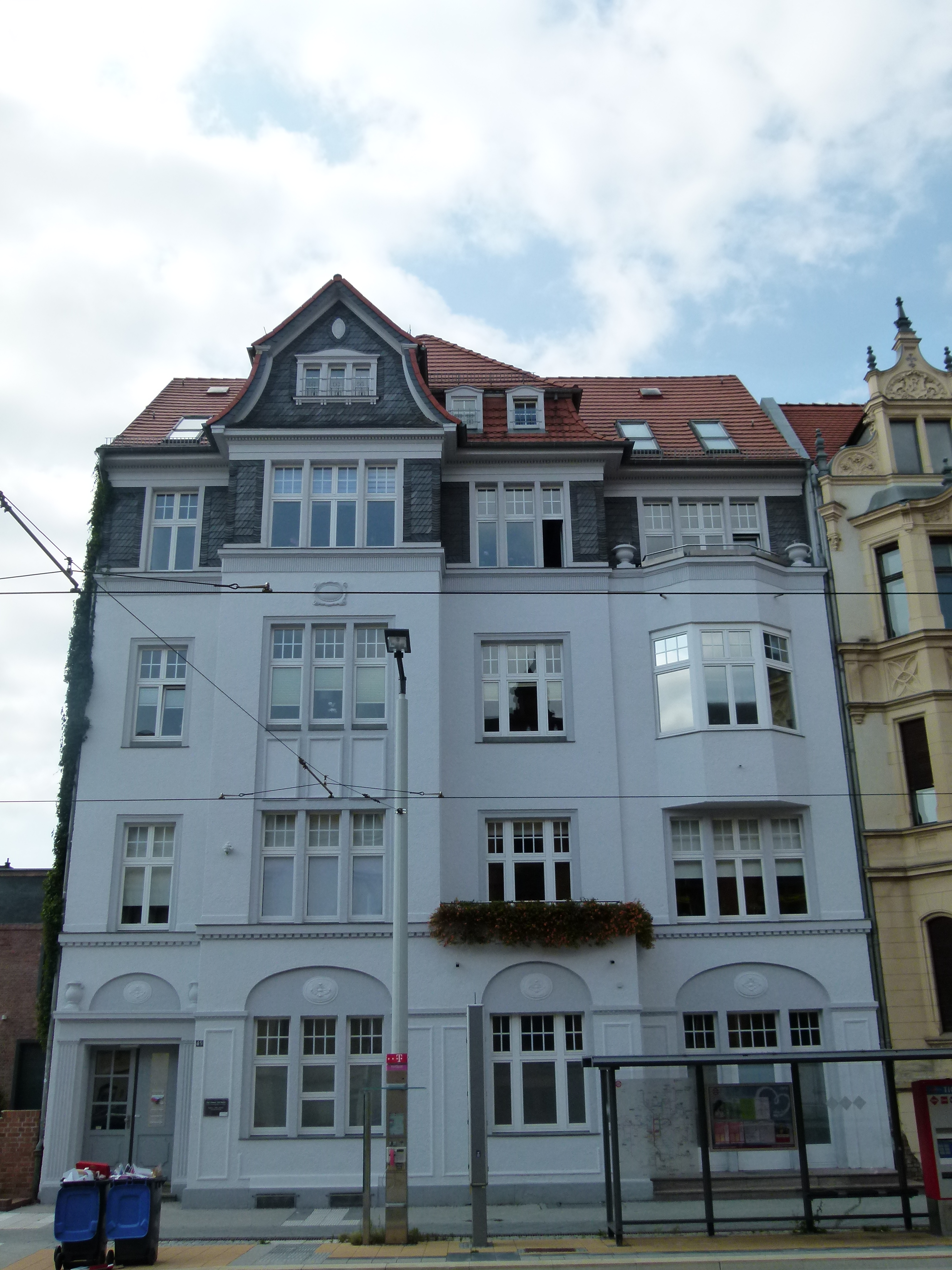
Bahnhofstraße 49

Von 1913 bis 1918 erbaute der Maurermeister und Ersteigentümer Hermann Pabel das viergeschossige Wohn- und Geschäftshaus mit asymmetrischer Fassadengliederung durch Risalit- und Erkervorsprünge. Dieses Haus gehört zur Blockrandbebauung an der Westseite der Bahnhofstraße zwischen Rudolf-Breitscheid-Straße und Wilhelm-Külz-Straße.
Im Erdgeschoss befindet sich ein Vorbau über zwei Achsen, der in den Obergeschossen in einer Achse weitergeführt wird. Der rechte Eingangsbereich im Erdgeschoss führt in die Gaststätte „Irish Pub“. Zur Gaststätte gehören zwei große Fenster mit Blendbogenrahmung und Schmuckkartuschen sowie die verglaste Eingangstür mit halbrunder Überdachung. Der linke Eingangsbereich, der zu den Wohnungen führt, wurde durch ein Kämpfergesims mit Putzfeldern verziert. Ein Gurtgesims mit Zahnschnitt verläuft oberhalb des Erdgeschosses.
Der linke Vorbau verjüngt sich im 1. Obergeschoss, es entstand ein Risalit mit einer Doppelfensterachse. Die linke Seite verfügt über eine Fensterachse und auf der rechten Seite wurden zwei Doppelfensterachsen mit einem Altan eingebaut.
Im 2. Obergeschoss sieht man auf der rechten Seitenachse einen trapezoiden Erker, der im 3. Obergeschoss mit einem kleinen Balkon abschließt. Das 3. Obergeschoss besticht durch die farblich und strukturell differenzierte Verschindelung über einem Sohlbankgesims, durch ein Traufband unterbrochen und im Zwerchgiebel weiterführend.
Das Gebäude verfügt über ein Satteldach mit drei liegenden modernen Dachfenstern. Im rechts geschweiften Mansarddach befinden sich zwei Dachhäuschen mit halbhohen Ziergittern an den Fenstern.
Im Giebel des Risalites, der ebenfalls verschindelt ist, befindet sich ein dreiteiliges Mansardfenster mit kleinen Ziergittern und einer ovale Schmuckkartusche als Abschluss.
Bis zur Emigration der jüdischen Familie wohnte Arnold Schießer, Eigentümer des Modehauses Brummer und Schießer, im Gebäude. Auch Hermann Francke, Mitinhaber der Wollhandelsfirma Otto Francke und der Direktor der Städtischen Werke, Paul Engels, waren Mieter im Haus. Natürlich wechselten die Mieter häufiger, im Mietverzeichnis standen u. a. der Tuchhändler und Kaufmann Hans Michovius, der Arzt Otto Kühne, der Fabrikdirektor Otto Lunkwitz von der Peitzer Firma Stauß & Ruff.
Nach dem Zweiten Weltkrieg praktizierte der Augenarzt Hermann Loebner im Haus. In der Zeit wohnte auch der Chefarzt des Klinikums, Professor Adolf Sylla, dort. Heute werden die großen Wohnungen meist von Firmen oder sozialen Einrichtungen genutzt. Eine Wohngruppe für Schulabbrecher, gefördert von der Schultz-Hencke Stiftung, ist noch heute im Gebäude.

### Bahnhofstraße 50
Das Gebäude wurde 1899/1900 für den Fabrikanten Paul Haase erbaut. Die bauliche Ausführung wurde durch das Baugeschäft Hermann Pabel & Co. realisiert.
Das Bauwerk ist ein Vertreter des Späthistorismus. Das Haus besitzt ein Berliner Dach und ist ein asymmetrisch gegliederter Putzbau. Des Weiteren sind die Initialen und das Baudatum am Giebel vermerkt. Die Seitenrisalite sind vielteilig mittels Vorbauten und Loggien unterteilt. Im Inneren des Gebäudes befinden sich Stuckdecken und Marmortreppen sowie gut erhaltene Details, wie Ziergitter und Buntglasfenster.
Das Gebäude war zuerst dem Rat des Bezirkes Cottbus unterstellt, danach der Bezirksverwaltung Cottbus. Ab 1990 unterlag es der Grundstücksverwaltung des Landes Brandenburg.
Seit 1995 befindet sich die Außenstelle Bodendenkmalpflege des Brandenburgischen Landesmuseums für Ur- und Frühgeschichte in den Räumlichkeiten.

### Bahnhofstraße 51
Dieses großzügig dimensionierte Eckgebäude wurde 1906/07 für den Tischlermeister Wilhelm Schliack errichtet. In diesem Gebäude betrieb Georg Schlesinger bis 1930 ein Möbelgeschäft und bewohnte es zusammen mit seiner Familie. Schlesinger, seine Frau Adele sowie seine Tochter Josefine und deren Familie wurden später von den Nationalsozialisten ermordet. Heute erinnern fünf Stolpersteine vor dem Haus an das Schicksal der Familie.
Die üblichen Gliederungsstrukturen werden bei diesem Haus durch das Zurückspringen des Erdgeschosses und das Auskragen des Obergeschosses umgekehrt. Die spätjugendstilistische Fassade wird durch die turmartige Eckstruktur und seitliche Risalite betont, die von geschweiften Zwerchgiebeln bekrönt sind. Die Risalitflächen werden durch Vorbauten, Erker und Balkone gestaffelt. Eine Untergliederung der Wandfläche zeigt sich durch wechselnde Putzstrukturen, einige flach reliefierte Dekorfelder, Schindeln und Sichtfachwerk. An den Balkonen befinden sich dekorative Gitterabschlüsse und Holzverblendungen, der bauzeitliche Fensterbestand ist mit feinen Profilen und geschweiften Kämpfern stilistisch abgestimmt.
Ein bestimmendes Element der vielseitigen Dachstruktur ist die zentrale, mehrfach gestufte polygonale Haube, die von drei kleinen Spitzdächern und Hechtfenstern eingefasst ist.

### Bahnhofstraße 52
Das 1924–1925 erbaute Büro- und Geschäftshaus in geschlossener Bebauung hat eine von neobarocken und neoklassizistischen Zügen geprägte Fassade mit Kolossalordnung. „Kolossale“ Elemente sind die über alle drei Obergeschosse reichenden Pilaster und die dazwischen liegenden, segmentbogenartig vortretenden zweigeschossigen Erker mit schmalen Fenstern in Dreier- oder Vierergruppen. Im Erdgeschoss finden sich breite Fensterfronten neben einer von Säulen eingerahmten Tür und einer breiten Durchfahrt zum Innenhof. Die Fassade im dritten Obergeschoss unter dem Mansarddach ist flächiger angelegt, die flach umrahmten Rechteckfenster stehen hier einzeln, zu zweit oder zu dritt auf einem von Pilaster zu Pilaster durchlaufenden Sohlbankgesims.
In den drei unteren Geschossen befanden sich die Redaktionsräume, die Buchbinderei und die Klischeeanstalt. Im Inneren des Erdgeschosses ist die raumprägende Stahlbetonkonstruktion mit Stuck zwischen Wandpfeilern besonders sehenswert.

### Bahnhofstraße 53

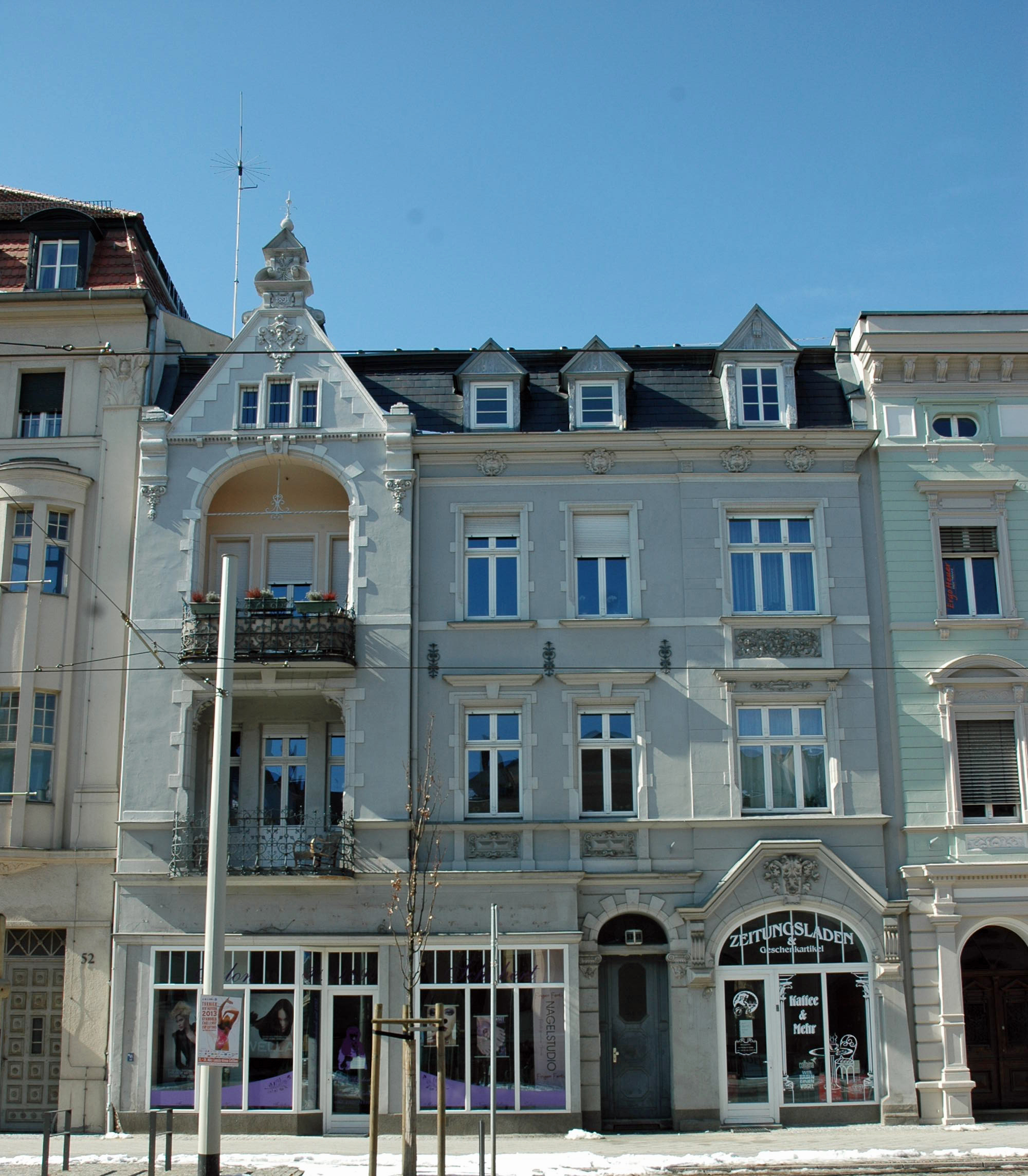
Bahnhofstraße 53

Dieses dreigeschossige Wohn- und Geschäftshaus wurde 1893/94 von dem Maurermeister und Ersteigentümer Hermann Schuppan erbaut. Das Vorderhaus verfügt über einen hinteren linken Seitenflügel. Das schmale spätbürgerliche Gebäude gehört zur Blockrandbebauung Bahnhofstraße/Wernerstraße. Das Gebäude orientiert sich an der relativ schlichten malerischen Neurenaissance, die sich in der Asymmetrie und in der Dachgestaltung nach Formen der deutschen Renaissance richtet.
Im Erdgeschoss entstanden schon zur Bauzeit zwei separate Ladengeschäfte. Zu den Wohnungen und den zwei Geschäften führen drei verschiedene Eingangsbereiche. Fast das gesamte Erdgeschoss ist mit großen Fenstern verglast. Der Eingangsbereich zu den Wohneinheiten wurde mit einer Bogenquaderung hervorgehoben. Eine Gesimsverdachung auf Schmuckkonsolen mit einer Schmuckkartusche betont das rechte Geschäft.
Das 1. und 2. Obergeschoss verfügt über drei Fensterachsen mit je zwei Kreuzfenstern und rechtsseitigen Doppelkreuzfenstern. In der 1. Etage befindet sich ein Gurtgesims mit dekorierten Brüstungsfeldern unterhalb der Fensterbänke. Die Fenster werden durch Gesimsverdachungen und farblich abgesetzten Zahnschnittdekoren hervorgehoben.
Die Ornamente und Stuckelemente an der Hausfassade sind noch recht gut erhalten.
Das Gebäude wirkt durch die linke geringe Vormauerung mit zwei Loggien schmaler. In beiden Etagen wurden die Loggien mit Eisenziergittern und Zahnschnittdekoren verziert.
Im 2. Obergeschoss wurde das rechte Doppelkreuzfenster mit einem Brüstungsfeld unterhalb der Fensterbank herausgearbeitet. Drei farblich abgesetzte Schmuckelemente zieren die Hausfassade zwischen den beiden Hauptgeschossen.
Im Dachbereich sind zwei kleinere und eine größere Gaube mit Fenstern zu sehen. Unterhalb des Berliner Daches akzentuieren vier runde Schmuckkartuschen das Traufgesims. Der linke gemauerte Zwerchgiebel ist mit drei kleinen vergitterten Fenstern und reichverzierten Ornamenten versehen. Ein Türmchen im Giebel mit rechts- und linksseitigen Schmuckkonsolen sowie einer Schmuckkartusche ist ein Blickfang.
Mieter im Haus waren u. a. der Fabrikbesitzer Paul Strauß, der Buchdrucker Arnold Heine, die Lehrerin Katharina Schuppan und der Schneider Georg Sperling mit seiner Maßschneidererei im unteren Geschoss. In den Ladengeschäften wechselten damals wie heute häufiger die Angebote, es gab Lampenschirme, Bücher, Käsespezialitäten und andere Delikatessen. Um 1930 praktizierte in der 1. Etage Erich Schiele, ein Facharzt für Geburtshilfe und Frauenkrankheiten. Im linken größeren Geschäft befindet sich heute ein Friseur- und Nagelstudio, auf der rechten Seite hat sich ein Zeitungs- und Geschenkeladen eingemietet.

### Bahnhofstraße 54

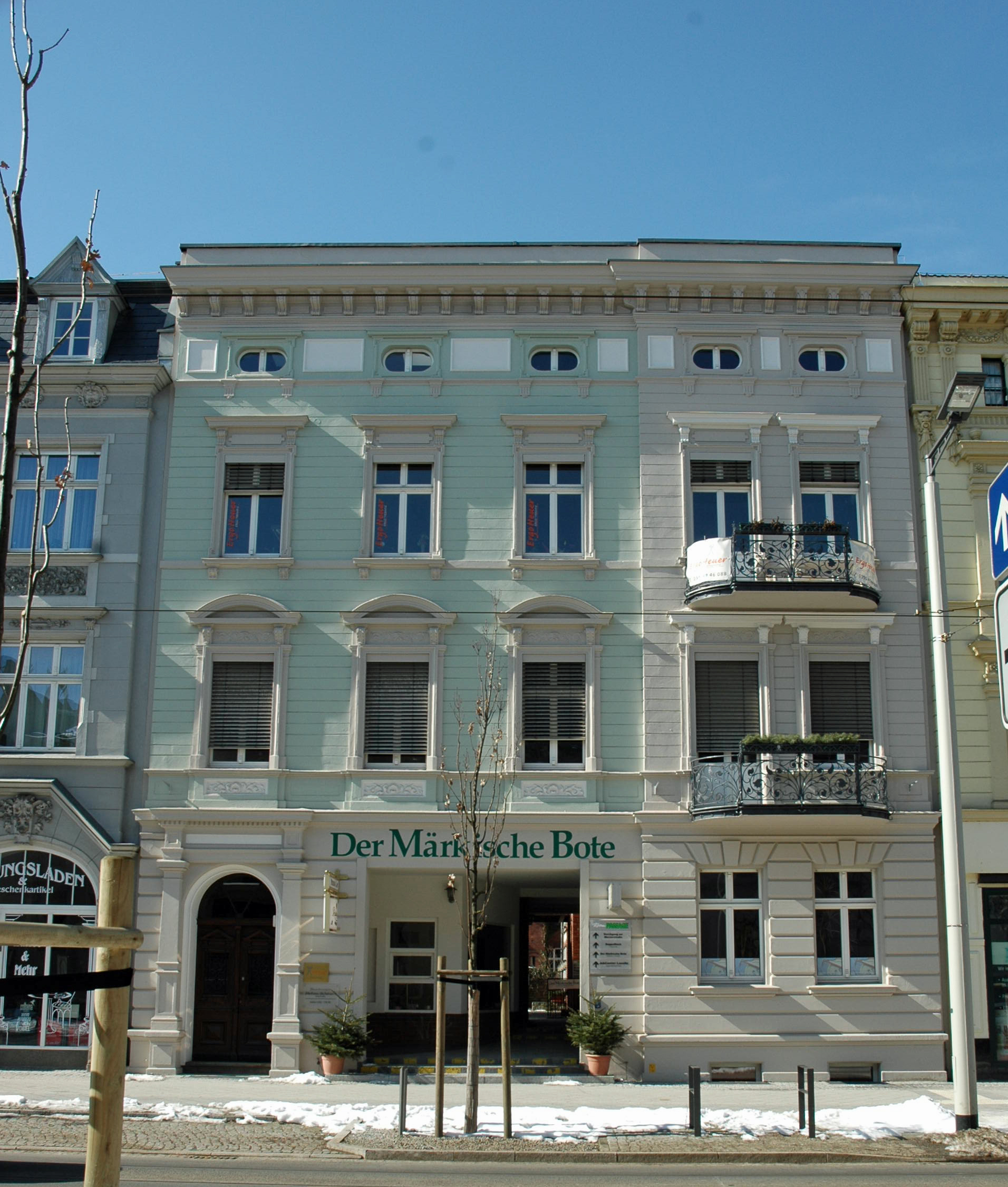
Bahnhofstraße 54

1885/1886 entstand das Gebäude als Teil einer Blockrandbebauung an der Westseite der Bahnhofstraße zwischen der Karl-Liebknecht-Straße und der Rudolf-Breitscheid-Straße. Der Maurermeister Hermann Schuppan erbaute das dreigeschossige Miet- und Geschäftshaus über fünf Achsen mit einem Seitenrisalit und einem Halbgeschoss, auch Mezzaningeschoss genannt. Es gehört in der Bahnhofstraße zur frühesten Bebauungsphase, die durch die streng axial ausgerichteten Formen der Neurenaissancearchitektur geprägt wurde.
Ein charakteristisches Gestaltungselement im Erdgeschoss ist der rundbogige Eingang, der durch eine Pilaster-Architrav-Rahmung eingefasst wurde. Rechts neben dem Eingangsportal wurde vermutlich etwas später ein Ladengeschäft eingebaut, aus dem der spätere Durchbruch, die Passage, entstand. Im Erdgeschoss sind zwei weitere Kreuzfenster, die mit einer Sturzquaderung sowie Putzbänderung gerahmt wurden, unter der linken Balkonachse deutlich hervorgehoben. Ein flaches Gesims trennt den glatt verputzten Sockel von den Putzquadern des Erdgeschosses.
Die drei linken Fenster im 1. Obergeschoss sind jeweils mit einem Segmentbogen, der auf zwei Konsolen ruht, verdacht. Ein durchgehendes Sohlbankgesims unter den Fenstern, auch in der Balkonachse, schafft eine frontale Verbindung der Fenster.
Über dem Hauseingangsbereich und dem Durchbruch rahmen zwei Gurtgesimse ein breites Putzband mit dekorierten Brüstungsfeldern ein. Dieses gerahmte Brüstungsfeld trennt das Erdgeschoss optisch vom 1. Obergeschoss. Ein flacher farblich akzentuierter Seitenrisalit prägt die rechte Gebäudeseite.
In beiden Hauptetagen wurde im Risalit je ein identisch halbrunder Balkon mit originalen Eisenziergittern integriert.
Im 2. Obergeschoss sind die Fenster durch ein gerades auf Konsolen liegendes schlichtes Gesims überdacht. Unter jedem Fenster befindet sich ein Sohlbankgesims, ebenfalls auf Konsolen aufliegend.
Das Halbgeschoss unter der breit ausladenden Traufzone, die auch wieder auf dekorierten Konsolen aufliegt, ist von fünf Fenstern in einer ovalen Form akzentuiert. Diese Fenster sind durch schmucklose quadratische Brüstungsfelder voneinander getrennt, interessant gerahmt und verdacht und mit einem durchgehenden Sohlbankgesims auf angedeuteten Konsolen verbunden.
Über der nach oben aufgemauerten Traufzone schließt sich ein Flachdach an.
Zunächst bewohnten überwiegend Offiziersfamilien und mehrere Landrichter, u. a. Delius und Karl Friedlaender, dieses Miet- und Geschäftshaus. Nach 1920 übernahm Bäckermeister Kaiser das Gebäude und nach 1935 Bäckermeister Schwärzel. Beide Bäckermeister hatten ein Ladengeschäft direkt im Haus. Auch ein Kinderfacharzt, Friedrich Friedland, wohnte und praktizierte dort bis nach 1945. Nach 1990 hatten sich die Taxigenossenschaft von Cottbus und ein Zahnarzt eingemietet.
Nach einer umfassenden Sanierung und Renovierung von 2000 wurde das denkmalgeschützte Haus mit der „Werner-Passage“, einer überdachten Ladenstraße als Übergang zur Wernerstraße, neu eröffnet. In Würdigung seiner Verdienste wurde die kurze „Werner-Passage“, nach Paul Werner, dem ehemaligen Bürgermeister und Oberbürgermeister von 1892 bis 1914, benannt.

### Bahnhofstraße 55

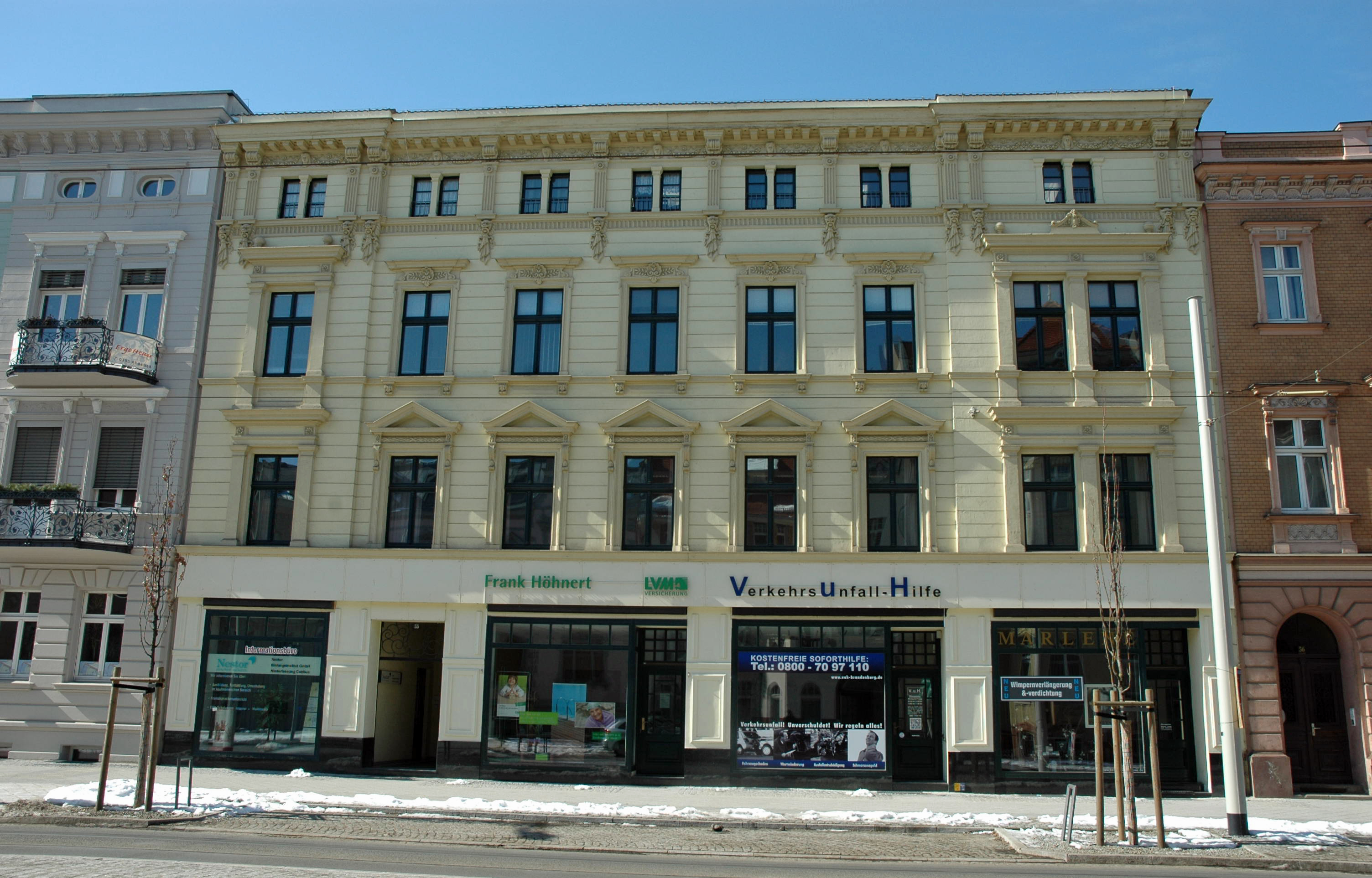
Bahnhofstraße 55

Das Wohn- und Geschäftshaus wurde 1883/84 für den Wagenfabrikanten Albert Keilbach gebaut. Durch die außergewöhnliche Gebäudebreite ist dieses Haus ein besonders stattliches Beispiel unter den Cottbuser Neurenaissancegebäuden. Charakteristische vertikale Gliederungselemente sind für dieses Haus die Putzbänderung und das Gurtgesims. Die beiden Hauptgeschosse wurden mit Attika und Konsolgesims sowie reich gestalteter Traufzone von gerahmten Fenstern in regelmäßig axialer Anordnung versehen. Der hohe gestalterische Anspruch dokumentiert sich in reichen Fassadengliederungen, in unkonventionellen Dekormotiven sowie dem reich ornamentiertem Sohlbankgesims der Mezzaninfenster auf Konsolen in Form von Raubtierköpfen, die ein dekorativ fallendes Tuch zwischen den Zähnen halten. Das dreigeschossige Gebäude mit einem Halb- oder Zwischengeschoss (Mezzaningeschoss) verfügt über sieben Fensterachsen.
Das Erdgeschoss wurde durch mehrere Ladeneinbauten stark verändert. Durch Pfeilerstellungen mit Putzrahmungen in den Obergeschossen treten die Seitenachsen risalitartig hervor. Die Fenster der mittleren fünf Achsen sind mit profilierter Rahmung und Gesimsverdachung versehen. Im 1. Obergeschoss sind die Fenster mit Sohlbankgesims auf Konsolen mit aufliegender Dreiecksverdachung (heute schlichte Brüstungszone, ursprünglich wohl reicher verziert) gegliedert. Im 2. Obergeschoss wurden die Fenster ebenfalls mit Sohlbankgesims auf Konsolen und Gesimsverdachung (anders über dem Sturzfeld mit Stuckdekor) versehen. Zwischen den Pilastern des Mezzaningeschosses befinden sich sieben zweiteilige Fenster. Einer der ersten Mieter war der Landgerichtsdirektor Gustav Henschel. Der Augenarzt Adolf Krüger richtete 1910 hier seine Praxis ein. Anfang der 1920er Jahre kaufte der Möbelfabrikant Ludwig Friede das Haus, er fertigte und handelte mit Möbeln. Im Rückgebäude richtete er ein Möbellager ein. Die jüdische Familie Friede musste 1933 Haus und Firma aufgeben, zur Erinnerung wurden 2008 vor dem Haus Stolpersteine verlegt. Das Möbelhaus Alfred Schreiber übernahm Haus und Geschäft von Friede. Nach 1954 wurden die gewerblichen Räume in Wohnräume umgebaut, ein Aufzug eingebaut und 1994/95 wurde das Haus komplett saniert. Heutige Mieter sind eine Bildungsfirma und Soziale Vereine. In den Ladengeschäften haben sich ein Kosmetiksalon sowie eine Versicherungsagentur eingemietet.

### Bahnhofstraße 56

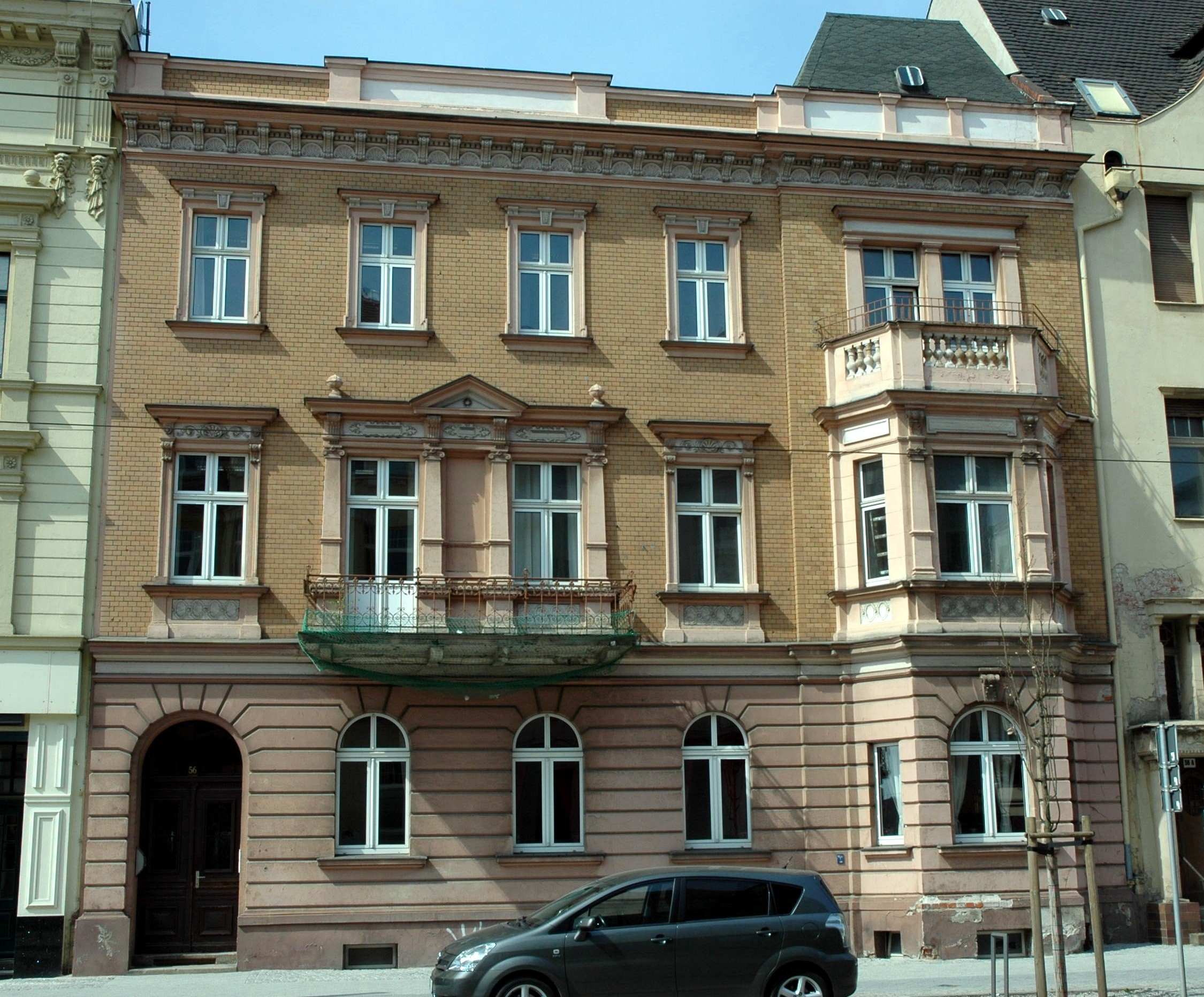
Bahnhofstraße 56

1885/86 wurde die Stadtvilla vom Maurermeister Ewald Schulz als Teil einer Blockrandbebauung an der Westseite der Bahnhofstraße zwischen Karl-Liebknecht-Straße und Rudolf-Breitscheid-Straße erbaut.
Im Vergleich mit den beiden zeitgleich entstandenen südlich anschließenden Neurenaissance-Gebäuden, die noch durchgängig das axiale Prinzip der schlichten Fensterreihung aufweisen, zeigen sich hier schon Ansätze einer aufkommenden Tendenz zur stärkeren Akzentuierung der Fassadenflächen durch Vorbauten und Balkone. Die Ausnahme bildet der Dachbereich über einer gut erhaltenen Fassade. Zusammen mit den beiden südlich anschließenden Gebäuden wird der Stil der frühesten Bebauungsphase der Bahnhofstraße dokumentiert. Im Rahmen der Architektur an der Westseite der Bahnhofstraße (Nr. 49–80) ist die stilistische Vielfalt der gut erhaltenen Fassaden von besonderer städtebaulicher Bedeutung, zumal sich die historische Bebauung hier nahezu geschlossen präsentiert.
Das dreigeschossige Gebäude verfügt über einen rechtsseitigen trapezoiden Vorbau mit drei Fenstern, der im 3. Obergeschoss mit einem Balkon abschließt. Im Erdgeschoss befinden sich zwischen Putzbänderung, Sockel und Gurtgesims drei Segmentbogenfenster und ein linksseitiger Eingang mit zusätzlichem Rundbogenabschluss. In den Obergeschossen wurde mit heller Klinkerverblendung gearbeitet. Im 1. Obergeschoss verfügt der Balkon über zwei Fensterachsen, die hier und am Vorbau der Fenster durch Pilaster flankiert werden. Alle vier Fenster wurden durch Brüstungs- und Sturzzonen sowie Gesimsverdachung dekoriert. Eine schlichtere Fensterrahmung mit Schlussstein und Gesimsverdachung befindet sich im 2. Obergeschoss, mit Ausnahme des Doppelfensters in der rechten Seitenachse, das entsprechend der Vorbaugliederung von Pilastern eingerahmt wird. Auf der rechten Seite des 2. Obergeschosses befindet sich ein kleiner Balkon. Das Satteldach über der Attika, einer Aufmauerung über dem Dachgeschoss, wird hinter einer Brüstungsmauer versteckt.
1891/92 erwarb der Kaufmann Otto Pohl das Mietshaus. Elisabeth Pohl führte in dieser Villa bis zum Ersten Weltkrieg ein Töchterpensionat. Danach erwarb der Anwalt und Notar Bernhard Eulenberg das Haus, er wohnte und arbeitete dort. Mitte der 1920er Jahre mieteten sich die Architekten Theodor Schmidt und Jakob Arnold ein. Auch ein Arzt praktizierte in diesen Räumlichkeiten. Anfang 1940 bewohnte der Hochschuldozent Karl Waentig dieses Haus, er war Dozent für Deutsche Sprache an der Hochschule für Lehrerbildung in Cottbus. Nach 1990 hatte die Ärztekammer des Landes Brandenburg e. V. ihre Büros in der Villa.
Das Haus in der Bahnhofstraße 56 gehört zu einem Hotelbetrieb. Zurzeit stehen in diesem Gebäude Konferenzräume und Geschäftsbüros zur Verfügung. Wenn die Bauarbeiten im Altstadthotel abgeschlossen sind, entsteht auf dem Grundstück Nr. 56 mit Gartenland ein Biergarten mit einem Restaurant.

### Bahnhofstraße 56a
Das Wohn- und Geschäftshaus wurde für den Handelsmann Friedrich Sazewa 1908 erbaut.
Dieses dreigeschossige Gebäude verfügt im Erdgeschoss über drei separate Eingänge, die u. a. in die Wohnungen, den unteren Verkaufsbereich sowie in den rechtsseitigen Anbau führen.
In der Mitte des Hauses befand sich im Kellergeschoss ein Ladengeschäft mit entsprechendem halben Segmentbogenfenster und linker dazugehöriger Ladentür. Auf der linken Seite sieht man zwei kleinere Fenster im 1. Obergeschoss, mit je einem größeren Fenster in den Etagen darüber.
Das Wohn- und Geschäftshaus verfügt über einen Mittelrisalit mit dreigeteilten Fenstern im 1./2. Obergeschoss. Im 3. Geschoss wurde ein Erkerfenster mit vier Fenstern und Holzverblendung sowie gesonderter Verdachung unter dem Giebel gebaut.
Das aufgesetzte trapezoide Erkerfenster aus Holz in der 3. Etage war früher ein Blickfang, sieht heute, wie die gesamte Fassade, sanierungsbedürftig aus.
In der rechten Achse wurde je Etage ein Balkon angebaut. Die Brüstungsmauer der Balkone zieht sich links vom Erker bis zur rechten Hausecke. Die gesamte Fassade wirkt sehr schlicht, die Putzdekore sind im Laufe der Zeit abgeschlagen und nicht erneuert worden.
Der breit aufgemauerte Dreiecksgiebel hat einen geraden Sockel mit drei Fenstern und einem Ochsenauge darüber. Der Giebel läuft leicht geschwungen rechts und links zur Fassadenecke aus und überragt das Dach.
In den Kellerräumen bot der Händler Sazewa Obst und Kolonialwaren an. In der 1. Etage waren häufig Ärzte eingemietet. Bis 1933 nutzte die Kreisleitung der NSDAP das Haus. Heute steht das Haus offensichtlich leer und ist stark sanierungsbedürftig.

### Bahnhofstraße 57

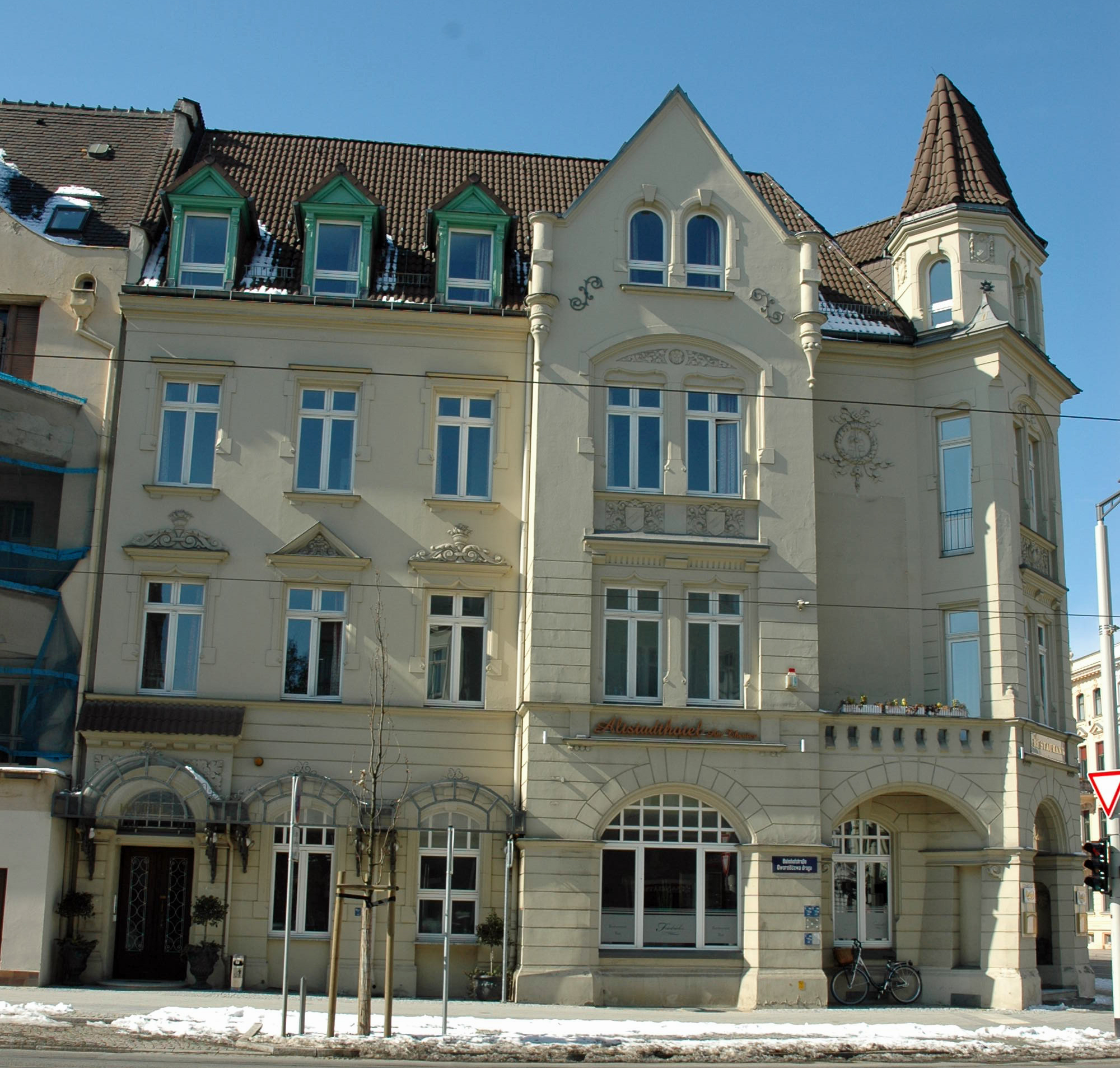
Bahnhofstraße 57, seitlich

Dieses 1897/1898 erbaute Eckhaus ist Teil einer Blockrandbebauung im Kreuzungsbereich Bahnhofstraße/Karl-Liebknecht-Straße. Als Hotel und Gastronomieobjekt geplant und gebaut, wird es noch heute so genutzt. Die Fassadengestaltung ist deutlich vom Späthistorismus geprägt. Charakteristisch für die Erbauungszeit ist das Verwenden verschiedener historischer Stilformen der europäischen Kunst, die sich aber zunehmend in ihrer Gestaltung vom historischen Vorbild entfernen.
Das inzwischen neu gedeckte Satteldach wird beidseitig von drei modernen Gauben unterbrochen.
Das Hotel ist ein dreigeschossiges winkelförmiges Eckgebäude. Gebäudeteile, die aus der Fluchtlinie des Baukörpers hervorspringen, unterstreichen die symmetrische Optik.
Im zentralen Eckrisalit, dem Blickfang des Gebäudes, befindet sich segmentbogenförmig gerahmt die breite Eingangstür zum Gastraum. Die beiden darüber befindlichen Kreuzfenster sind mit unterschiedlichen Fensterverdachungen und Putzdekoren gestaltet. Der Eckrisalit mündet in einen Dachturm mit zwei kleinen länglichen Turmfenstern.
Auf der linken östlichen Gebäudeseite befindet sich unter einem Glas-Eisen-Vorbau das Eingangstor zum Hotel. Die linke Fassadenseite ist drei Fensterachsen breit, dann schließt sich der Risalit mit den zwei großen gemeinsam überdachten Fenstern an. Im 2. Obergeschoss sind die Fenster segmentbogenförmig gerahmt. Der Risalit mündet in einen dreieckigen Zwerchgiebel, ebenfalls mit zwei kleinen Rundbogenfenstern. Die Fläche vom Seiten- bis zum Eckrisalit ist glatt verputzt und mit einer auffälligen Schmuckkartusche gestaltet.
Auch auf der rechten Seite ist ein Risalit mit einem Zwerchgiebel, der im Dachbereich mit zwei kleinen Rundbogenfenstern versehen wurde. Die gesamte linke Seite ist mit drei Fensterachsen versehen. Im Erdgeschoss befinden sich drei große und ein kleines Segmentbogenfenster, die zum Restaurant gehören. Die Fenster in den beiden Obergeschossen sind gleich groß, wirken aber durch die unterschiedlichen Stuckelemente und Verdachungen verschieden. Im Dachbereich befinden sich zwei Gauben, die zum Teil mit Holz versehen wurden.

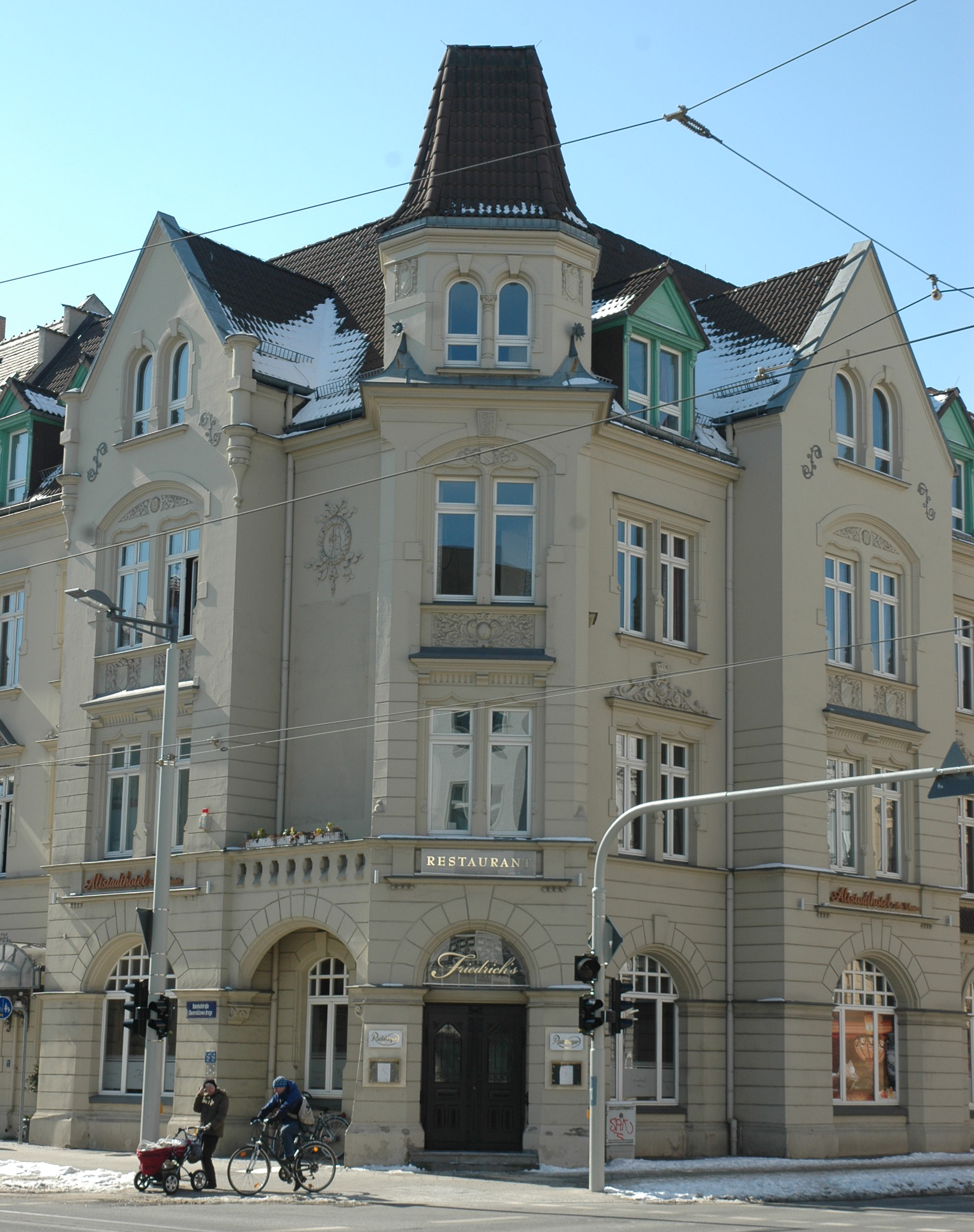
Bahnhofstraße 57, front

Ein Mauervorsprung über dem Erdgeschoss zieht sich vom linken über die Ecke bis zum rechten Risalit. Dadurch entsteht ein kleiner Balkon.
Das Erdgeschoss tritt mit einer kräftigen Putzquaderung deutlich aus der Fassade hervor. Das große Segmentbogenfenster im Risalit sorgt für viel Licht im Restaurant. Der Schlussstein im Segmentbogen ist gut zu erkennen, die Kämper der Bogenfenster sind als durchgehendes Gesims gestaltet. Ein zweites kräftiges Gesims trennt das Erdgeschoss von den beiden Obergeschossen.
Die gleich großen Fenster in den beiden Obergeschossen erscheinen durch die unterschiedlichen Schmuckelemente und Verdachungen verschieden.
Der erste Eigentümer, Gastwirt Paul Lehming, nannte seine Gaststätte „Zum Schwan“. 1901 war Hotelier Hermann Bielitz Eigentümer des Hauses, das er von 1909 bis 1915 als Hotel führte. Danach wechselte die Bewirtschaftung erneut, Heinrich Geisler, der Wirt des Ratskellers auf dem Altmarkt, erwarb das Hotel. Bis nach dem Krieg blieb das Hotel im Familienbesitz.
1949 übernahm die Handelsorganisation Hotel und Gaststätten das Haus und betrieb es weiterhin als „Hotel zum Schwan“. In der Zeit bis 1970 wurden kleinere Umbauarbeiten im Erdgeschoss und von 1977 bis 1979 eine Sanierung des Hauses durchgeführt. Das Dach wurde neu eingedeckt, das 3. Obergeschoss ausgebaut, Fenster und Türen instand gesetzt und eine neue Eichentür für den Hoteleingang hergestellt. Die Fassade konnte weitgehend denkmalgeschützt erhalten werden.
Im Erdgeschoss wurde Ende der 1970er Jahre die Gaststätte „Lausitzer Broiler“ mit einem Straßenverkauf in Richtung zur Bahnhofstraße eröffnet. Ein Highlight war der Brunnen in der Mitte der Gaststätte, in dem die Gäste ihre Hände waschen konnten.
Nach 1990 versuchten sich mehrere Restaurant- und Hotelbetreiber mit dem Hotel, aber nie für lange.
2011 renovierte das Ehepaar Wagner das alte Gebäude mit den Jugendstil-Elementen. Wiederbeleben wollen die Wagners neben dem Hotel auch die Gaststätte.
An der reich gegliederten, verzierten Hausfassade hat sich bis heute fast nichts geändert, ein neuer farbenfroher, heller Anstrich ließ das Hotel, heute Altstadthotel „Am Theater“ in unmittelbarer Nähe zum Staatstheater, im neuen Glanz erscheinen. Den Gästen bietet sich ein völlig neues und modernes Ambiente mit 12 Doppel- und 11 Einzelzimmern. Häufig übernachten hier Schauspieler und Gäste des Theaters.
Nicht nur für Kunstinteressierte will das Hotel eine Adresse sein, sondern auch für Geschäftsleute. So gehört das Haus in der Bahnhofstraße 56 ebenfalls zum Hotelbetrieb. Zurzeit stehen Konferenzräume und Geschäftsbüros zur Verfügung. Wenn die Bauarbeiten im Altstadthotel abgeschlossen sind, entsteht auf dem Grundstück Nr. 56 mit Gartenland ein Biergarten mit einem Restaurant.

### Bahnhofstraße 58

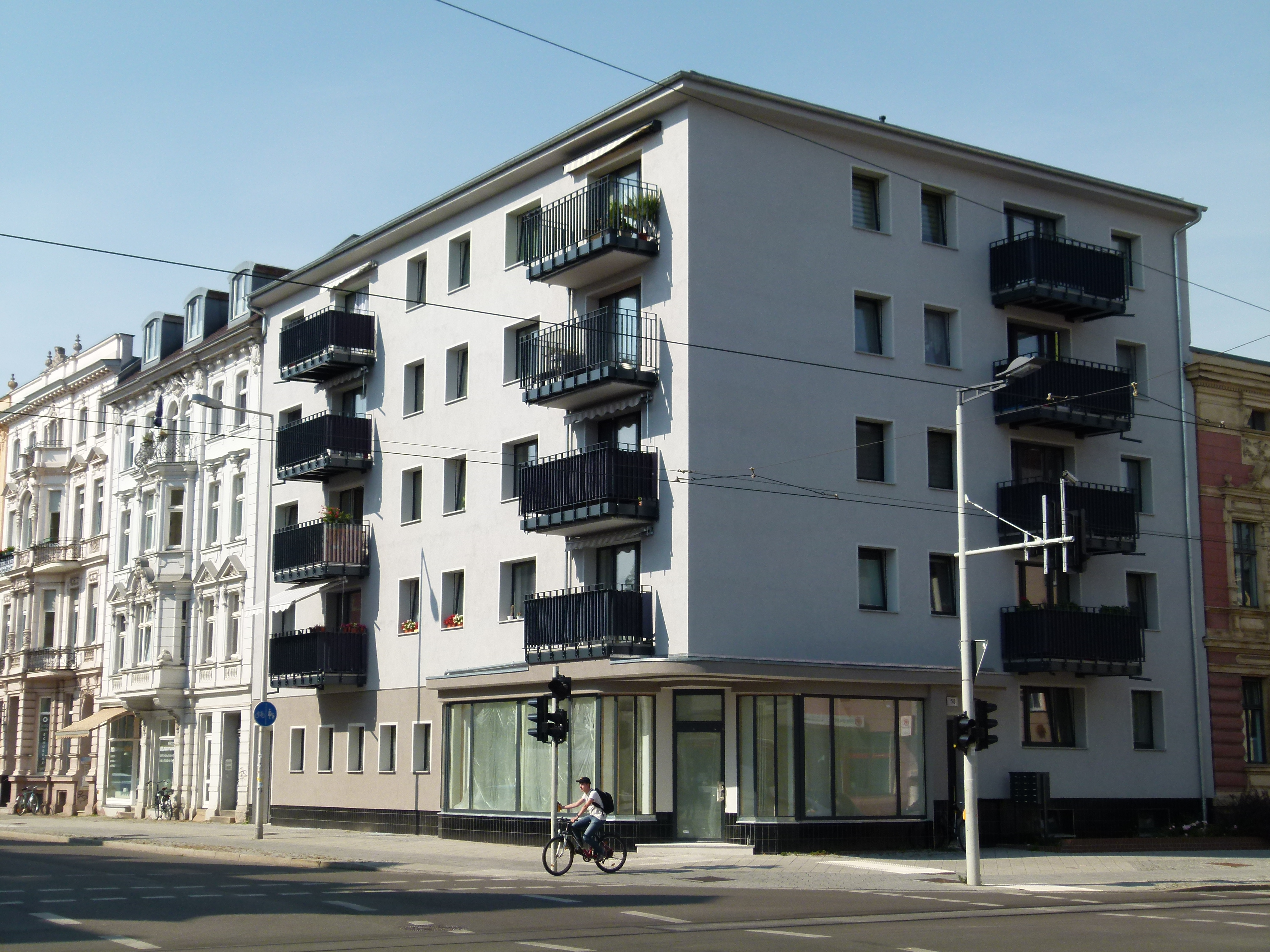
Bahnhofstraße 58

Das Eckgebäude mit dem ehemals klangvollen Namen „Lukullus“ wird derzeit nach langem Leerstand saniert. Der ansehnliche Vorgängerbau von 1895 war ebenfalls eine Ecklösung. Das Ladengeschäft wurde zuerst vom Hauseigentümer, dem Kaufmann Krenkel, betrieben. Um 1930 hatte sich Richard Gesch mit seiner Drogerie, Parfümerie und Fotohandlung eingemietet. Die Angebote wechselten oft, es wurden Tuche, Uhren und Konfitüren von Herbst & Dran angeboten. Der späthistoristische Bau mit den Erkern, Balkonen und großen verzierten Fensterfronten wurde 1945 im Kriegsgeschehen völlig zerstört.
1958/59 wurde das Wohn- und Geschäftshaus an Stelle einer kriegsbedingten Baulücke für den Rat der Stadt Cottbus erbaut. Der Entwurf und die Planung begannen 1957 durch den Hochbau Cottbus. Es entstand ein Ersatzneubau mit 12 Wohneinheiten und einem im Erdgeschoss befindlichen Feinkostladen. Dieses fünfgeschossige Eckgebäude wurde als Teil einer Blockrandbebauung an der nordwestlichen Ecke Bahnhofstraße / Karl-Liebknecht-Straße mit einem Flachdach versehen. 1980 wurden Instandsetzungsarbeiten an der schlichten Fassade und am Dach vorgenommen.
Das Erdgeschoss beginnt mit einer Klinkerverblendung aus schwarzen längsrechteckigen Fliesen im Sockelbereich. Bemerkenswert ist der Laden, der mit den bogenförmigen Schaufensterabschlüssen, mit den Säulenstellungen und Deckenstrukturen im Inneren noch typische Formen der 1950er-Jahre aufweist. Zu sehen sind gebogene Mauer- und Scheibenquerschnitte seitlich des Eingangs, eine breite Eingangsstufe wiederholen die Bogenform. Drei Eingänge im Erdgeschoss ermöglichen die Zugänge zu den Wohnungen und zum Geschäft. Im südlichen Teil des Hauses (Karl-Liebknecht-Straße) befindet sich auf der linken Seite der Eingang zu den Wohnungen. An der Ecke des Gebäudes gelangte man in das mit einem Vordach versehene Lebensmittelgeschäft. Der andere Hauseingang im östlichen Teil (Bahnhofstraße) befindet sich in der Mitte des Wohn- und Geschäftshauses.
Das Wohn- und Geschäftshaus verfügt an der Südseite über sechs Achsen und an der Ostseite über vier Achsen. Erst ab dem zweiten Obergeschoss wurde an der Südseite auf der rechten Seite pro Etage je ein Balkon angebaut. Die Achsabstände sowie die Fensterformen variieren mit farblich unterschiedlich abgesetzten Faschen.

### Bahnhofstraße 59

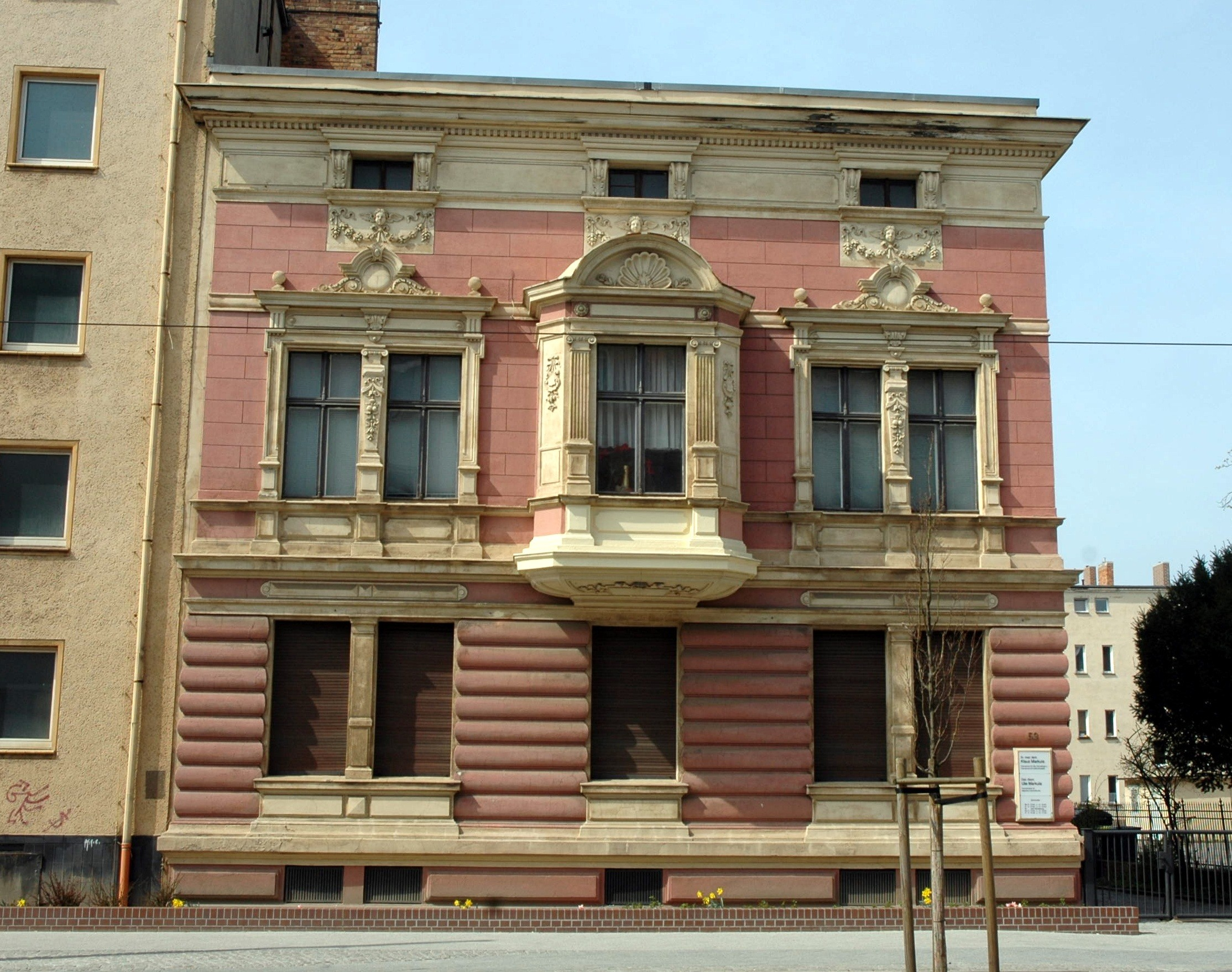
Bahnhofstraße 59

Dieses Gebäude wurde im Stil der Neurenaissance von Maurermeister Paul Broeßke 1883/84 als Mietwohnhaus erbaut. Das Zwei-Etagen-Haus, zusätzlich mit einem Keller- und Mezzaningeschoss ausgestattet, ist Teil der Blockrandbebauung an der Westseite der Bahnhofstraße zwischen der August-Bebel-Straße und der Karl-Liebknecht-Straße. An der geöffneten Nordseite der Blockrandbebauung des Gebäudes befindet sich das mit Blendsäulen gerahmte Eingangsportal, es ist in der Originalform erhalten geblieben. Ein flacher Risalit mit zwei unterschiedlichen Fensterformen zieht sich bis zur Traufe hoch. Vom Keller- bis zum Mezzaningeschoss wird die Fassade durch drei Fensterachsen vertikal gegliedert, in der mittleren Fensterachse durch ein einfaches Fenster, sonst durch Doppelfenster. Auch die fünf kleinen Fenster im Kellergeschoss sind entsprechend angeordnet. Nur im Mezzaningeschoss befinden sich drei einfache kleinere Fenster, die von Schmuckkonsolen gerahmt mit einer gestuften Verdachung abschließen. In den Brüstungsfeldern unter den ebenfalls gestuften Sohlbänken der Fenster wird eine Putte durch ein girlandenförmiges Dekor eingerahmt. Das Mezzaningeschoss mündet in ein ausladendes Traufprofil, betont durch ein auffallendes Zahnschnittdekor. Die Fenster sind nach italienischem Vorbild sehr schmuckvoll gestaltet, besonders in der Beletage. Die Beletage ist durch eine flache Ritzquaderung der Fassade, die dekorative Fensterrahmung und durch den Erker mit seiner Ädikula-Rahmung auffällig hervorgehoben. Das Erdgeschoss zwischen Sockel- und Gurtgesims ist mit einer kräftigen Bandrustika und einfach geputzten Brüstungsfeldern unter den Fenstern gestaltet. Ersteigentümer der Stadtvilla war der Gymnasialprofessor Eduard Trantow.
Nach dem Ersten Weltkrieg waren der Bankier Wolff Loewenstein und später der Zahnarzt Paul Haenisch mit seiner Praxis die Hauseigentümer. Die Zahnärztin Marie Herr eröffnete nach 1945 ihre Praxisräume in der Stadtvilla. Inzwischen kaufte die Familie vom Zahnarzt Markula die Villa und noch heute praktizieren dessen Kinder in der Villa als Kieferorthopäden.

### Bahnhofstraße 60

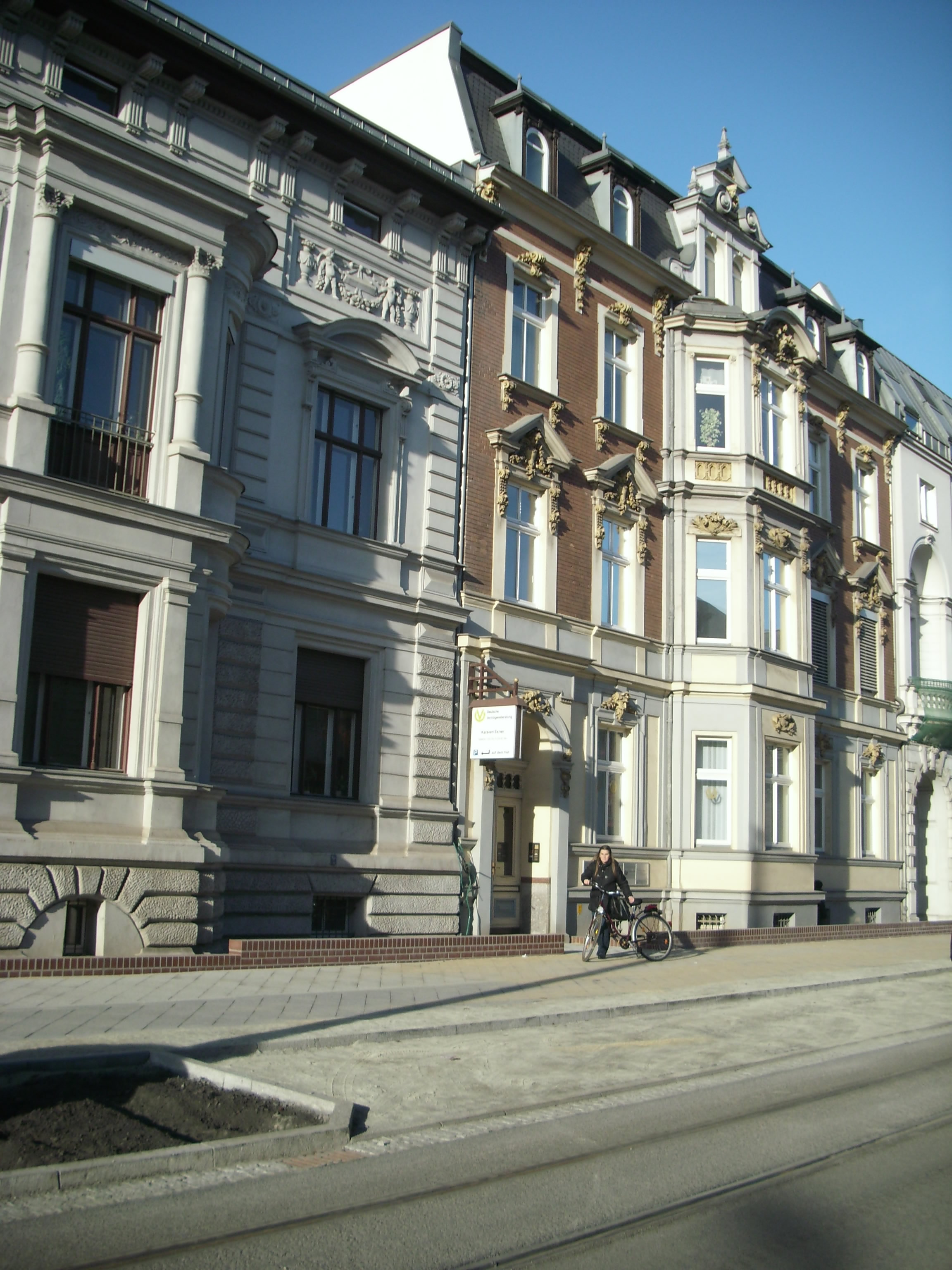
Bahnhofstraße 60

Die Stadtvilla hat einige interessante Stilelemente nach dem italienischen Vorbild der Neurenaissance zu bieten. Dazu gehören die würfelartige Bauform für die zwei Hauptgeschosse, der rustikale Untersockel, das Kranzgesims und ein reich gestaltetes Halbgeschoss (Attika) unter dem Dach.
Sehenswert ist auch das sehr gut erhaltene Relief über den aufwendig gestalteten Fenstern. Besonders auffällig sind die Fenster in der Beletage gestaltet, dazu gehören die Segmentbogenverdachungen und die Lisenen. Der Mittelrisalit mit einem Erkervorbau, ebenfalls mit einer Segmentbogenverdachung, unterteilt das Gebäude symmetrisch.
Die Villa durchbricht die Blockrandbebauung in der Bahnhofstraße, südlich steht sie frei. Auf der linken Hausseite befinden sich die Freitreppe zur Eingangstür und die Hofeinfahrt zum ehemals begrünten Hofraum.

### Bahnhofstraße 61

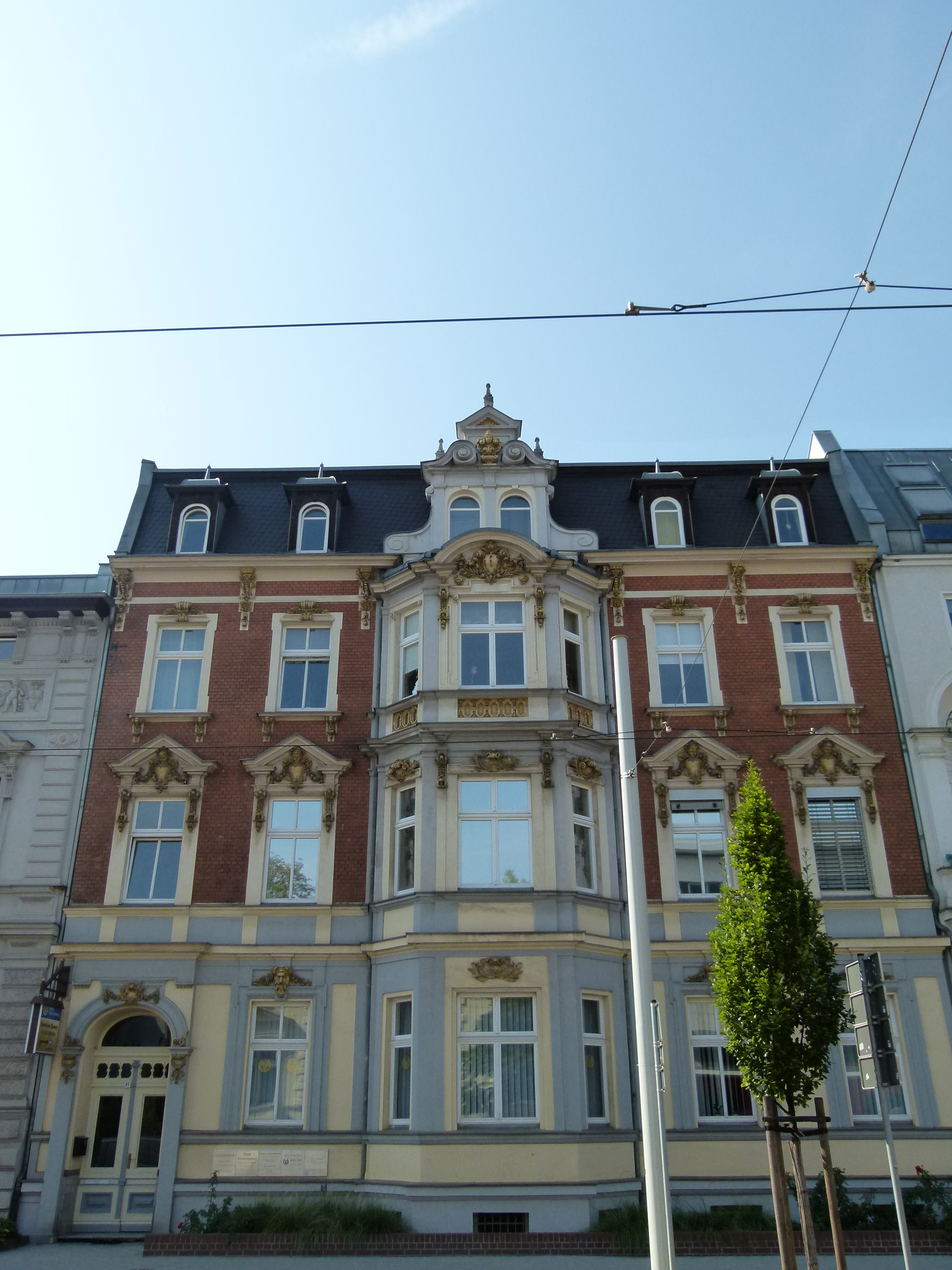
Bahnhofstraße 61

Dieses Haus wurde als Mietshaus 1889/90 von Maurermeister Paul Broeßke erbaut. Bei diesem Bau handelt es sich um einen Massivbau mit einer Klinkerputzfassade, einem Berliner Dach, einem Kellergeschoss und einem trapezoiden Mittelrisalit.
Das späthistoristische Gebäude ist Teil einer Blockrandbebauung an der Westseite der Bahnhofstraße zwischen August-Bebel-Straße und Karl-Liebknecht-Straße.
Das Gebäude ist dreigeschossig (Erdgeschoss und zwei Obergeschosse) sowie mit einem Kellergeschoss, einem Dachgeschoss und einem trapezoiden Mittelrisaliten. Im Kellergeschoss befinden sich sechs kleine Draht – Glas – Fenster, die sich den Fensterachsen des Hauses anpassen.
Die Fenster des Erdgeschosses sind mit einem durchgehenden Sohlbankgesims verbunden. Der Sockel zwischen zwei Gesimsen ist glatt verputzt. Das Erdgeschoss wird durch einen breiten Brüstungsstreifen vom 1. Obergeschoss getrennt. Deutlich, auch farblich abgesetzt, ist eine geputzte Hoch-Tief-Struktur zu erkennen. An der linken Seite des Hauses befindet sich ein rundbogiger Eingang mit originaler Haustür und Schmuckelementen.
Die drei Fensterachsen im Erdgeschoss sind mit einfach Kreuzfenstern und eingetieften Faschen und plastischen Maskendekor gerahmt.
Die Fassade im 1. und 2. Obergeschoss präsentiert sich unverputzt und verklinkert.
Es befinden sich in der Beletage zwei Fensterachsen rechts und links neben dem Mittelrisaliten, auffallend ist die unterschiedliche Fenstergestaltung, im 1. Obergeschoss sind die Kreuzfenster dreiecksverdacht und mit reichem Schmuckdekor gestaltet. Schlichter ist die Gestaltung der Fenster im 2. Obergeschoss gehalten. Sohlbankgesimse liegen auf Schmuckkonsolen und haben horizontale, mehrfach übereinander liegende, vorspringende Mauerstreifen und einen spiralförmigen Schlussstein.
Der Mittelrisalit mit drei Kreuzfenstern und je einem einfachen Seitenfenster über dem gestuften Traufbereich schließt mit einem reich dekorierten Rundbogen ab.
Die Dachzone in der Mittelrisalitachse wird durch einen aufgesetzten Zwerchgiebel mit Voluten, Türmchen und zwei Rundbogenfenstern in Neurenaissance-Form akzentuiert.
Neben dem Zwerchgiebel befinden sich vier Dachgauben mit rundbogigen Fenstern.
Heute gehört das Gebäude der Familie Exner, die auf der unteren Ebene ihre Praxis der Allgemeinen Zahnheilkunde eingerichtet haben.

### Bahnhofstraße 62
Dieses Wohnhaus ließ sich 1893 der jüdische Notar und Rechtsanwalt Abraham Hammerschmidt erbauen. Er war der Ersteigentümer des Hauses, bewohnte es mit seiner Familie und eröffnete seine Kanzlei in den Räumen. Nach seinem Tod 1934 übernahm sein ältester Sohn Hermann die Kanzleiräume. Dieser musste das Haus 1938 verkaufen, um die von ihm geforderte „Judenbuße“ aufzubringen. Später wurde er wie vier seiner Geschwister und weitere Familienmitglieder von den Nationalsozialisten ermordet. Seit 2006 erinnern vor dem Gebäude fünf Stolpersteine an das Schicksal der Familie Hammerschmidt.
Der Bau ist Teil der Blockrandbebauung an der Westseite der Bahnhofstraße zwischen August-Bebel-Straße und Karl-Liebknecht-Straße. Das heute dreigeschossige Gebäude, das im Zweiten Weltkrieg stark zerstört wurde, ist vor allem bei einem Umbau 1996/97 erheblich verändert worden. Das wird vor allem durch die unterschiedliche Gestaltung der Geschosse und Fensterformen deutlich.
Das imposante Wohnhaus fiel ursprünglich durch ein dekorativ gestaltetes Erdgeschoss über dem Kellergeschoss auf. Das 1. Obergeschoss, sicher die Hauptwohnetage der Familie, mündete in ein niedriges Dachgeschoss. Durch den Umbau wurde aus dem Dachgeschoss ein normales 2. Obergeschoss, die Fenster wurden kleiner und schlichter gestaltet. Ein modernes Satteldach mit einer Blechdeckung und großen liegenden Dachfenstern ist ebenfalls das Ergebnis der Aufstockung, durch die eine Mansardenwohnung entstanden sein dürfte.
An der linken Seite des Hauses befindet sich die Durchfahrt mit dem Originaltor, das durch aufwendige Schnitzarbeiten auffällt. Innerhalb der Durchfahrt hat man auf der rechten Seite Zugang zum Treppenhaus. Die Durchfahrt ist noch aus der Erbauungszeit, Pilastergliederungen und reich profilierte Deckenkassetten in Stuck sind gut erhalten.
Direkt über der Durchfahrt befindet sich eine Loggia mit vorspringender Balusterbrüstung und einem halbkreisförmigen gerahmten Wandfeld (Lünette).
Rechts neben der Durchfahrt schließen sich zwei Fensterachsen an, die dann durch einen Mittelrisalit unterbrochen sind und wieder mit zwei Fensterachsen das Gebäude abschließen. Im Mittelrisalit befinden sich seitlich und im vorderen Bereich zwei schmale Fenster, die ein breiteres Kreuzfenster mit Austritt im 1. Obergeschoss einrahmen. Im Erdgeschoss sind die Fenster mit einer Quaderrahmung und Schlusssteinen versehen. Der Mittelrisalit mündet in einen Zwerchgiebel mit Zwerchhaus.
Die Fenster im 1. Obergeschoss, der Beletage, sind sehr auffällig gestaltet und schließen mit einer Dreiecksverdachung über jedem Fenster ab. Das Erdgeschoss wurde mit einem Gurtgesims eingerahmt und mit einer Putzbänderung versehen. Im Kellerbereich befinden sich sieben halbe Kreuzfenster mit Eisengitter.
Bei den Sanierungen 1978 wurde eine Etagenheizung eingebaut, 1982 erfolgte die Instandsetzung von Dach und Fassade an der Straßenseite und 1996/97 der Einbau eines Aufzuges.
Dieses Haus wurde im Krieg stark beschädigt, es blieb viele Jahre nur notdürftig instand gesetzt. Der hintere Südwestflügel wurde später abgerissen. Zuletzt hatte dort die Bauernpartei Büroräume.

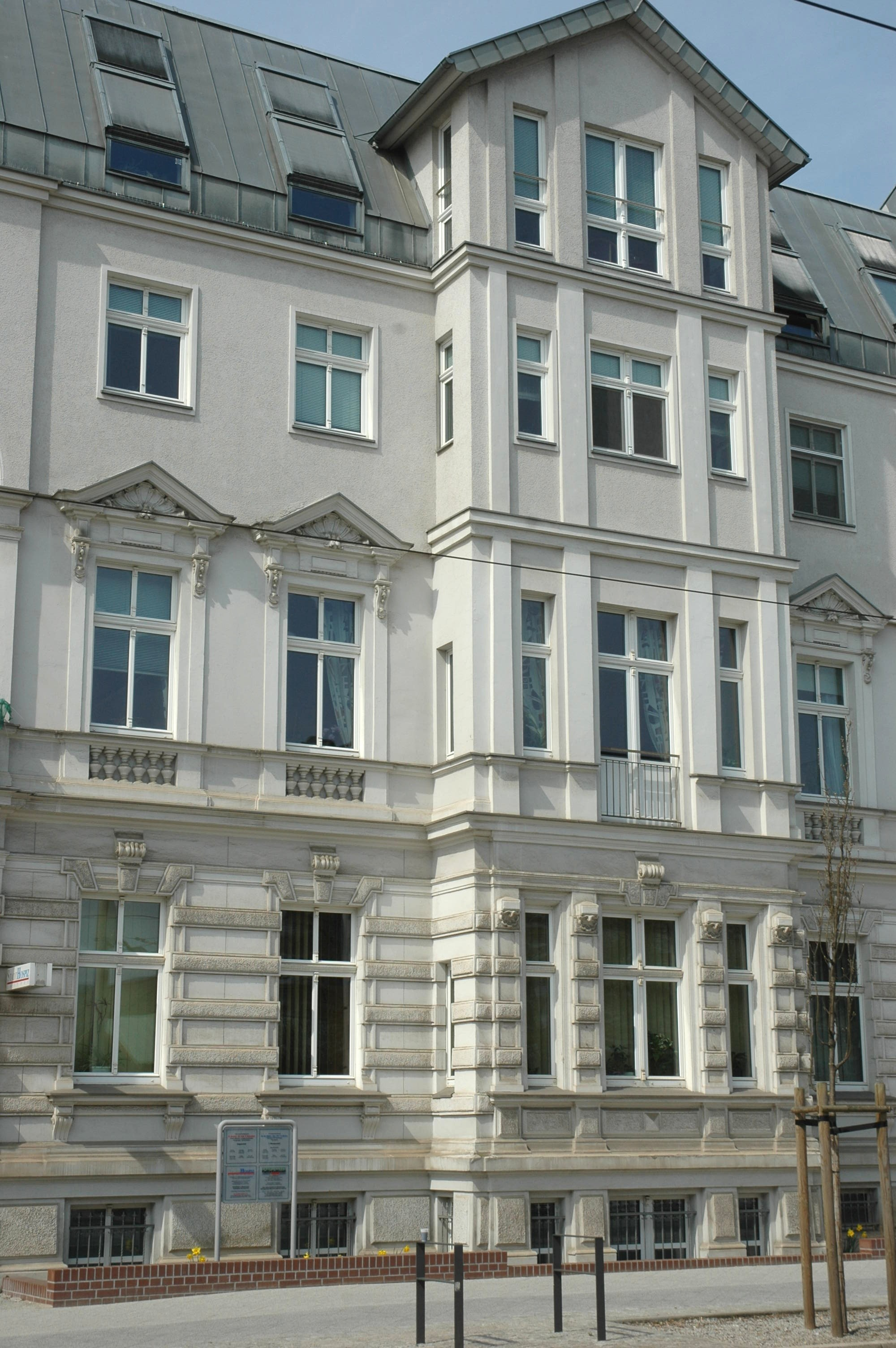
Bahnhofstraße 62

Im Mai 1997, nach der Gründung, zog das erste Stadthospiz des Landes Brandenburg ein. Im Mittelpunkt dieser Einrichtung mitten im Zentrum von Cottbus steht die kompetente schmerztherapeutischen Betreuung von todkranken Menschen, verbunden mit einer intensiven Pflege und Zuwendung. In diesem Gebäude sind weitere Praxen untergebracht, z. B. eine Gemeinschaftspraxis für Lungenheilkunde, Allergologen, Schlafmediziner, Neurologen, Psychiater und die Fachstation für palliativmedizinische Versorgung.

### Bahnhofstraße 63

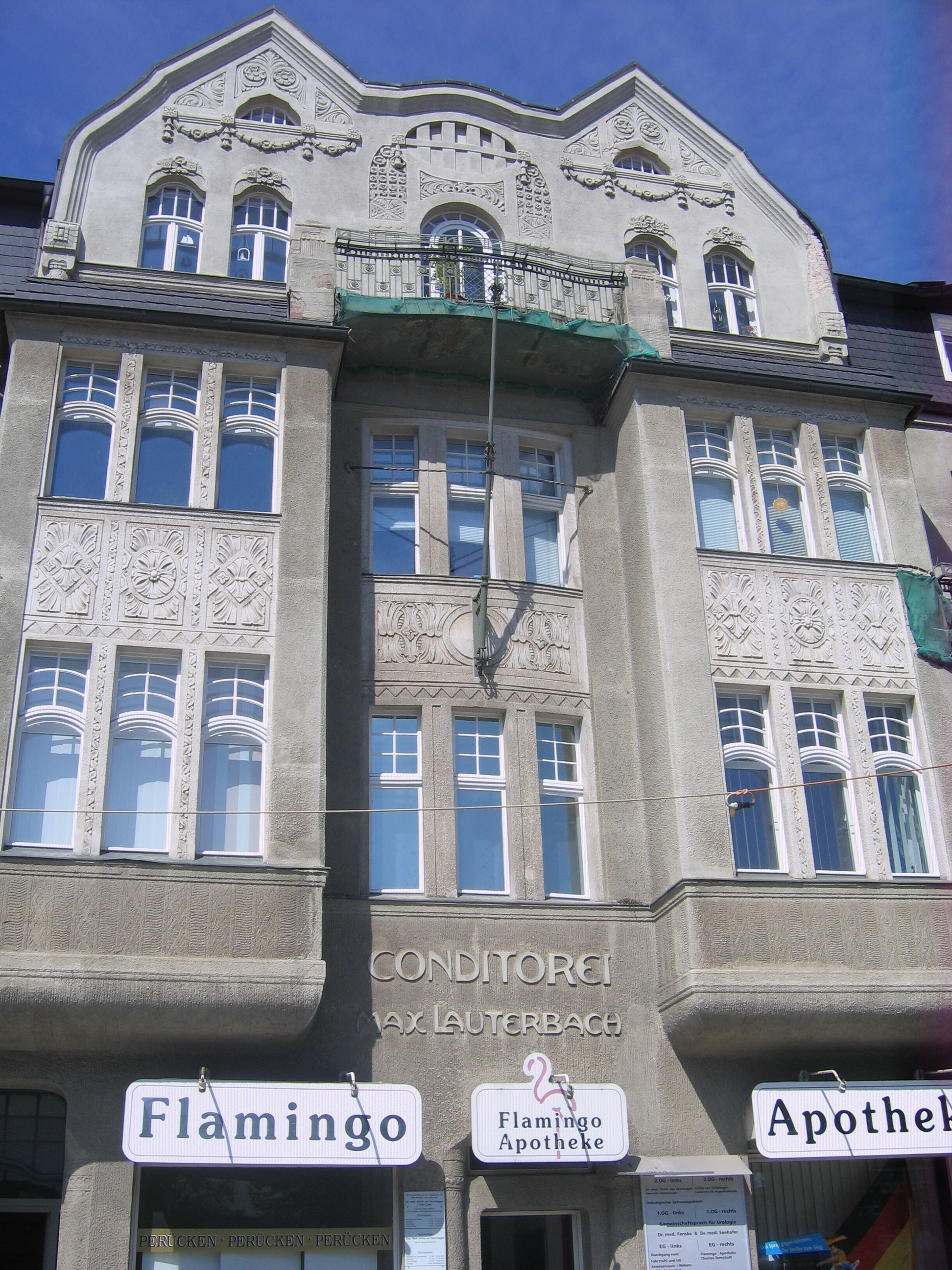
Bahnhofstraße 63

Durch das Architektur- und Baubüro des Maurermeisters Patzelt wurde das Miet- und Geschäftshaus 1905/06 für den Konditor Max Lauterbach errichtet. Das große dreigeschossige Haus besitzt eine herausragende Jugendstilfassade, die auch durch ihre Dimensionierung einen städtebaulichen Akzent setzt. Bemerkenswert ist die Qualität der flachreliefierten kleinteiligen Dekorformen, deren florale und geometrische Motive die für den Jugendstil typische Stilisierung aufweisen. Während sich die Dekore auf Erker und Giebelfeld beschränken, sind die dekorlosen Wandflächen der Seitenachsen durch die formschönen Balkongitter akzentuiert. Die markante Jugendstilarchitektur wird auch an der Fassade des Hauses im Doppelgiebel deutlich.
In der Mitte des Erdgeschosses befindet sich der Eingang zum ehemaligen Cafe, den heutigen Geschäften. Über dem Eingangsbereich ist noch heute der Schriftzug „Conditorei Max Lauterbach“ deutlich lesbar. Drei große Ladenfenster beanspruchen über die Hälfte des Erdgeschosses. Auf der linken Seite des Hauses sind zwei hohe Sprossenfenster sowie der Eingang zu den Wohnungen zu sehen.
Beide Erker in den Obergeschossen besitzen hohe Drillingsfenster mit Schmuckelementen. Zwischen den Erkern befinden sich im 1. und 2. Obergeschoss ebenfalls Drillingsfenster mit schmückendem Dekor. Die vier seitlichen Balkone mit filigranen Gittern in den beiden Obergeschossen mit paarig angeordneten Sprossenfenstern und den entsprechenden Balkontüren geben dem Gebäude eine gewisse Symmetrie. Fünf Fenstergruppen unterstreichen die Achsen in den oberen Etagen.
Die Mittelachse wird durch zwei Erker eingefasst, die im Traufbereich einen Dachabschluss bilden und jeweils in einen Zwerchgiebel mit Doppelspitzen übergehen.
Die beiden Erker wurden im Dachgeschoss durch einen offenen metallvergitterten Balkon verbunden. Im Giebel sind vier Rundbogenfenster und zwei Karniesbogenfenster zu sehen. Eine große Rundbogensprossentür ermöglicht den Zutritt zu dem offenen zentrierten Balkon. Der Fassadenschmuck wurde hauptsächlich auf Zwerchgiebel und Erker beschränkt. Ein Arrangement von floralem und geometrischem Dekor, Ornamentbändern- und feldern sowie flach reliefierte Einzelformen betonen die Attraktivität des Hauses.
Unter den Cottbusern war das „Cafe Lauterbach“ ein Begriff, die feinen Konditorwaren und der Duft von Kaffee zogen unzählige Gäste an. Es diente den Studienräten der gegenüberliegenden Oberrealschule zur Entspannung. Mieter dieses Hauses waren u. a. der Rechtsanwalt Sternberg, der Prokurist Weymann von der Molkerei Kunert, der Sparkassendirektor Pöschke und die Gewerbeoberlehrerin Riegel. Um 1940 kam der Konditor Walter Mehl nach Cottbus und pachtete Cafe und Konditorei. Nach 1945 wurde der Betrieb zeitweise eingestellt, bevor sich die Tradition fortsetzte. Der letzte Geschäftsführer Gerber reiste kurz vor der Wende aus. Sein Nachfolger Hajek bemühte sich, an die Lauterbach Tradition anzuknüpfen und eröffnete das Cafe im Dezember 1989 erneut. Inzwischen ist das Cafe in die Spremberger Straße umgezogen und die Geschäftsräume werden von der Flamingo Apotheke sowie einem Fach- und Beratungsgeschäft für vergrößernde Spezialsehhilfen genutzt. In den oberen Etagen haben sich verschiedene Fachärzte und Familien eingemietet.

### Bahnhofstraße 67

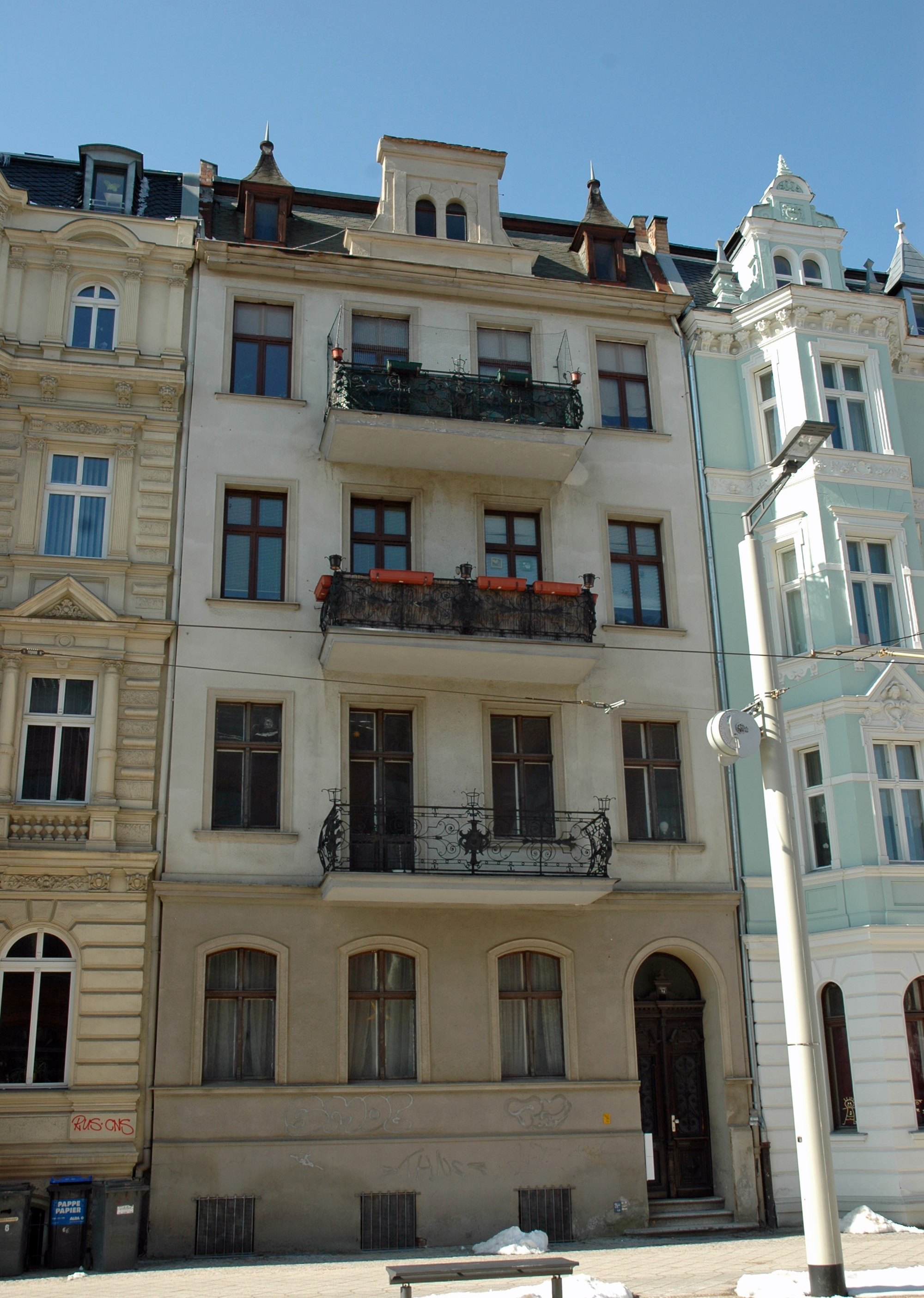
Bahnhofstraße 67

Dieses Mietshaus wurde für den Töpfermeister Hermann Prinz 1895/96 erbaut. Das Gebäude ist Teil der Blockrandbebauung an der Westseite der Bahnhofstraße zwischen August-Bebel-Straße und Karl-Liebknecht-Straße.
1982 erfolgte eine Sanierung des Gebäudes. Die Straßenfassade und die ursprüngliche Dachform wurden wiederhergestellt. Dabei wurden das Mansarddach mit DDR-typischen Preolitschindeln gedeckt, die Gaubenspitzen erneuert und alle Holzbauelemente gestrichen und die alten Jalousien ausgebaut.
Das viergeschossige Gebäude mit einem zusätzlichen Kellergeschoss ist ein verputzter massiver Ziegelbau mit vier Fensterachsen. Nahezu alle Schmuck- und Gliederungselemente gingen im Laufe der Jahre verloren.
Das Keller- und das Erdgeschoss unterscheiden sich farblich deutlich von den anderen Geschossen. Drei vergitterte Fenster befinden sich im schmucklosen, leicht nach vorn gesetzten Sockel. Der große Rundbogeneingang rechts im Erdgeschoss ermöglicht den Zugang in das Gebäude.
In der original hölzernen Portaltür befinden sich in den nach innen zu öffnenden Seitenflügeln filigrane Metallstrukturen hinter Glas. Im oberen Teil der Seitenflügel ist eine aufwendig verzierte Handarbeit, ähnlich einer Sonne, erkennbar. Die Tür schließt mit einem Rundbogenfenster über einem gestuften Holzgesims ab.
Im Erdgeschoss befinden sich zwischen dem Gesims des Kellergeschosses und dem Gurtgesims zum 1. Obergeschoss drei schlicht gerahmte Segmentbogenfenster, verbunden mit einem durchgehenden Sohlbankgesims.
Die mittig angebauten Balkone mit den filigranen Metallgittern in den Obergeschossen sind zwei Achsen breit, mit je einem Fenster und einer Balkontür ausgestattet. Alle Fenster sind schlicht gerahmt und mit je einem Sohlbankgesims gestaltet.
Der Dachbereich beginnt über einem weit ausladenden schlichten Traufgesims. Mittig im Berliner Dach über der Balkonachse sieht man den Zwerchgiebel mit den gequaderten Rundbogenzwillingsfenstern und seitlichen Dachhäuschen mit Zeltdach.
Der quadratische Blendgiebel ist nach unten etwas ausgestellt und steht auf einem länglichen Podest. Er zeigt antike Formen. Die flach aufgeputzte Rahmung der zwei Fenster erinnert an eine Architravrahmung. Die gequaderten Rundbogenfenster sind mit markanten Schlusssteinen versehen. Der Giebel schließt mit einem stufigen Vorsprung ab.

### Bahnhofstraße 68

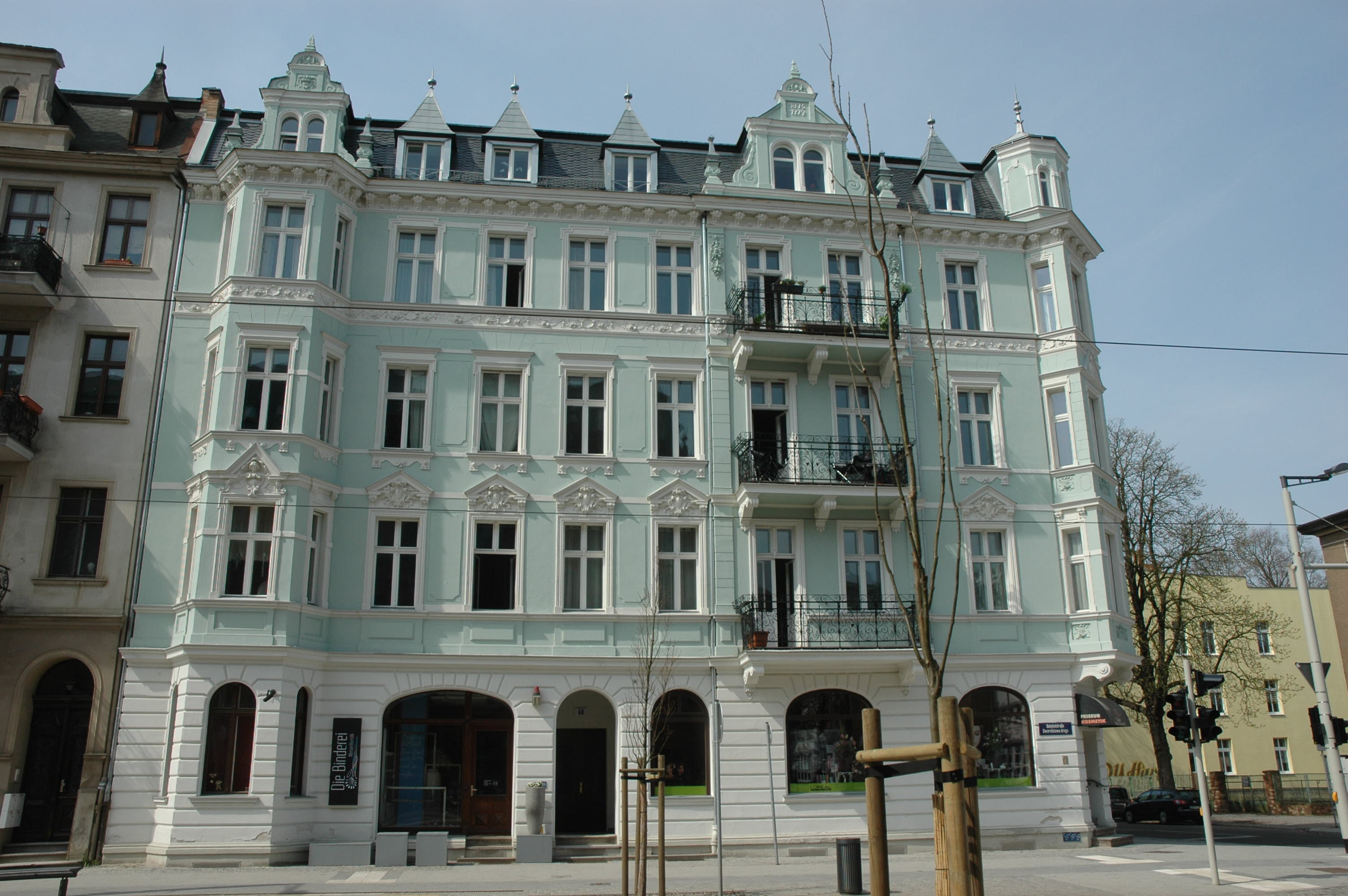
Bahnhofstraße 68, seitlich

1894 wurde das Haus in der Bahnhofstraße 68 geplant. Erst 1897/98 wurde das Eckgebäude als Teil einer Blockrandbebauung durch den Maurermeister und Ersteigentümer Ernst Ludwig erbaut. Um die Jahrhundertwende betrieb Gottlieb Domke im Eckladen des Hauses eine Papierhandlung, nach 1920 nutzte Emilie Bleich die Geschäftsräume für Kolonialwaren. Im ehemals linken Seitenladen wurde von Linda Geisler Schokolade und auf der rechten Seite von Elisabeth Latarius Schreibwaren verkauft. Diese Produktpalette hielt sich bis nach dem Zweiten Weltkrieg. Der Ladenbereich im Erdgeschoss wurde 1948 durch das Herausbrechen von Wänden im Flurbereich vergrößert.
Bei einer Teilsanierung sind die Fenster erneuert, das Dach wurde neu gedeckt und eine Etagenheizung eingebaut worden. Im Erdgeschoss hat 1999 ein Friseurladen eröffnet, in den Obergeschossen sind Wohnungen entstanden. Das Gebäude wurde 2011 an einen privaten Investor verkauft.
Das Eckgebäude befindet sich an der Kreuzung Bahnhofstraße zur heutigen August-Bebel-Straße. Es war und ist noch heute ein Wohn- und Geschäftshaus im späthistoristischen Baustil.
Der viergeschossige Altbau mit einem früheren Kellergeschoss und einer interessanten Dachetage ist mit seinem aufwändigen Putzdekor ein imposantes Gebäude in der Bahnhofstraße/August-Bebel-Straße. Die unterschiedliche Fassaden- und Fenstergestaltung unterstreicht die vertikale Gliederung des Gebäudes. Das Schmuckdekor bei der Fenstergestaltung in den beiden Hauptgeschossen ist sehr gut erhalten und zeugt vom Reichtum und Können seines gutbürgerlichen Erbauers.
Blickfang des Gebäudes ist der Eckerker. Dieser ist über der Ladeneingangstür auf zwei kräftigen Konsolen aufgebaut. Im Dachbereich mündet der Erker in ein vielseitiges im Dach integriertes Turmhäuschen mit aufgesetzter Spitze. Drei schmale Rundbogenfenster mit eingetieften, weiß abgesetzten Faschen und einem Kämpfergesims sowie zwei Blendfenstern sind markante Gestaltungselemente.

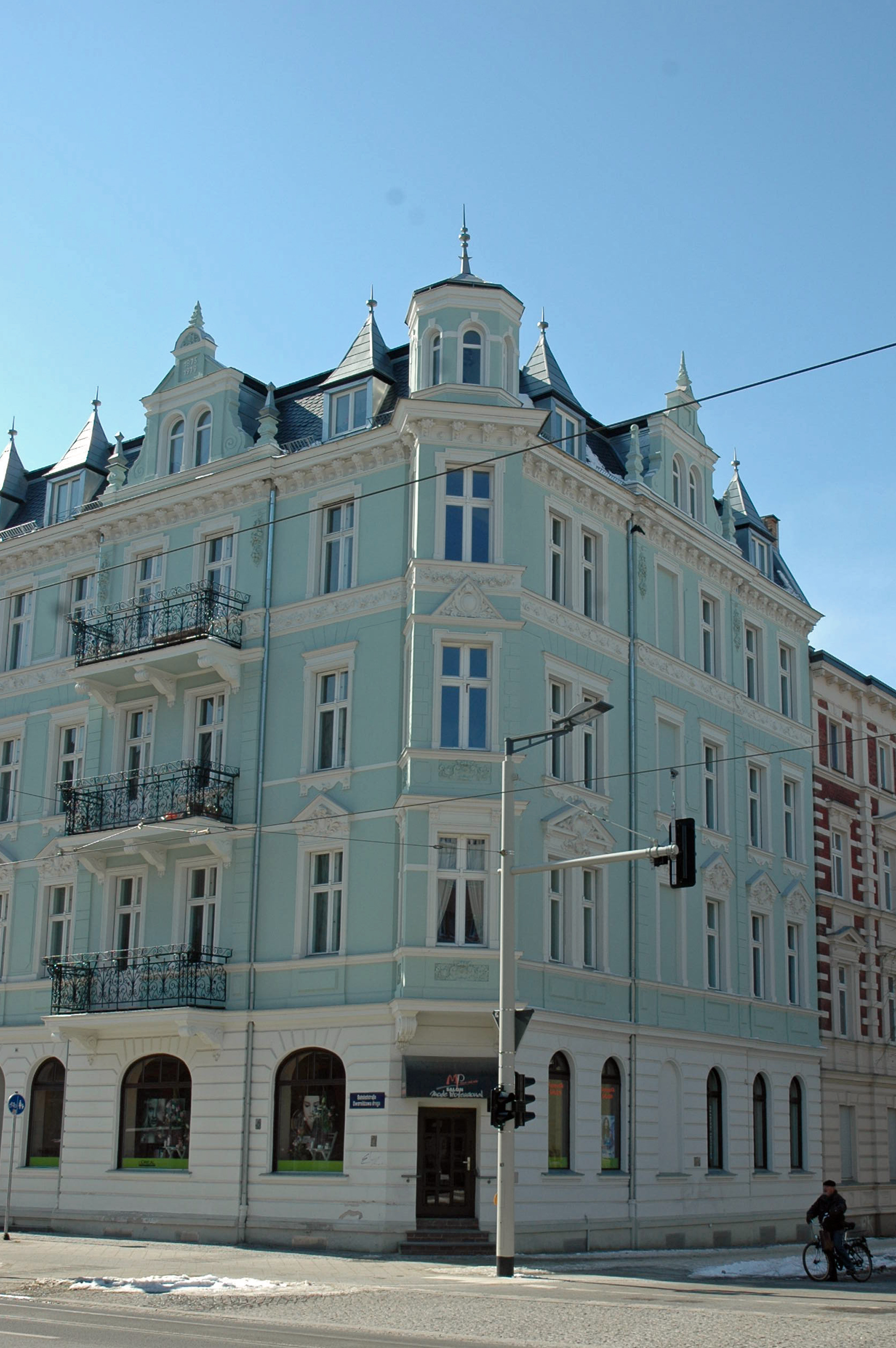
Bahnhofstraße 68, front

Die vom Erker aus rechte Hausseite ist sechs Fensterachsen breit. Die hoch rechteckigen Fenster sind paarweise angeordnet. Ein flacher Mittelrisalit, hervorgehoben durch Mauerblenden, geht im Dachbereich in einen geschweiften Zwerchgiebel über. Der Zwerchgiebel mit zwei kleinen Rundbogenfenstern wird von zwei Türmchen eingerahmt. In den Dachgauben, rechts und links vom Zwerchgiebel, sind zwei rechteckige Fenster eingebaut. Links vom Erker wird die Fassade von einer Balkonachse geprägt. Die Balkone mit den originalen schmiedeeisernen Ziergittern liegen auf zwei bzw. drei Konsolen auf. Die Balkonachse mündet in einen Zwerchgiebel, der aber in Gestaltung und Putzdekor vom Giebel in der Bebelstraße abweicht. Vier Gauben im Dachbereich mit je zwei rechteckigen Fenstern sind vermutlich noch aus der Erbauungszeit. Ein ausgeprägtes Sockelgesims trennt das Kellergeschoss vom Erdgeschoss. Die kräftige Putzquaderung wird von kleinen und großen Segmentbogenfenstern mit markanten Schlusssteinen unterbrochen. Das Erdgeschoss wird von einem durch die gesamte Fassade gehenden, breiten Putzstreifen mit Brüstungsfeldern vom 1. Obergeschoss getrennt. Im Erker sind die Brüstungsfelder sehr dekorativ und plastisch gestaltet. Der Putzstreifen wird durch kräftige Gesimsstreifen oben und unten abgesetzt. Rechts vom Erker sieht der aufmerksame Betrachter die schmucklosen Brüstungsfelder paarweise und wechselnd aufgesetzt bzw. eingetieft.
Die Kreuzfenster im 1. Obergeschoss zeichnen sich durch eine Dreiecksverdachung aus. Die Verdachung der Fenster im Erker dagegen ist gerade. Das erste Fensterpaar rechts vom Erker wurde mit einer gemeinsamen Dreiecksverdachung gestaltet, die Fenster der linken Hausfront sind einzeln verdacht. Die Balkontüren und -fenster sind einfach bzw. stufig gerahmt.
Im 2. Obergeschoss sind die Fenster mit einem gerade gestuften Gesims verdacht. Die Erkerfenster sind dagegen dreiecksverdacht. Die beiden Fenster rechts vom Erker sind wieder gemeinsam, die linken Fenster einzeln verdacht.
Auffällig sind Putzornamente unter den Fenstern im 2. Obergeschoss.
Das 3. Obergeschoss beginnt über einem breiten, sich über die gesamte Fassade erstreckenden Schmuckfries, der mit einem Gesimsstreifen endet.
Die Fensterverdachungen sind gestuft und über jedem Fenster, auch im Erker, individuell gestaltet.
Der Dachbereich beginnt über dem 3. Obergeschoss mit einem breiten, sehr dekorativen Blütenschmuckband unter der weit vorspringenden Traufzone.

### Bahnhofstraße 69
1895 wurde das dreigeschossige Eckhaus an der Bahnhofstraße / August-Bebel-Straße erbaut. Bauherr und Ersteigentümer war der Kohlegrubenbesitzer Napoleon Most.
Die nicht mehr streng vertikale und horizontale Gliederung der Achsen und der Geschosseinteilung sind typische Merkmale der späthistoristischen Bauweise.
Nach dem Zweiten Weltkrieg wurde die einst dekorreiche Fassade des Gebäudes schlicht verputzt, da Geld und Fachkenntnis für eine denkmalgeschützte Sanierung fehlten.
Auffallend an diesem Gebäude sind zwei rechtwinklig zueinander verlaufende Flügel, die in einen Eckrisalit münden. Dieser wurde mit hohen Doppelkreuzfenstern und je einem Seitenfenster bzw. im 1. Obergeschoss mit hohen Zwillingsbogenfenstern ausgestattet. Farbig verputzte tiefe Faschen rahmen die alten Holzfensterfronten ein. Eine auskragende Traufzone mündet in das Flachdach.
Die beiden Mitteletagen wurden mit großen Kreuzfenstern ausgestattet. Insgesamt vier Fensterachsen unterstreichen die horizontale Gliederung an der Gebäudeseite zur August-Bebel-Straße, Keller- bzw. Mezzaningeschoss dagegen haben 5 Fenster. Die Häuserfront zur Bahnhofstraße verfügt über drei Fensterachsen sowie vier kleine Keller- bzw. Mezzaningeschossfenster.
Eine gemauerte Treppe mit einem Eisengeländer führt auf der Nordseite ins Hausinnere.
Über den zwei Kreuzfenstern rechts neben dem Eingang befinden sich im 1. Obergeschoss vier weitere Kreuzfenster und fünf kleine Kastenfenster im Mezzaningeschoss.
Nach 1920 kaufte der Arzt Georg Tietze das Haus, der im 1. Obergeschoss praktizierte. Mitte der 1930er Jahre war das Haus Eigentum von Anna Werner. Vor dem Zweiten Weltkrieg hatte der Rechtsanwalt Otto Schiemang eine Kanzlei im Haus, später der Rechtsanwalt Fritz Hellmund. Bevor 1945 die sowjetische Besatzungsmacht das Gebäude beschlagnahmte, lebte viele Jahre der Landgerichtsdirektor Erich Germelmann in dem Mietshaus. Nach einigen Jahren wurde das Haus für die gegenüberliegende Schule zum Hortgebäude. Zwischenzeitlich waren Büros an Volkshochschule, den Schulpsychologischen Dienst und das Dezernat für Jugend, Kultur und Soziales vermietet. Heute steht das Haus zum Verkauf.

### Bahnhofstraße 70
Dieses Gebäude wurde 1885/1886 für den Kaufmann G.A. Püschel als Mietshaus erbaut.
Bei diesem Bau handelt es sich um ein freistehendes Gebäude an der Westseite der Bahnhofstraße zwischen Berlinerstraße und August-Bebel-Straße. Es ist ein zweigeschossiger, rechteckiger Baukörper mit seitlichem Eingang und Flachdach. Das Kellergeschoss, ursprünglich mit einer Massivdecke versehen, hat sieben kleine vergitterte Fenster.
Das zweigeschossige Gebäude ist zusätzlich mit einem Mezzaningeschoss erbaut, das über sieben kleinere Fensterachsen verfügt.
Im Mittelrisalit befinden sich drei Fensterachsen. Der Risalit mit einem flachen Dreiecksgiebel schließt mit einem Zahnschnittdekor ab. Seitlich neben dem Risalit befinden sich jeweils zwei Fensterachsen.
An der Giebelgestaltung erkennt man die noch spätklassizistische Ausprägung. Es ist auch stilistisch eines der ältesten Gebäude der Bahnhofstraße.
Das Mezzaningeschoss ist im Risalitbereich erhöht und durch ein Rahmenwerk mit dem 2. Obergeschoss verbunden. Im 2. Obergeschoss sind noch Reste einer Brüstungsgliederung zu erkennen.
Das Gebäude wurde 1974 instand gesetzt und die Sowjetische Kommandantur zog ein.
In der Zeit davor war das Stahlglasdach über dem Hauptgesims und dem hofseitigen Balkon entfernt worden. Alle Fenster und Türen wurden erneuert, Giebelflächen und die Hoffassade ausgebessert. Die Innenwände wurden zum Teil mit halbhoher Täfelung versehen und das Parkett neu versiegelt. Im Sanitärbereich wurden die Fliesen erneuert sowie Elektro- und Sanitärinstallationen vorgenommen. Nach langem Leerstand wird das Gebäude zurzeit umfassend saniert und restauriert.

### Bahnhofstraße 71

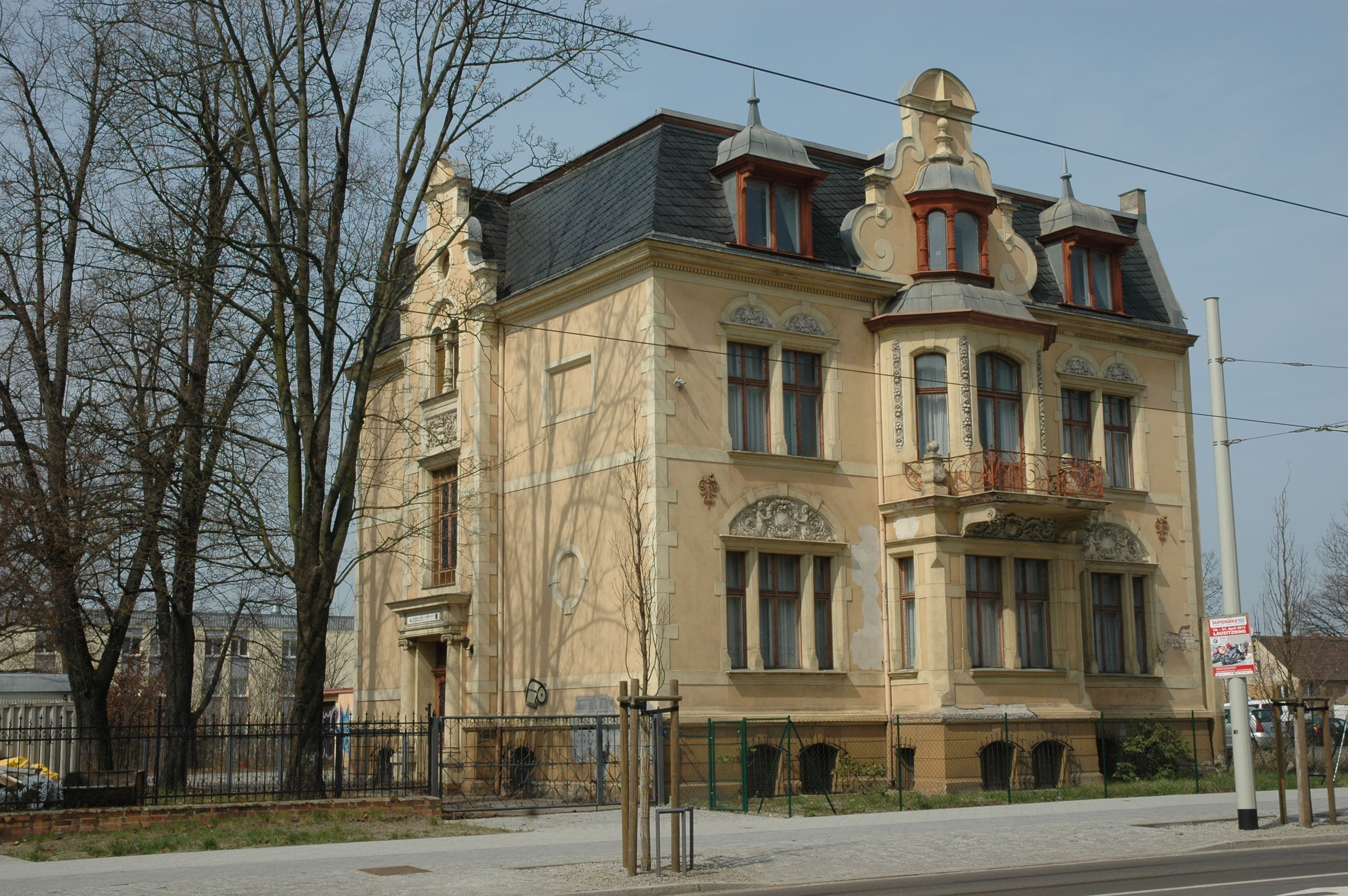
Bahnhofstraße 71

1893/94 wurde das freistehende Wohnhaus an der Westseite der Bahnhofstraße zwischen Berliner Straße und August-Bebel-Straße im späthistoristischen Stil erbaut.
Das zweigeschossige Gebäude besticht durch den Mittelrisalit im Vorderhaus mit einem Balkon sowie dem ins Dach übergehenden geschweiften Zwerchgiebel.
An dem quaderförmigen Haupthaus befindet sich auf der rechten Seite ein langgestreckter Seitenflügel. Nachträglich wurden 3 kleinere einfache Fenster im 1. Obergeschoss des Seitenflügels eingebaut. Das Berliner Dach wurde mit Schiefer gedeckt, es besitzt ein Gesims mit profilierter Traufzone. An den Seitenflächen der vorderen Fassade wurden mit Ecklisenen aus Quadersteinen gearbeitet.
Unterhalb des Gurtgesimses vom Erdgeschoss befindet sich ein Sockel mit Putzquaderung sowie paarweise vergitterten abgerundeten Kellerfenstern mit Schlusssteinen.
Der Mittelrisalit im Erdgeschoss ist rechteckig mit einem hohen Doppelfenster. Auf der linken und rechten Seite des Vorderhauses befindet sich je ein großes Drillingsfenster, bestehend aus zwei schmalen und einem Kreuzfenster. Die Fenster im Erdgeschoss sind durch einen reich mit Putzdekor gestalteten Segmentbogen verdacht. Zwischen den beiden Geschossen sind rechts- und linksseitige Schmuckkartuschen an den Außenwänden zu sehen.
Der Mittelrisalit im 1. Obergeschoss erhielt eine trapezoide Form mit Balkon und abgerundeten Fenstern mit flankierenden Ornamentbändern und Schlusssteinen. Der Balkon liegt auf Konsolen und wird durch Eisenziergitter abgegrenzt. Die beiden rechts- und linksseitigen Fenster in der Beletage verfügen über getrennt eingefasste Segmentbogenverdachungen. Sämtliche Segmentbogenverdachungen an den Fenstern sind reich mit Ornamenten verziert. Ein Fußwalmdach, ein Zwerchgiebel mit Holztürmchen und dazugehörigem Schnitzdekor ist über dem Balkon zu sehen. An den jeweiligen Seiten befinden sich zwei Dachzelthäuschen mit Schnitzdekoren und Zwillingsfenstern sowie spitzen Aufsätzen.
Das südlich überdachte Eingangsportal mit Blendsäulen befindet sich im linken Seitenflügel innerhalb des Risalits. Betont wurde der Risalit durch farbige Eckquaderungen sowie drei unterschiedliche Fensterformen und verschieden farbige Schmuckdekore. Über dem Eingang ist ein hohes Sprossenfenster mit bunten Glasscheiben zu sehen. Darüber befindet sich ein Rundbogensteinkreuzfenster mit einem reichverzierten Brüstungsfeld. Den oberen Abschluss des Risalites bildet ein geschweifter Zwerchgiebel mit einem kleinen runden Fenster, einem Ochsenauge.
Erster Hauseigentümer und Bauherr war der Brennereibesitzer Emil Neumann, der sich nach der Jahrhundertwende zur Ruhe setzte. Um 1920 erschien im Archiv des Wohnregisters als Hauseigentümerin Katharina Stump. Im Haus wohnte auch der Weberei- und Spinnereibesitzer Adolf Stump, der das Haus Anfang 1930 übernahm. Von den Mietern in den Jahren sind besonders Bergrat Paul Kneuse, die Schneiderin Elsbeth Voigt und Ferdinand Walter zu erwähnen. 1945 wurde das Haus von den sowjetischen Besatzern beschlagnahmt. Bis Oktober 1974 wurde das Gebäude mühevoll umgebaut und instand gesetzt, um es der Lehrergewerkschaft der Abteilung Volksbildung des Rates des Bezirkes zu übergeben. Das „Haus des Lehrers“ stand mit 5 Klubräumen, der Bibliothek und einer kleinen Gaststätte den Lehrern zur Gestaltung ihrer Fortbildung und Freizeit zur Verfügung. Am 30. Juni 1991 schloss das Haus seine Pforten, es wurde an das Pädagogische Landesinstitut Potsdam übergeben. Zurzeit steht das Gebäude leer.

### Bahnhofstraße 74

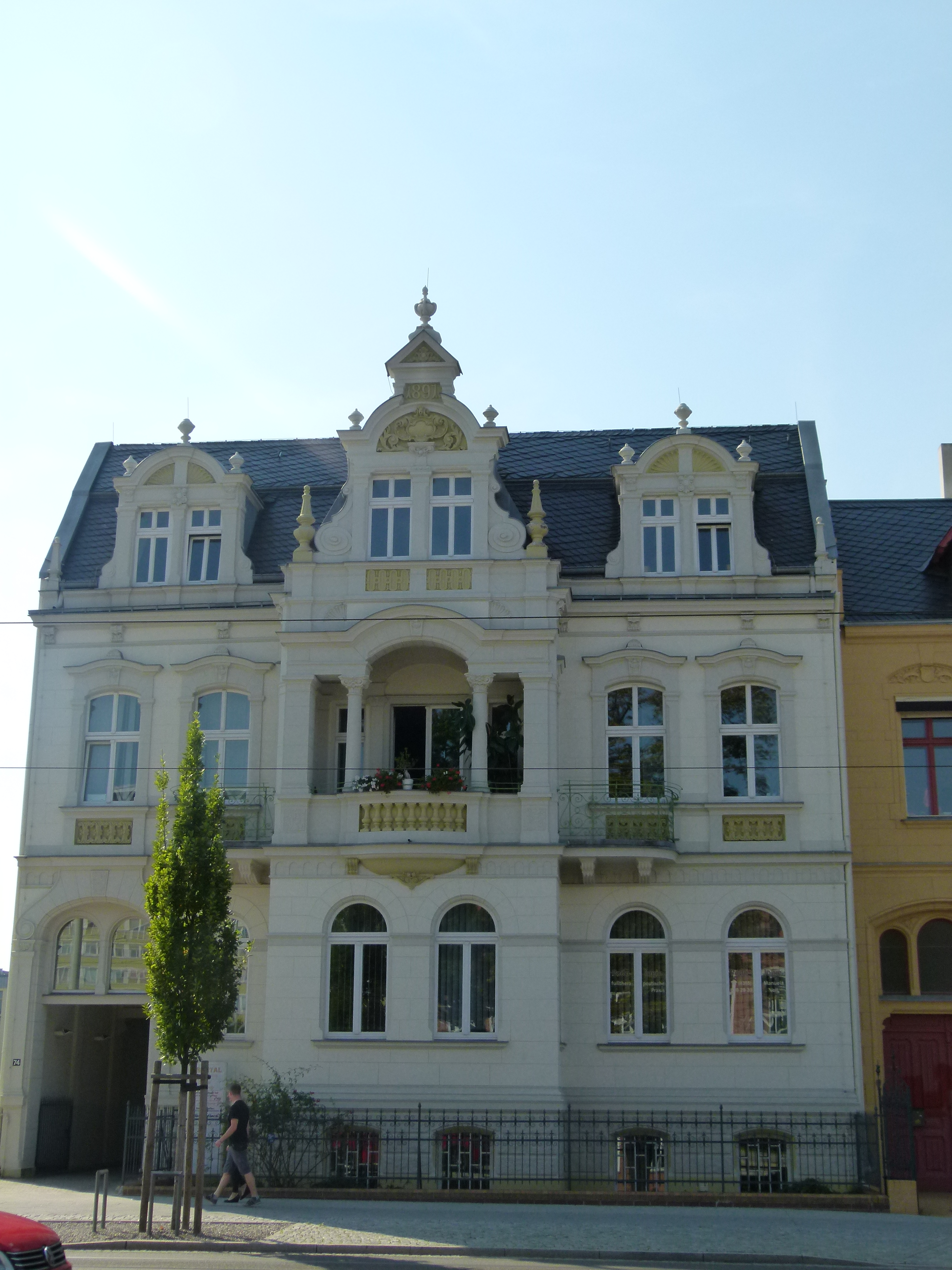
Bahnhofstraße 74

Die Stadtvilla wurde 1897 vom Maurermeister C.L. Schade erbaut, er war Bauherr und Eigentümer.
Das Haus hat zwei Etagen und eine breite Hofeinfahrt. Die rechte Seite der Eingangstür führt ins Haus. Die späthistoristische Villa mit den alten Bauelementen ist sehr gut erhalten.
Dazu gehört der typische Mittelrisalit mit einer großen Loggia und dem in das Dach übergehenden Zwerchgiebel. In der ersten und zweiten Etage befinden sich rundbogenförmige Fenster, dahinter sind große Altbauwohnungen entstanden.
Leider wurde im Inneren des Hauses so viel verändert, dass von der alten Bausubstanz nichts mehr erhalten geblieben ist.

### Bahnhofstraße 75
Diese Familienvilla ist von dem Maurermeister und Ziegeleibesitzer Paul Broeßke 1875 erbaut worden, er war gleichzeitig Bauherr und Eigentümer dieser Villa.
Bei diesem Gebäude ist die Fassade durch den Mittelrisalit mit den verzierten Zwerchgiebeln, den Dachgauben und der Loggia bemerkenswert gestaltet.
Die bauzeitlichen Elemente wie Kastenfenster und Türen im Außenbereich und die Stuckdecken, Türen und die Treppe im Innenbereich sind noch erhalten.
In beiden Etagen befinden sich heute modernisierte Altbauwohnungen. Der Eingang zu diesem Gebäude befindet sich auf der Hofseite.

### Bahnhofstraße 76
Das Gebäude mit zwei Etagen wurde 1896 von F. Koppe in Auftrag gegeben, Baumeister Paul Broeßke erbaute
es besonders aufwendig. Die Familienvilla fällt besonders durch die Gestaltung des Eckturmes und der Loggia auf.
In der Fensterverdachung und in den Fensterumrahmungen sind zeittypische Elemente in Stuckdekor zu sehen.
In den Giebelfensterrahmen weisen besondere Verzierungen und Dekore, zum Beispiel Kartuschen und Blattwerke, auf unterschiedliche
Baustile hin. Dieses Haus hat rundbogenförmige hohe Fenster, hinter denen sich große Altbauwohnungen befinden. Einige Elemente der Innenausstattung sind noch im Original erhalten geblieben.

### Bahnhofstraße 78

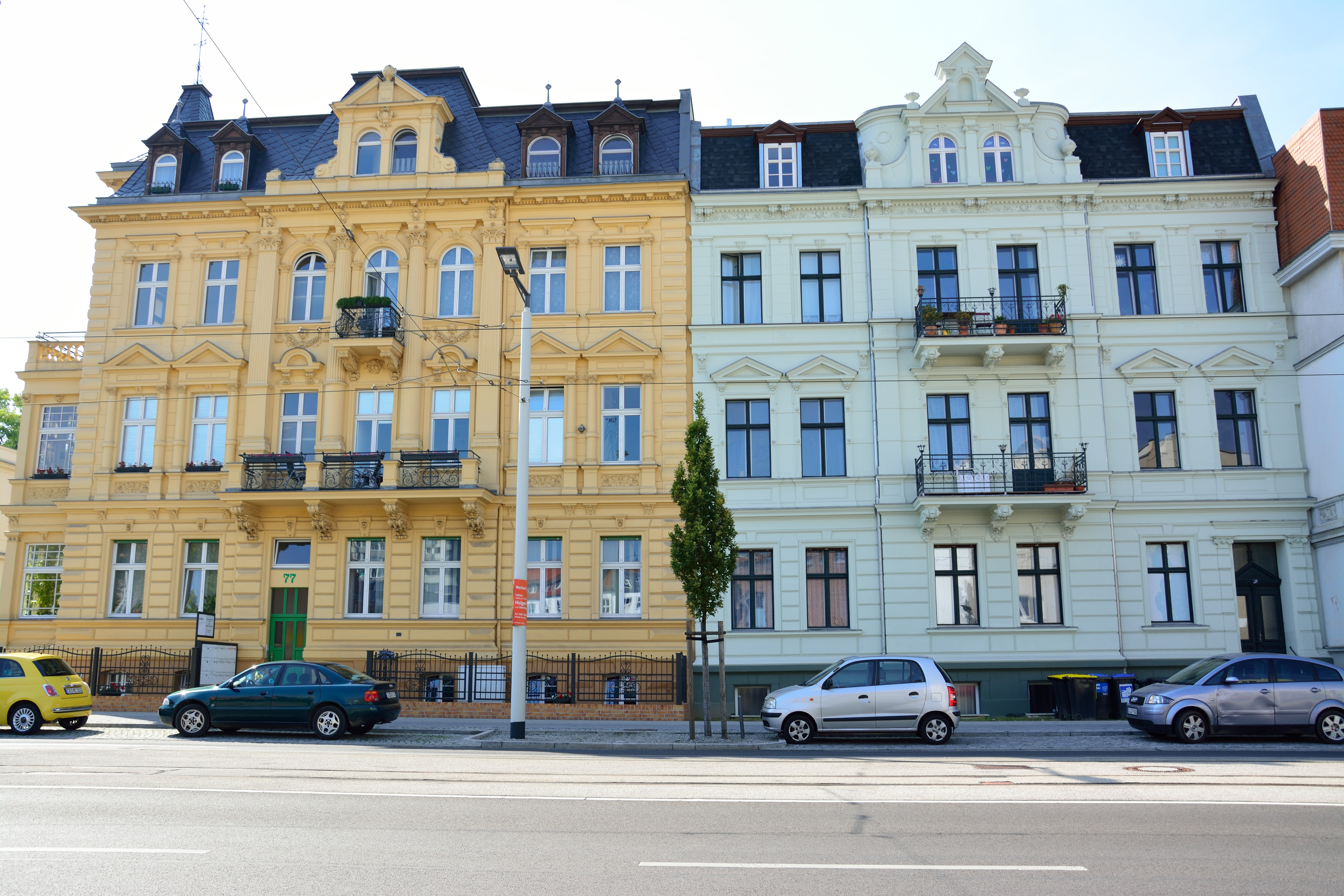
Bahnhofstraße (r.) 78

Dieses Mietshaus ließ sich Wilhelm Münnch 1889/90 erbauen. Das Gebäude ist Teil der Blockrandbebauung an der Westseite der Bahnhofstraße zwischen Berliner Straße und August-Bebel-Straße.
Der dreigeschossige Massivbau mit einem hochgezogenen Kellergeschoss und einem Dachgeschoss ist sechs Fensterachsen breit, der Mittelrisalit mit zwei Fensterachsen teilt das Gebäude symmetrisch. Rechts und links wird der Mittelrisalit von Eckpilaster im 1. und 2. Obergeschoss begrenzt. Beide Obergeschosse sind mit auf Konsolen liegenden Balkonen ausgestattet, die mit schmiedeeisernen Geländern versehen sind.
Im Keller- und Erdgeschoss befinden sich nur fünf Fenster, an der rechten Fassadenseite schließt sich der Eingang mit einer originalen Holztür an. Der Eingangsbereich ist mit einer Ädikula, einer Gesimsverdachung und Pilastern gerahmt.
Den Kellersockel mit den kleinen quadratischen Fenstern trennt ein Sockelgesims vom Erdgeschoss. Dieses ist mit einer Putzquaderung versehen, die die fünf Kreuzfenster mit den markanten Schlusssteinen umrahmt.
Das Dekor in der Fassade ist gut erhalten geblieben und denkmalgerecht restauriert.
In den beiden Obergeschossen befinden sich rechts und links neben dem Mittelrisalit jeweils zwei Kreuzfenster. Im 1. Obergeschoss, der Beletage, werden die Fenster durch Dreiecksverdachungen und vertikale Brüstungsfelder unter dem durchgehenden Sohlbankgesims besonders hervorgehoben. Anders sind die Fenster des 2. Obergeschosses gestaltet, sie heben sich durch eine horizontal gestufte Rahmung, einen Dekorschlussstein und gequaderte Pilaster in den Fensterfaschen ab.
Die ausladende Traufzone mit Dekorfries, Schmuckkonsolen und Zahnschnittdekor mündet in ein Berliner Dach mit zentralem Zwerchgiebel dessen Seitenflächen bogenförmig zum Dach zurückgeführt werden. Im Zwerchgiebel, mit Schmuckdekor und Stuck verziert, befinden sich zwei Segmentbogenfenster mit Dekorschlusssteinen.
Neben dem Zwerchgiebel unterbrechen rechts und links jeweils eine Dachgaube mit Dreiecksverdachung das Berliner Dach.
Aufgrund des äußerst guten Erhaltungszustandes und des reichen Fassadenprofils ist das Haus von Bedeutung für den geschlossenen Gesamteindruck der historischen Bebauung der stadtbildprägenden Bahnhofstraße.